# Christlich Demokratische Union Deutschlands
Die Christlich Demokratische Union Deutschlands (CDU) ist eine zwischen 1945 und 1950 gegründete, christdemokratische, konservative und wirtschaftsliberale (Sammlungs-)Partei in Deutschland. Sie wird im politischen Spektrum mitte-rechts verortet.
Im Verbund mit ihrer Schwesterpartei, der Christlich-Sozialen Union (CSU), wird die nach Mitgliedern größte deutsche Partei (Stand 2024) auch als „Union“ bezeichnet. Die CDU tritt in allen Bundesländern mit Ausnahme Bayerns zur Wahl an, die CSU wiederum ausschließlich dort. Beide Parteien bilden im Bundestag eine Fraktionsgemeinschaft, die CDU/CSU-Bundestagsfraktion.
Die CDU wurde unmittelbar nach dem Zweiten Weltkrieg 1945 und in einem zweiten Anlauf mit dem ersten Bundesparteitag 1950 als überkonfessionell christliche Partei gegründet. Sie grenzte sich dadurch von der katholisch geprägten Zentrumspartei ab, die christdemokratische Werte durch die Weimarer Republik hindurch verkörpert hatte. Die weltanschaulichen Wurzeln der CDU sind die katholische Soziallehre, der Konservatismus und der Ordoliberalismus.
Auf Bundesebene war die Union insgesamt länger in Regierungsverantwortung als jede andere deutsche Partei seit Gründung der Bundesrepublik. Über die längste Zeit koalierte die CDU neben der CSU mit der Freien Demokratischen Partei (FDP) in schwarz-gelben Koalitionen oder mit der Sozialdemokratischen Partei Deutschlands (SPD) in schwarz-roten Koalitionen. Seit 2025 stellt die CDU mit Friedrich Merz den Bundeskanzler. In den Jahren 1969–1982, 1998–2005 und 2021–2025 führten die Unionsparteien die parlamentarische Opposition an.
Die CDU ist zusätzlich in allen Bundesländern, in denen sie antritt, im Landesparlament vertreten. Derzeit beteiligt sie sich in acht Ländern an der jeweiligen Landesregierung, in sieben stellt sie den Ministerpräsidenten.
Neben der SPD auf der linken Seite gilt die konservative CDU als eine der beiden großen Volksparteien der Nachkriegsgeschichte. 2008 wurde die CDU erstmals die mitgliederstärkste Partei in Deutschland. In der zunehmend fragmentierten Parteienlandschaft der Berliner Republik werden CDU und SPD teilweise als Volksparteien infrage gestellt.

## Profil

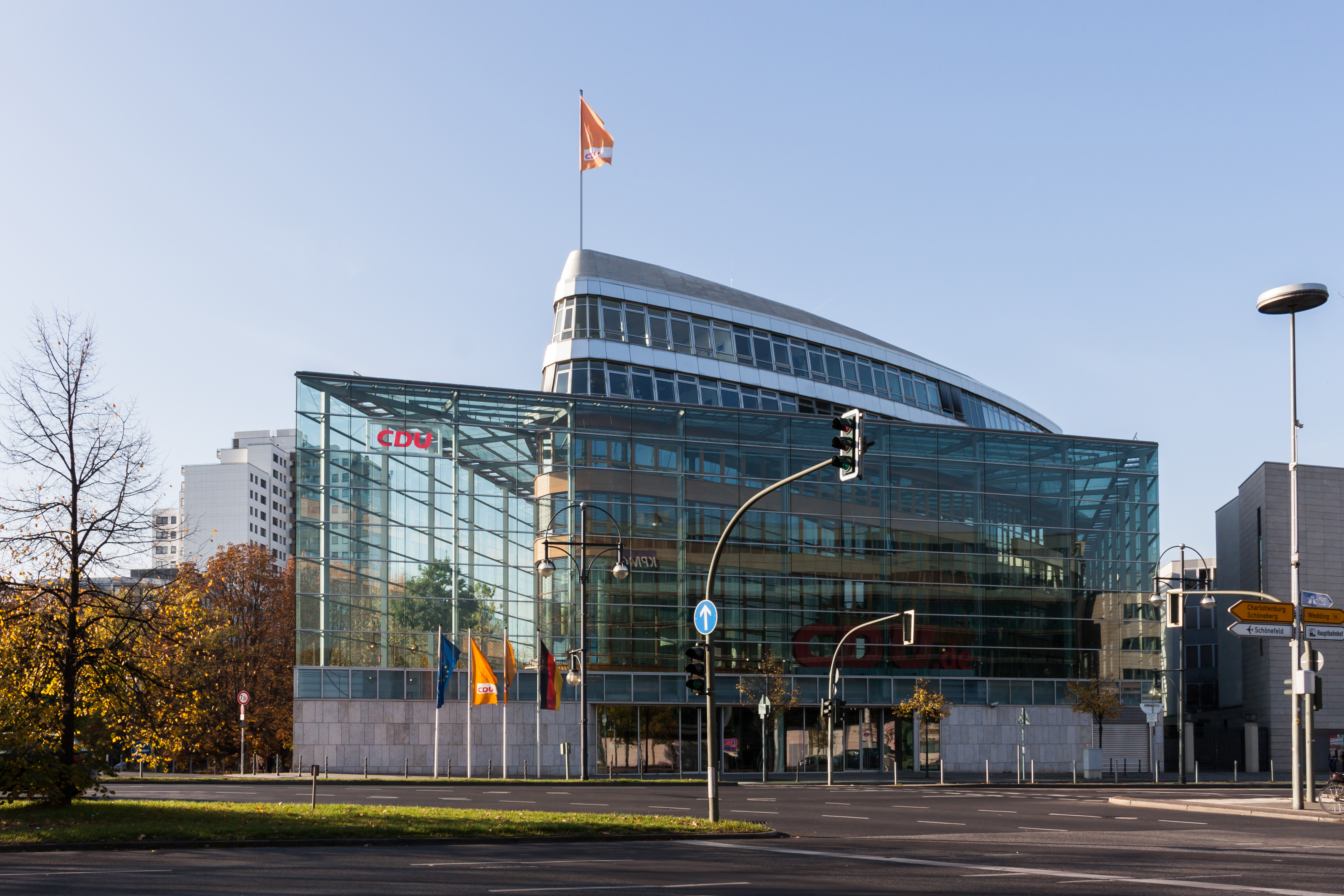
Das Konrad-Adenauer-Haus in Berlin

### Tradition
Seit ihrer Gründung steht die CDU Menschen aller christlichen Konfessionen und auch Nichtchristen offen. Dass sich die CDU ausdrücklich als christlich bezeichnet, beruht auf dem Entschluss der Partei, sich dem christlichen Menschenbild ausdrücklich verpflichtet zu erklären. Bei der Parteigründung im Jahr 1945 war zudem die Überwindung des politischen Gegensatzes zwischen Katholiken und Protestanten ein Hauptmotiv für die Aufnahme des Adjektivs „christlich“ in den Parteinamen. Oft wird die CDU als eine Nachfolgerin der katholisch orientierten Zentrumspartei genannt. Sie sieht sich selbst als Partei der Mitte mit einem Angebot für die gesamte Bevölkerung.
„Nach christlichem Verständnis sind Mensch, Natur und Umwelt Schöpfung Gottes“, heißt es im CDU-Grundsatzprogramm aus dem Jahr 2007. Gott habe den Menschen nach seinem Bilde geschaffen, woraus sich die Würde des Menschen als schützenswertes Gut ableite. Die natürliche Umwelt wird als Schöpfung angesehen, über die der Mensch nicht frei verfügen dürfe, sondern die ihm von Gott zur Bewahrung anvertraut worden sei.
Die CDU setzt sich für eine Verankerung des Gottesbezuges in der Charta der Europäischen Union, für die Bewahrung christlicher Symbole im öffentlichen Raum und die Beibehaltung christlicher Feiertage ein.
Mit politischen Äußerungen der beiden großen Kirchen lassen sich Gemeinsamkeiten (etwa in Bezug auf die an der christlichen Soziallehre orientierte Sozialpolitik oder die Ablehnung von Sterbehilfe) wie auch Unterschiede zu ihnen feststellen, bspw. bei der Haltung zu Biotechnologie, insbesondere Genomforschung, oder in Fragen des Asylrechts.

### Grundsatzprogramme

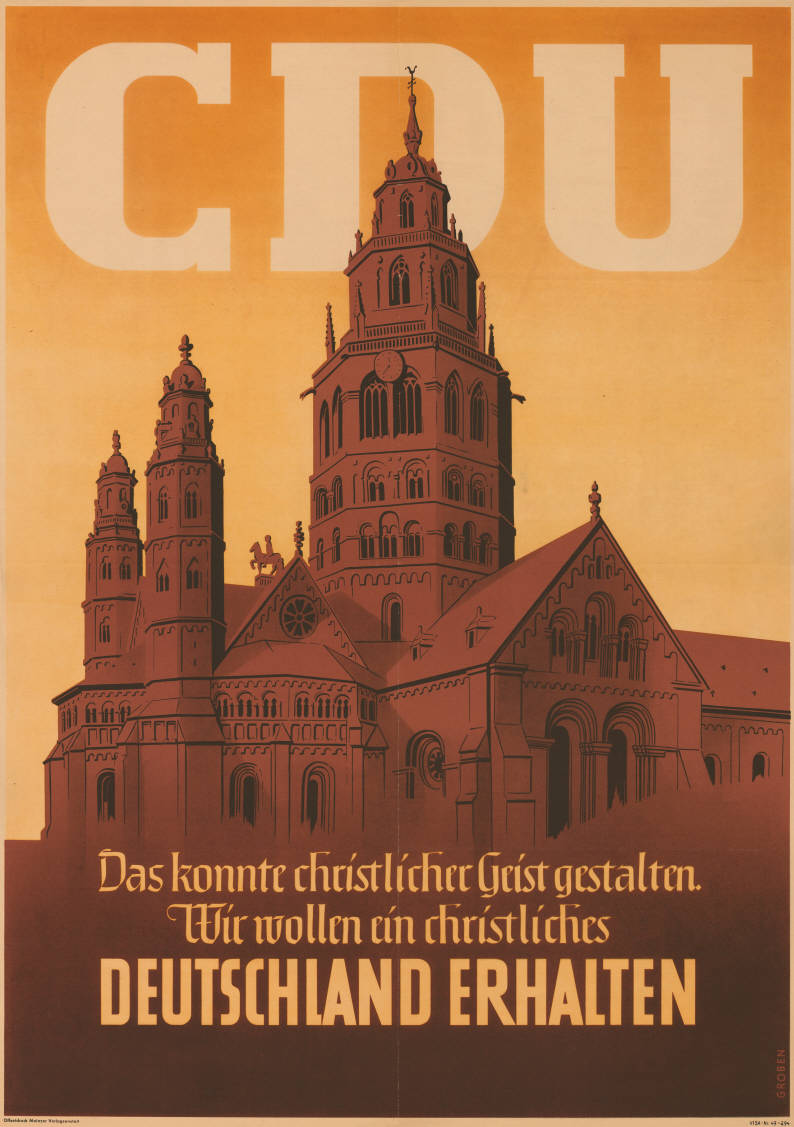
Wahlplakat zur Bundestagswahl 1949

Folgende Grundsatzprogramme wurden von der CDU in der Vergangenheit beschlossen:
- Neheim-Hüstener Programm (1946), zeigt den Konflikt um einen „christlichen Sozialismus“ auf
- Düsseldorfer Leitsätze (1949), anlässlich der Bundestagswahl 1949 verabschiedet, befürwortet eine soziale Marktwirtschaft
- Hamburger Programm (1953)
- Berliner Programm (1968 (erste Fassung), 1971 (zweite Fassung))
- Ludwigshafener Programm (1978)
- Freiheit in Verantwortung (1994)
- Freiheit und Sicherheit. Grundsätze für Deutschland (2007)[14]: Unter dem Motto „Neue Gerechtigkeit durch mehr Freiheit“ hat die CDU im Jahr 2006 eine Debatte über ein neues Grundsatzprogramm angestoßen. In der 69-köpfigen Grundsatzprogrammkommission, die unter dem Vorsitz des damaligen CDU-Generalsekretärs Ronald Pofalla am 25. April 2006 erstmals zusammentrat, waren alle Landesverbände und Vereinigungen der CDU vertreten. Der dabei erarbeitete Entwurf wurde Anfang Juli 2007 vom CDU-Bundesvorstand beschlossen und am 3. Dezember 2007 auf dem Bundesparteitag in Hannover endgültig verabschiedet.[15]
- In Freiheit leben. Deutschland sicher in die Zukunft führen (2024): Seit Herbst 2018, zur Zeit der Ankündigung Angela Merkels nicht erneut für den Parteivorsitz zu kandidieren, wurde begonnen an einem neuen Grundsatzprogramm zu arbeiten.[16] Es wurde schließlich am 7. Mai 2024 vom 36. CDU-Bundesparteitag beschlossen.[17][18]

### Programmatik

#### Grundsätzliche Orientierung
Seit ihrer Gründung beruft sich die CDU auf ein christliches Menschenbild. Nach dem Neheim-Hüstener Programm von 1946 sollte die „hohe Auffassung des Christentums von der Menschenwürde, vom Wert jedes einzelnen Menschen als Grundlage und Richtschnur (…) im politischen, wirtschaftlichen und kulturellen Leben“ gelten, was sich unter anderem im „Recht auf politische und religiöse Freiheit“, in „Rechtssicherheit für jeden“, in freier Betätigung der Frauen und im Schutz von Minderheiten niederschlagen sollte. Auch nach der Präambel des Grundsatzprogramms von 2007 orientiert sich die CDU „am christlichen Bild vom Menschen und seiner unantastbaren Würde und davon ausgehend an den Grundwerten Freiheit, Solidarität und Gerechtigkeit“.

#### Wirtschaftspolitik

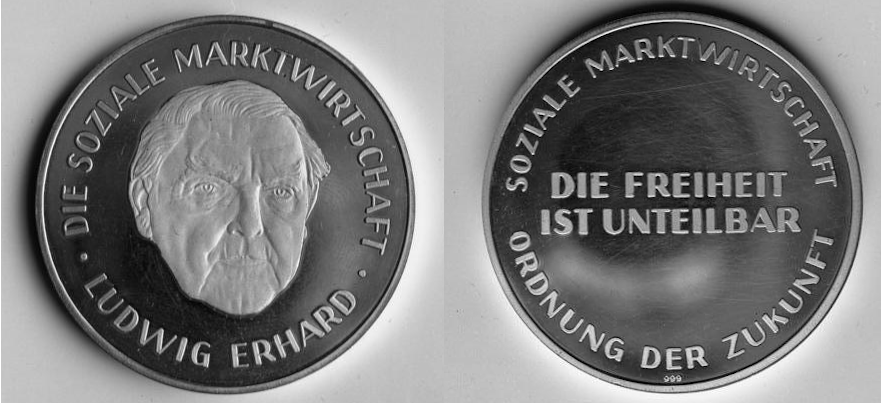
Gedenkmedaille Ludwig Erhard – Die Soziale Marktwirtschaft

Die CDU setzt sich für die Soziale Marktwirtschaft ein und sieht diese als ein Garant für Freiheit, Wohlstand und Sicherheit in der Zukunft an. Im Zuge der Globalisierung strebt sie nach einer internationalen Ausweitung der Sozialen Marktwirtschaft, wobei die gewonnene wirtschaftliche Freiheit den Menschen dienen solle. Insgesamt sei die CDU auf eine „wirtschaftlich vernünftige und sozial gerechte“ Politik bedacht.
Weiterhin sieht die CDU die Soziale Marktwirtschaft gleichzeitig als ein Gesellschaftsmodell an, das direkt mit einer „freiheitlichen Demokratie“ verbunden sei. Nach ihrem Grundsatz bildeten Freiheit und Verantwortung sowie Wettbewerb und Solidarität eine Einheit, die das Wirtschafts- und Gesellschaftsmodell sozial machten und für soziale Gerechtigkeit sorgten. Die Stärke der Sozialen Marktwirtschaft begründe sich in „mehr Freiheit und Wettbewerb“. Dabei vertraue die CDU auf die „positive Gestaltungskraft freier Märkte und fairen Wettbewerbs“.
Ziel der Wirtschaftspolitik sei die Vollbeschäftigung der Bevölkerung, ein stetiges und angemessenes Wirtschaftswachstum sowie ein solider Haushalt. Des Weiteren strebt die CDU eine Privatisierung aller Wirtschaftsbetriebe an, die derzeit noch staatliche Beteiligung erfahren. In der Arbeitspolitik setzt die CDU auf eine „Flexibilisierung des Arbeitsmarktes“ und auf Tarifautonomie. Arbeitslosigkeit soll entgegengewirkt werden.
Der Schuldenstand der öffentlichen Haushalte müsse laut CDU entschlossen zurückgeführt werden, wobei „Schulden von heute […] Steuern von morgen“ seien. Öffentliche Investitionen dürften nur noch „über Kredite finanziert werden, die Werte bzw. Vermögen schaffen“.

#### Familienpolitik
Die CDU hat zur Förderung von Familien das Erziehungsgeld bzw. Elterngeld eingeführt. Des Weiteren wurde ein Rechtsanspruch auf einen Kitaplatz seit 1996 und auf einen Krippenplatz seit 2013 unter den jeweiligen CDU-Regierungen eingeführt. Der Ausbau von Kindergartenplätzen soll von der Regierung bis 2021 weiter gestärkt werden. Den Familien wird kein bestimmtes Familienmodell vorgeschrieben.
Während des 18. Bundestages wurde auch mit ca. einem Drittel der Abgeordnetenstimmen von CDU/CSU die gleichgeschlechtliche Ehe beschlossen, nachdem Kanzlerin Merkel die Abstimmung als Gewissensfrage ohne Fraktionszwang bezeichnet hatte. Die Abstimmung wurde daraufhin kurzfristig in der letzten Sitzungswoche der Legislaturperiode von den anderen Bundestagsfraktionen gegen den Willen der Unionsfraktion anberaumt. In den Jahren zuvor wurde die Gleichstellung von homosexuellen Partnerschaften, etwa in steuerrechtlicher Hinsicht, vom überwiegenden Teil der Partei nicht proaktiv forciert; progressive Gesetze kamen in aller Regel durch Kompromisse mit hier liberaler eingestellten Koalitionspartnern oder unter Druck teilweise höchstrichterlicher Urteile zustande.

#### Bildungspolitik
Die CDU hielt länger als andere Parteien am dreigliedrigen Schulsystem fest. Sie hat sich erst 2011 offen davon verabschiedet.
Von 2008 bis 2013 wurden Studiengebühren befürwortet.

#### Innere Sicherheit
Die CDU setzte sich im Wahlkampf 2017 für mehr Polizisten sowie eine stärkere Sicherung der EU-Außengrenzen ein. Ein Einsatz der Bundeswehr im Inland soll laut CDU/CSU-Bundestagsfraktion bei „einer besonders schweren Terrorlage […] unter Führung der Polizei“ genehmigt werden können. Die CDU stimmt gegen eine Kennzeichnungspflicht für die Bundespolizei, mit der Begründung, Polizeibeamte schützen zu wollen und sieht in der Kennzeichnungspflicht eine Unterstellung von Gesetzesverstößen von Beamten.

#### Netzpolitik
Im Bereich der Netzpolitik setzt sich die CDU für eine stärkere Regulierung und Überwachung des Internets ein und befürwortet die Vorratsdatenspeicherung, die sie seit Juli 2013 „Mindestspeicherfrist“ nennt. Außerdem befürwortet sie Sperrungen von Internetinhalten und Online-Durchsuchungen.
Die CDU war als Bestandteil der Fraktion der Europäischen Volkspartei (EVP) an der Ausarbeitung der EU-Richtlinie 2019/790 zur Reform des Urheberrechts im digitalen Binnenmarkt maßgeblich beteiligt.

#### Einwanderungspolitik
Die CDU erwartet im Blick auf Ausländerpolitik stärkere Anstrengungen von den Migranten für mehr Integration, befürwortet die Förderung der deutschen Sprache unter den Einwanderern und setzt sich für eine kontrollierte Einwanderungspolitik ein. Ein ganzheitliches Einwanderungsgesetz mit einem Punktesystem ist häufiger Diskussionsgegenstand der Partei. Die Doppelte Staatsbürgerschaft wird nur in Ausnahmefällen befürwortet. 1998/1999 organisierte die CDU gemeinsam mit der CSU eine Unterschriftenaktion gegen die doppelte Staatsbürgerschaft. Die Union befürwortet die Ausweisung krimineller Ausländer.

#### Außenpolitik

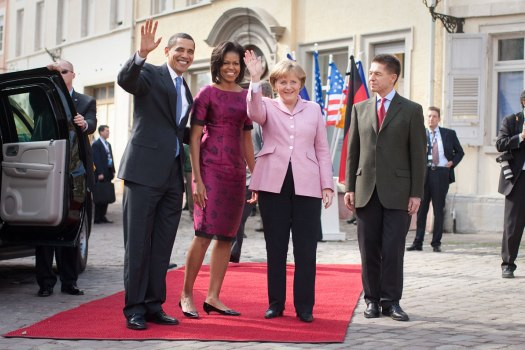
Angela Merkel und US-Präsident Barack Obama beim Staatsempfang in Baden-Baden, 3. April 2009

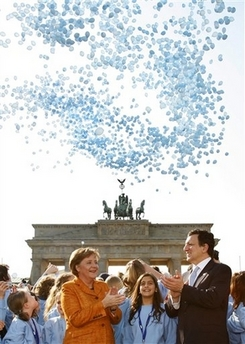
Angela Merkel und der ehemalige Präsident der Europäischen Kommission José Manuel Barroso vor dem Brandenburger Tor

Außenpolitisch strebt sie vor allem ein intaktes Verhältnis zu den USA an. So warf sie im zeitlichen Umfeld des Irak-Krieges der damaligen rot-grünen Bundesregierung häufig Antiamerikanismus vor. Eine „ominöse Achse“ Paris-Berlin-Moskau-Peking könne nach Aussage des ehemaligen Kanzlerkandidaten Edmund Stoiber (CSU) niemals die Einbindung in das westliche Bündnis ersetzen. Deutschland brauche vielmehr die USA als „Garanten von Frieden und Freiheit in der Welt“. Außerdem erklärte die CDU/CSU-Fraktion, sie werde immer solidarisch zu Israel stehen.

#### Europapolitik
Die CDU versteht sich selbst als „die“ Europapartei. Begründet wird dieser Anspruch mit der Europapolitik von Konrad Adenauer und nachfolgenden Kanzlern der Partei, sowie einer Tradition, die programmatisch auf einen europäischen Bundesstaat und auf die Vereinigung des christlichen Abendlandes abzielte. Die Bundesstaatsidee ist mit Einführung der Binnenmarktsregulierung und der deutschen Wiedervereinigung aber zunehmend in den Hintergrund getreten.
Eine besondere Rolle spielt für die europapolitische Ausrichtung der CDU noch heute Altbundeskanzler Helmut Kohl. Er wird in der Partei (aber auch über Partei- und Landesgrenzen hinweg) als überzeugter Europäer beschrieben, da in seiner Kanzlerschaft die europäische Integration vorangetrieben wurde, etwa durch die Vertragsabschlüsse zum Euro, zum Binnenmarkt oder zu Schengen.
Im Zuge der Eurokrise positioniert sich die CDU neu zur europäischen Integration, aber weniger kritisch als die bayerische Schwesterpartei CSU. Europa-Abgeordnete der Partei setzen sich für eine Fortentwicklung der Europäischen Union zu einer Europäischen Konföderation ein. Die CDU-geführte Bundesregierung unter Angela Merkel setzte zwar ab 2009 stärker auf intergouvernementale Regelungen, etwa im Rahmen des Euro-Plus-Pakts oder der Betonung einer „Unionsmethode“. Auf ihrem Leipziger Parteitag 2011 in Berlin beschloss die CDU hingegen eine Positionierung, die die Gemeinschaftsmethode propagiert und eine politische Union nach bundesstaatlichen Prinzipien fordert.
Eine EU-Vollmitgliedschaft der Türkei hält sie für falsch. Stattdessen tritt die Partei für eine privilegierte Partnerschaft ein. Sie argumentiert vor allem, die Türkei verstoße häufig gegen Menschenrechte und die türkische Regierung leugne den Völkermord an den Armeniern des Jahres 1915 noch heute. Des Weiteren müsse die Türkei Zypern als souveränen Staat anerkennen, da es Grundvoraussetzung sei, dass sich die Mitglieder der EU untereinander anerkennen.

#### Wehrpflicht
Im Jahr 2024 sprach sich die CDU auf ihrem Parteitag mehrheitlich zur Rückkehr der Wehrpflicht in Deutschland aus. Als die Wehrpflicht 2011 ausgesetzt wurde, stellte sie mit Angela Merkel die Bundeskanzlerin.

#### Klima- und Umweltpolitik
Im Bundestagswahlprogramm der CDU steht, dass die Treibhausgasneutralität bis 2045 verbindlich umgesetzt werden soll. Konkrete CO2-Preise werden nicht genannt.
In der Partei überwiegt die Überzeugung, die Rettung des Klimas mithilfe moderner Technik erreichen zu können und somit mit Wirtschaftswachstum vereinen zu können. Degrowth-Forderungen lehnt sie daher strikt ab. Nach Einordnung des Historikers Dirk van Laak ist der gesamte deutsche Konservatismus seit den 1960er Jahren geprägt von solchem „technokratischen“ Fortschrittsglauben.

### Parteipolitik

#### Koalitionen
Bevorzugter Koalitionspartner auf Bundesebene war bisher im Regelfall die FDP, da die CDU mit ihr vor allem in der Wirtschafts- und Steuerpolitik am meisten Gemeinsamkeiten sieht. Unterschiedliche Ansichten gibt es vor allem in der Frage der Bürgerrechte; insbesondere ist in diesem Zusammenhang die von der CDU befürwortete, von der FDP jedoch vehement abgelehnte Ausweitung der Videoüberwachung sowie die langfristigere Speicherung von Verbindungsdaten zu nennen. Fiel die Möglichkeit einer schwarz-gelben Koalition aus, wurde in der Regel eine für die jeweilige Legislaturperiode befristete schwarz-rote Koalition mit der SPD gebildet. Nach den Bundestagswahlen 2013, 2017 und 2021 waren immer auch Koalitionen mit den Grünen im Gespräch (2017 und 2021 als Jamaika-Koalition zusammen mit der FDP), wurden aber aus unterschiedlichen Gründen nie umgesetzt.
Auf Landesebene ist derzeit Bündnis 90/Die Grünen der häufigste Koalitionspartner der CDU – in fünf Ländern. Erstmals regierte eine schwarz-grüne Koalition von Mai 2008 bis November 2010 in Hamburg. Von 2014 bis 2023 wurde Hessen von CDU und Grünen gemeinsam regiert. 2023 wurde dieses Bündnis von einer CDU geführten Großen Koalition abgelöst. Zudem ist die Union seit 2016 in Baden-Württemberg „Juniorpartner“ der Grünen. Seit 2022 regieren in Nordrhein-Westfalen und Schleswig-Holstein ebenfalls Schwarz-Grüne Koalitionen. Eine sogenannte Jamaika-Koalition, gemeinsam mit Grünen und FDP, bestand erstmals von November 2009 bis Januar 2012 im Saarland, und von 2017 bis 2022 in Schleswig-Holstein. Eine sogenannte Kenia-Koalition, mit SPD und Grünen, regiert unter Führung der CDU in Sachsen, von 2016 bis 2021 auch in Sachsen-Anhalt, und unter Führung der SPD in Brandenburg. Daneben gab es in verschiedenen Ländern immer wieder auch Große Koalition zwischen CDU und SPD. Aktuell regiert in keinem Bundesland mehr eine „klassische“ Schwarz-Gelbe Koalition (die letzte gab es von 2017 bis 2022 in Nordrhein-Westfalen). Auf kommunaler Ebene gab es in den letzten Jahren vor allem in großen Städten wie Köln, Frankfurt am Main, Kiel oder Saarbrücken Koalitionen mit den Grünen.

#### Verhältnis zur CSU

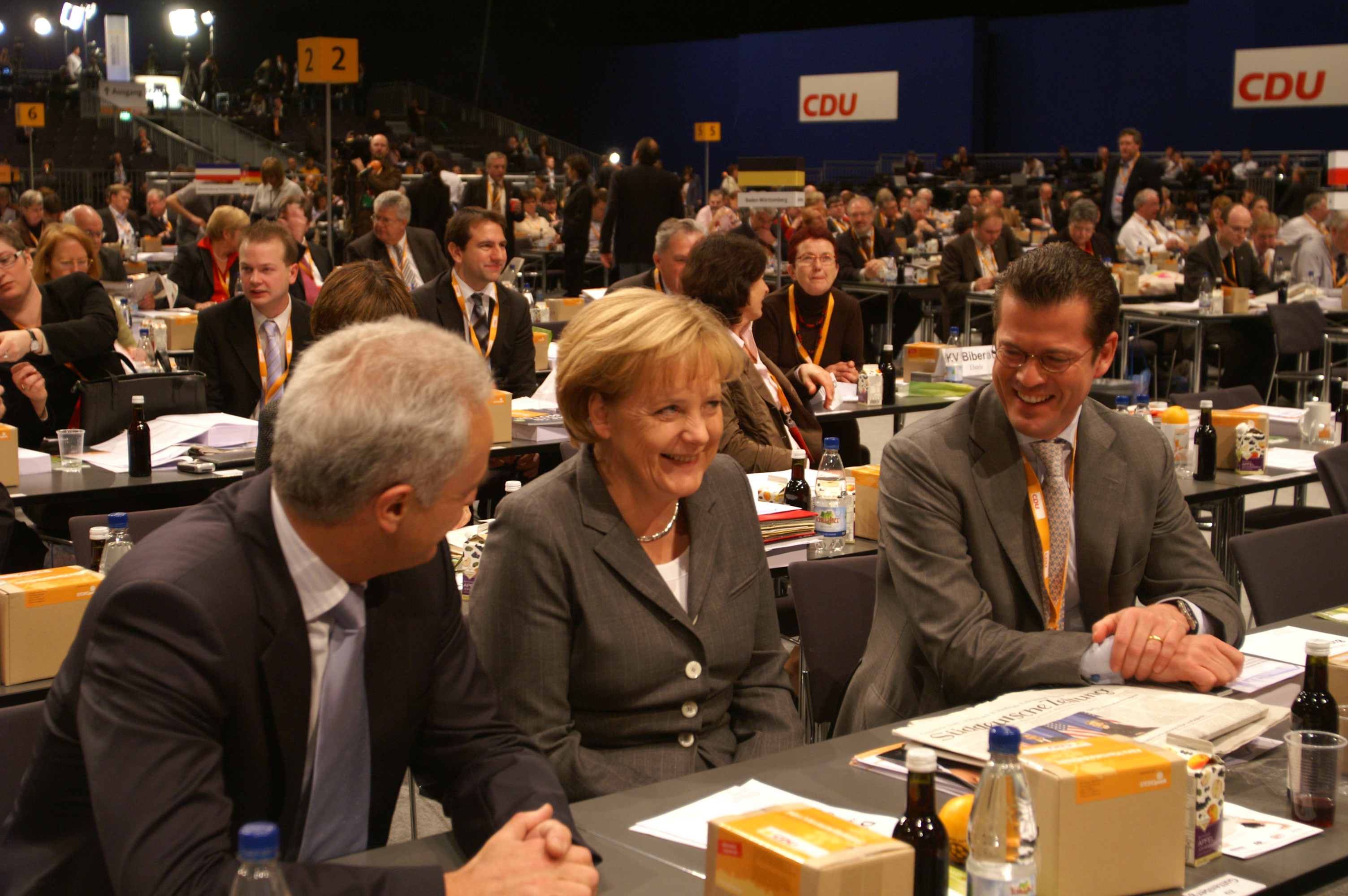
Angela Merkel zwischen den CSU-Politikern Ramsauer (li.) und zu Guttenberg, 2008

CDU und CSU entstanden nach dem Zweiten Weltkrieg als Sammlungsbewegungen orientiert am Leitbild des christliche Menschenbildes. Zunächst schlossen sich Gruppen dezentral zusammen – Schwerpunkte waren Köln, Berlin und München –; daher auch der Begriff „Union“ und nicht „Partei“. Erst 1950, also nach der Wahl von Konrad Adenauer zum ersten Bundeskanzler, kam die CDU zu ihrem ersten Bundesparteitag zusammen. Die Union in Bayern beließ es bei ihrem Engagement auf Landesebene, stellte aber frühzeitig klar, dass die CSU eine Partei mit bundespolitischem Bezug sein und auf Bundesebene mit der CDU eine Einheit bilden wolle. Die beiden Unionsparteien bilden eine gemeinsame Bundestagsfraktion.
Das Verhältnis von CDU und CSU war aber nicht immer unproblematisch. Es gab in der Vergangenheit teilweise heftige Auseinandersetzungen, die ihren Höhepunkt im letztendlich nicht ausgeführten Kreuther Trennungsbeschluss fanden.
Teils gibt es zwischen den beiden Parteien starke Meinungsverschiedenheiten und selten auch Anfeindungen, so zuletzt im Rahmen der politischen Auseinandersetzung mit der Flüchtlingskrise in Deutschland ab 2015, wo die CDU-Vorsitzende Angela Merkel den Satz „Wir schaffen das“ prägte, der CSU-Vorsitzende Horst Seehofer stattdessen aber von der CDU eine Zustimmung zu einer Obergrenze für Flüchtlinge forderte. Erstmals seit Jahren nahm Angela Merkel 2016 nicht am CSU-Parteitag als Rednerin in ihrer Funktion als CDU-Vorsitzende teil.

#### Frauenquote
Am 8. Juli 2020 einigte sich die Struktur- und Satzungskommission der CDU auf einen Vorschlag für eine Frauenquote für Parteiämter und Mandatsanwärter. Dieses Quotenmodell sollte ab 2021 stufenweise einen Mindestanteil Frauen in Vorstandsgremien ab der Kreisebene vorschreiben. Zunächst sollte eine 30-Prozent-Quote gelten, ab 2023 sollten 40 Prozent und ab 2025 eine von 50 Prozent vorgeschrieben sein. Laut einer Befragung der EAF Berlin lehnte die Mehrheit der weiblichen CDU-Mitglieder eine Frauenquote ab.
Am 9. September 2022 entschied sich die CDU auf ihrem Bundesparteitag in Hannover für die Einführung einer abgestuften Frauenquote. Diese soll befristet bis 2029 gelten. Die Delegierten votierten mit 559 Stimmen gegen 409 Stimmen für einen Kompromissvorschlag des Bundesvorstands. Ab dem kommenden Jahr müssen damit bei Vorständen ab der Kreisebene ein Drittel der Posten mit Frauen besetzt werden, ab 2024 sind es 40 Prozent und ab Mitte 2025 dann 50 Prozent. In der Debatte äußerten sich 36 Rednerinnen und Redner, darunter sechs Männer. Viele junge Frauen hatten sich gegen eine Quotenregelung ausgesprochen und bezeichneten sie als Symbolpolitik. Die Vereinbarkeit von Familie und ihrem politischen Engagement sei problematisch, nicht der Einstieg in die Politik an sich. Es dürfe keine erzwungene Umverteilung von Ämtern und eine Gruppe in der Partei über eine andere gestellt werden. Zu den Befürwortern zählten die Ministerpräsidenten Hendrik Wüst (Nordrhein-Westfalen), Daniel Günther (Schleswig-Holstein) und die frühere Parteichefin Annegret Kramp-Karrenbauer. Ihren Meinungen nach würde die Quote Frauen mehr Chancen ermöglichen, außerdem würden gemischte Teams kreativer und erfolgreicher arbeiten.

## Gliederungen und Fraktionen

### Ebenen

Vertretung der CDU in den Landesparlamenten und -regierungen
nicht vertreten
als Oppositionspartei vertreten
als kleiner Koalitionspartner in der Regierung
als großer Koalitionspartner in der Regierung und stellt den Regierungschef

Die CDU Deutschlands gliedert sich in 17 Landesverbände, 27 Bezirksverbände, 327 Kreisverbände und über 10.000 Ortsverbände. Sie ist in allen deutschen Ländern mit Ausnahme Bayerns in Landesverbänden organisiert. In Niedersachsen bestehen aus geschichtlichen Gründen die drei Landesverbände Hannover, Braunschweig und Oldenburg; sie bilden zusammen den Gebietsverband CDU in Niedersachsen.

### Landesverbände
Die CDU ist in all den Landesparlamenten, für die sie kandidiert, in Fraktionsstärke vertreten. Sie stellt derzeit sieben von sechzehn Ministerpräsidenten, in Bayern regiert die Schwesterpartei CSU. Ferner beteiligt sich die CDU in Baden-Württemberg als kleinerer Koalitionspartner unter Bündnis 90/Die Grünen.
| Landesverband          | Landesverband          | Vorsitzender (Stand: 15. April 2024) | Mitglieder                         | Mitglieder pro Einwohner ab 16 Jahren (Stand: 31. Dezember 2023) | Ergebnis der Bundestagswahl 2021 | Letztes Wahlergebnis Landesparlament | CDU-Regierungschef                                      |
| ---------------------- | ---------------------- | ------------------------------------ | ---------------------------------- | ---------------------------------------------------------------- | -------------------------------- | ------------------------------------ | ------------------------------------------------------- |
| Baden-Württemberg      | Baden-Württemberg      | Manuel Hagel                         | 52.409 (Stand: 31.12.2023)         | 0,55 %                                                           | 24,8 %                           | 24,1 % (2021)                        | nein                                                    |
| Berlin                 | Berlin                 | Kai Wegner                           | 11.936 (Stand: 31.12.2023)         | 0,37 %                                                           | 15,9 %                           | 28,2 % (2023)                        | Kai Wegner (Senat Wegner), seit 2023                    |
| Brandenburg            | Brandenburg            | Jan Redmann                          | 5.385 (Stand: Ende 2023)           | 0,24 %                                                           | 15,3 %                           | 12,1 % (2024)                        | nein                                                    |
| Bremen                 | Bremen                 | Heiko Strohmann                      | 1.840 (Stand: 8. Februar 2025)     | 0,33 %                                                           | 17,2 %                           | 26,2 % (2023)                        | nein                                                    |
| Hamburg                | Hamburg                | Dennis Thering                       | 5.900 (Stand: 31.03.2024)          | 0,36 %                                                           | 15,5 %                           | 19,8 % (2025)                        | nein                                                    |
| Hannover               | Hannover               | Maria Flachsbarth                    | 5.150 (Stand: 21. Februar 2025)    | 0,75 % (Stand 2011)                                              | 24,2 % (Niedersachsen)           | 28,1 % (2022) (Niedersachsen)        | nein                                                    |
| Braunschweig           | Braunschweig           | Christoph Plett                      | 5.283 (Stand 2014)                 | 0,63 % (Stand 2011)                                              | 24,2 % (Niedersachsen)           | 28,1 % (2022) (Niedersachsen)        | nein                                                    |
| Oldenburg              | Oldenburg              | Jochen Steinkamp                     | 9.798 (Stand: 31.07.2022)          | 1,21 % (Stand 2011)                                              | 24,2 % (Niedersachsen)           | 28,1 % (2022) (Niedersachsen)        | nein                                                    |
| Hessen                 | Hessen                 | Boris Rhein                          | 32.953 (Stand: 30.11.24)           | 0,60 %                                                           | 22,8 %                           | 34,6 % (2023)                        | Boris Rhein (Kabinett Rhein II), seit 2022              |
| Mecklenburg-Vorpommern | Mecklenburg-Vorpommern | Daniel Peters                        | 4.331 (Stand: 8. Februar 2025)     | 0,31 %                                                           | 17,4 %                           | 13,3 % (2021)                        | nein                                                    |
| Nordrhein-Westfalen    | Nordrhein-Westfalen    | Hendrik Wüst                         | 109.543 (Stand: 31.12.2023)        | 0,71 %                                                           | 26,0 %                           | 35,7 % (2022)                        | Hendrik Wüst (Kabinett Wüst II), seit 2021              |
| Rheinland-Pfalz        | Rheinland-Pfalz        | Christian Baldauf                    | 33.000 (Stand: Ende 2024)          | 0,94 %                                                           | 24,7 %                           | 27,7 % (2021)                        | nein                                                    |
| Saarland               | Saarland               | Stephan Toscani                      | 13.606 (Stand: 31.12.2024)         | 1,61 %                                                           | 23,6 %                           | 28,5 % (2022)                        | nein                                                    |
| Sachsen                | Sachsen                | Michael Kretschmer                   | 9.038 (Stand: 31.12.2023)          | 0,26 %                                                           | 17,2 %                           | 31,9 % (2024)                        | Michael Kretschmer (Kabinett Kretschmer III), seit 2017 |
| Sachsen-Anhalt         | Sachsen-Anhalt         | Sven Schulze                         | 5.756 (Stand: 31.12.2023)          | 0,31 %                                                           | 21,0 %                           | 37,1 % (2021)                        | Reiner Haseloff (Kabinett Haseloff III), seit 2011      |
| Schleswig-Holstein     | Schleswig-Holstein     | Daniel Günther                       | 17.300 (Stand Anfang Februar 2025) | 0,69 %                                                           | 22,0 %                           | 43,4 % (2022)                        | Daniel Günther (Kabinett Günther II), seit 2017         |
| Thüringen              | Thüringen              | Mario Voigt                          | 7.454 (Stand: 12. Februar 2025)    | 0,42 %                                                           | 16,9 %                           | 23,6 % (2024)                        | Mario Voigt (Kabinett Voigt), seit 2024                 |

### Bundestagsfraktion und Bundesregierung
Im Deutschen Bundestag arbeiten CDU und CSU in einer gemeinsamen Fraktionsgemeinschaft zusammen, der CDU/CSU-Fraktion. Fraktionen sind zwar nicht Bestandteil von Parteien (sondern das politische Gliederungsprinzip für die Arbeit des Parlaments), gleichfalls kommt ihnen eine „Korrelatfunktion“ gegenüber diesen zu.
Die CDU/CSU-Bundestagsfraktion umfasst in der 21. Legislaturperiode 208 Abgeordnete, davon 153 von der CDU. Damit ist sie die größte Fraktion im Bundestag und die CDU die stärkste vertretene Partei. Fraktionsvorsitzender ist Friedrich Merz, der, wie alle seine Amtsvorgänger, CDU-Mitglied ist. Im Gegenzug genießt die CSU-Landesgruppe einzelne Sonderrechte.
Im Bundestag sind acht Parteien vertreten (davon drei in der Regierungskoalition). Die Unionsparteien sind in der
parlamentarischen Opposition.
Von 2005 bis 2021 amtierte mit Angela Merkel zuletzt eine Person aus den Reihen von CDU/CSU als Bundeskanzlerin der Bundesrepublik Deutschland.

### Europagruppe
Auf europäischer Ebene organisieren sich die Abgeordneten der CDU gemeinsam mit den bayrischen Vertretern der CSU in der CDU/CSU-Gruppe in der EVP-Fraktion im Europäischen Parlament.

## Organisation

### Parteitag

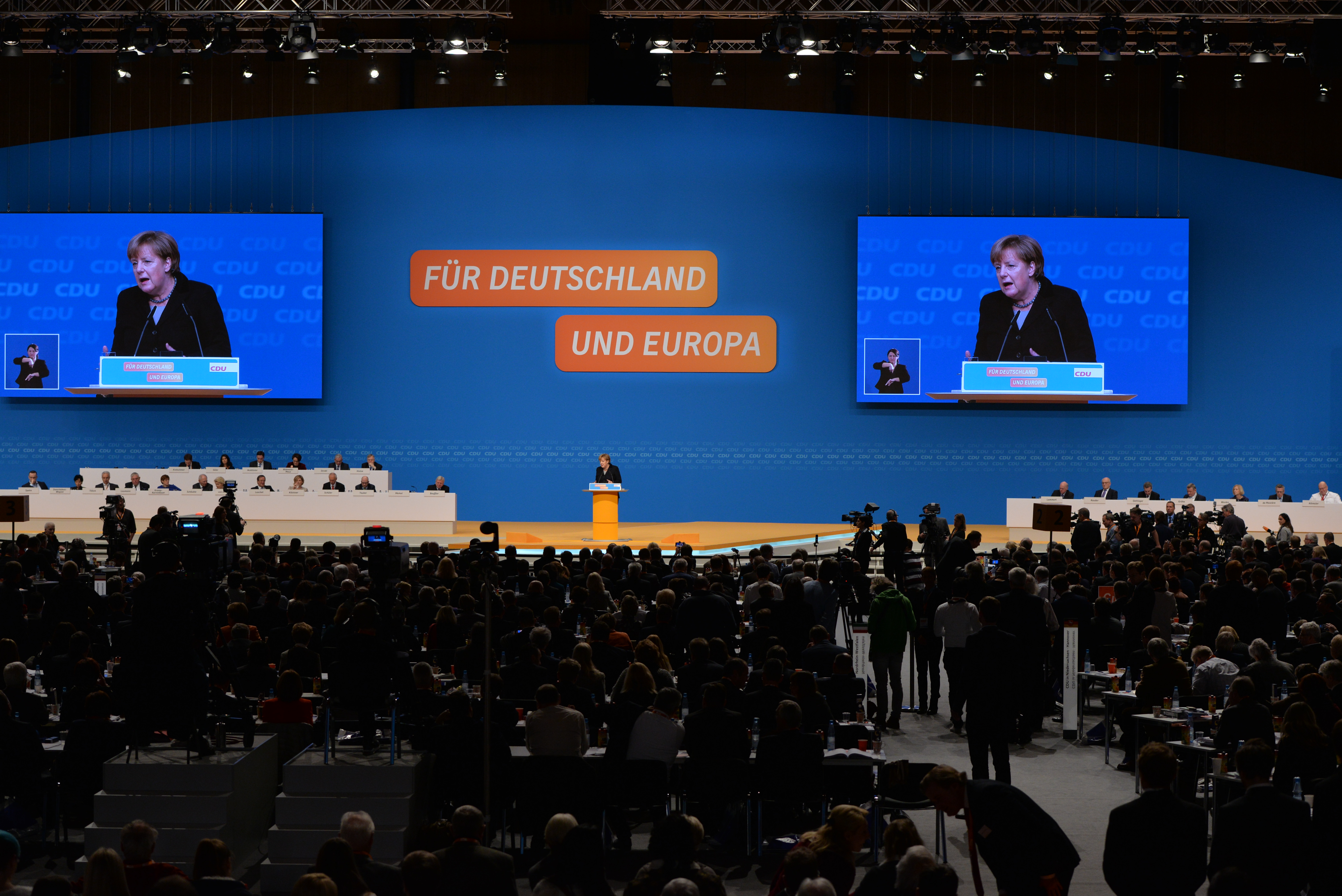
28. Parteitag 2015 in Karlsruhe

Organisationsstruktur und Gremien der CDU

Der Parteitag ist das höchste Organ der CDU. Er tritt mindestens alle zwei Jahre zusammen, bestimmt die Grundlinien der CDU-Politik, verabschiedet das Parteiprogramm und beschließt über das Statut, die Satzung der CDU.
Der erste Parteitag, der damals noch Bundesparteitag genannt und auf dem Konrad Adenauer zum Bundesvorsitzenden gewählt wurde, fand vom 20. bis 22. Oktober 1950 in Goslar statt. Der 34. Parteitag fand am 22. Januar 2022 in digitaler Form statt und wählte Friedrich Merz zum neuen Vorsitzenden. Die Ergebnisse des Parteitags wurden anschließend durch eine Briefwahl verifiziert, deren Ergebnis am 31. Januar 2022 bekanntgegeben wurde.

### Bundesausschuss
Der Bundesausschuss ist das zweithöchste Gremium und beschäftigt sich mit allen politischen Themen und organisatorischen Angelegenheiten, die nicht ausdrücklich dem Bundesparteitag vorbehalten sind. Aus diesem Grund wird er oftmals auch kleiner Parteitag genannt.

### Bundesvorstand und Präsidium
Der CDU-Bundesvorstand leitet die Bundespartei. Er führt die Beschlüsse des Bundesparteitages und des Bundesausschusses durch und beruft den Bundesparteitag ein. Die Ausführung der Beschlüsse des Bundesvorstands sowie die Erledigung laufender und dringlicher Geschäfte übernimmt das CDU-Präsidium. Es besteht aus den führenden Mitgliedern des Bundesvorstands und ist kein Organ der CDU Deutschlands.

### Mitglieder

Mitgliederentwicklung. Die Daten beziehen sich auf Angaben der Fachliteratur, Schätzungen (vor 1966) sowie Parteiangaben zum Stichtag 31. Dezember des jeweiligen Jahres.

Im Dezember 2021 zählte die CDU Deutschlands 384.204 Mitglieder. Das Durchschnittsalter der CDU-Mitglieder beträgt 60,8 Jahre. 26,6 Prozent der Mitglieder sind weiblich und 73,4 Prozent männlich (siehe CDU-Frauenanteile ab 1991).
Nach dem Stand von 2011 war der Frauenanteil in den neuen Ländern mit 28,1 Prozent etwas höher als in den alten Bundesländern mit 25,3 Prozent (Stand 2011).
Anfang der 1990er Jahre erreichte die CDU mit ca. 750.000 Mitgliedern den höchsten Wert ihrer Geschichte, danach nahm die Zahl kontinuierlich ab. Ende Juni 2008 lag sie bei 530.755, die CDU hatte damit erstmals mehr Mitglieder als die SPD und war damit mitgliederstärkste deutsche Partei. Im Mai 2011 sank die Anzahl der Mitglieder der CDU mit 499.646 erstmals unter die 500.000-Marke, lag aber noch vor der SPD. Ende Juni 2012 betrug die Mitgliederzahl der CDU 482.951, sie fiel damit wieder leicht hinter die SPD zurück. Parteiinterne Rechnungen gehen davon aus, dass sich die Mitgliederzahl im Vergleich zum Jahr 2007 im Osten bis 2019, diejenige im Westen bis 2024 halbieren wird. Im Jahr 2013 hatte die CDU einen Rückgang von 1,95 Prozent zu verzeichnen. Der Mitgliederrückgang hat sich im Jahr 2014 gegenüber dem Vorjahr weiter abgeschwächt und lag bis September 2014 bei 1,18 Prozent. 2016 betrug der Mitgliederrückgang 2,9 Prozent.
Das notwendige Mindestalter für eine Mitgliedschaft ist mit der Vollendung des 16. Lebensjahres erfüllt.
Der Mindestbeitrag für eine CDU-Mitgliedschaft ist nach dem Bruttoeinkommen gestaffelt und beginnt in den unteren Einkommensgruppen bei sechs Euro monatlich.
Laut einer Studie der Freien Universität Berlin von 2005 bekennen sich gegenwärtig 51 Prozent der CDU-Mitglieder zur katholischen Konfession, 33,3 Prozent geben ein evangelisches Bekenntnis an und 15,7 Prozent fühlen sich keiner Kirche zugehörig.

### Wählerhochburgen
Die Hochburgen der Partei konzentrieren sich vor allem auf ländliche und/oder katholische Regionen wie die Eifel, das Sauerland, den Kreis Paderborn, das Münsterland, das Oldenburger Münsterland (Cloppenburg-Vechta), das Emsland, das nördliche Saarland, das thüringische Eichsfeld, Landkreis und Stadt Fulda, die oberschwäbischen Landkreise Biberach, Ravensburg und Sigmaringen, verschiedene südbadische Landkreise sowie Gebiete Mecklenburg-Vorpommerns und Sachsens. Vergleichsweise geringen Zulauf hat die Partei in den Städten des Ruhrgebietes, in Bremen, in Ostfriesland, Brandenburg und in den östlichen Bezirken Berlins. 2013 wurde diskutiert, dass die CDU in den Großstädten in den Vorjahren deutlich an Zuspruch verloren habe, so dass sie dort immer weniger Oberbürgermeister stellte, was zu Debatten in der Partei führte, wie zukünftig großstädtische Milieus als Wähler gewonnen werden könnten.
In der jüngeren Vergangenheit wurde allerdings in zunehmendem Maße ein „Abschmelzen“ der Hochburgen beobachtet. Zum Beispiel erreichte die CDU (ohne CSU) bei der Bundestagswahl 1983 in 27 Wahlkreisen ein Erststimmenergebnis von über 60 Prozent; Spitzenreiter war Biberach mit 75,1 Prozent. Bei der Bundestagswahl 2005 jedoch bekam die CDU nur noch in einem einzigen Wahlkreis über 60 Prozent der Erststimmen: in Cloppenburg-Vechta mit 64,4 Prozent.

### Vereinigungen und Sonderorganisationen

#### Vereinigungen

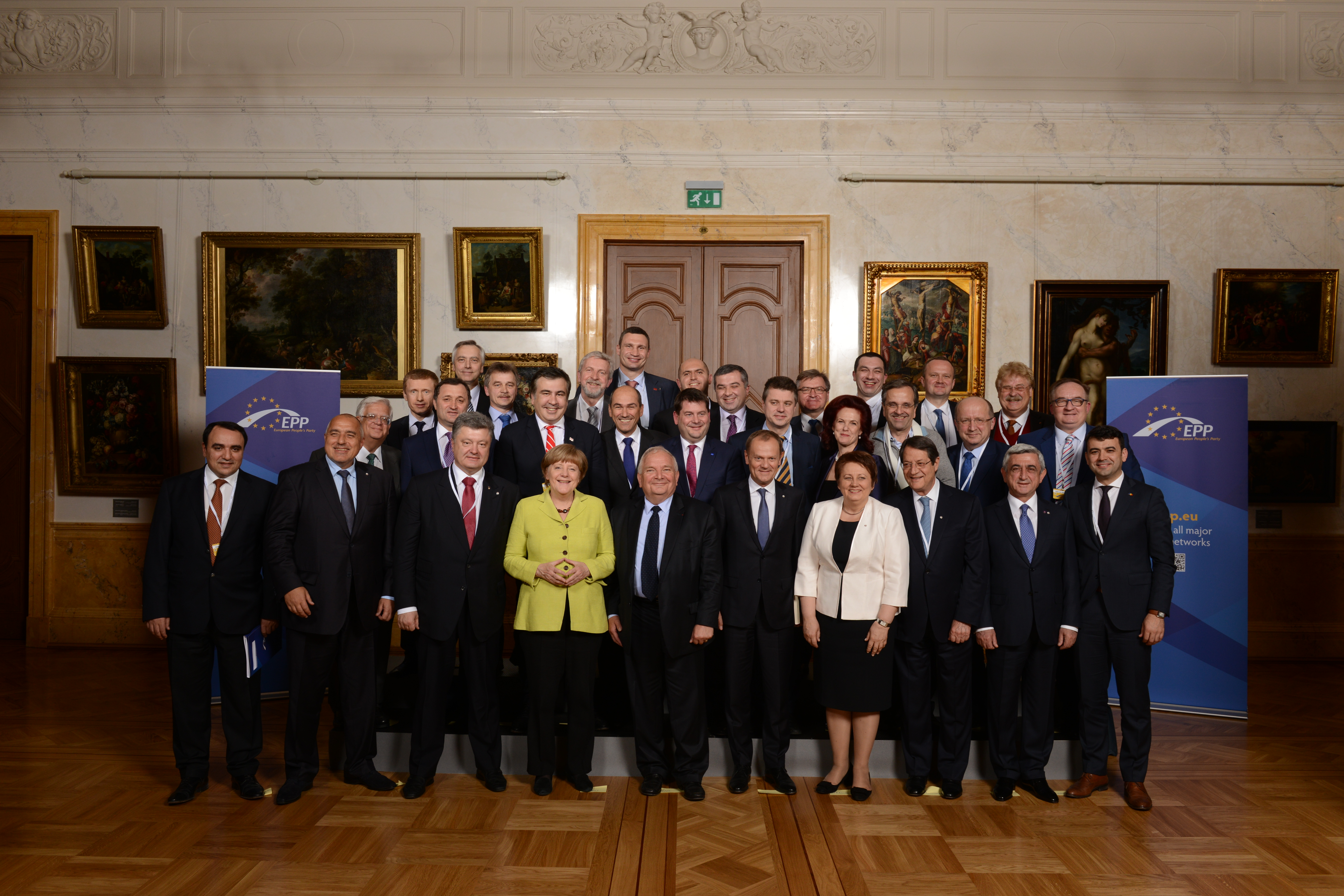
Angela Merkel auf dem Kongress der Europäischen Volkspartei, 2015

Neben den Landesverbänden spielen die Vorfeldorganisationen in der CDU eine wichtige innerparteiliche Rolle. Die Vereinigungen sind im Statut der CDU satzungsrechtlich verankert. Dabei kommen ihnen zwei Hauptaufgaben zu: Sie sollen einerseits die Politik der Partei innerhalb ihrer jeweiligen Wirkungskreise verbreiten. Andererseits sollen sie aber auch die Anliegen der von ihnen vertretenen Gruppen in die Politik der CDU einfließen lassen. Die Vereinigungen genießen im Verhältnis zu anderen Parteien eine weitgehende Unabhängigkeit von der Gesamtpartei. Neben dem Recht, sich eine eigene Satzung zu geben, drückt sich dies vor allem darin aus, dass ihre Mitglieder nicht zwangsläufig Mitglieder der Gesamtpartei sein müssen. Zudem haben sie ausdrücklich das Recht auf eigene politische Verlautbarungen, wenn diese nicht den Grundsätzen der Partei widersprechen.
Zurzeit verfügt die CDU über sieben Vereinigungen. Ihr Entstehen geht zum größten Teil auf die Anfangszeit der Partei in den 1950er Jahren zurück. Ihr innerparteiliches Gewicht ist unterschiedlich groß. Neben der Jungen Union wird allgemein die Mittelstands- und Wirtschaftsvereinigung als besonders einflussreich angesehen. Die Bedeutung der Christlich-Demokratischen Arbeitnehmerschaft (CDA oder auch Sozialausschüsse), die noch bis in die 1970er Jahre hinein ein wichtiger innerparteilicher Machtfaktor war, hat seither stark abgenommen. Die 1988 gegründete Senioren-Union setzt sich für Generationengerechtigkeit sowie die aktive Mitgestaltung des demografischen Wandels ein und gilt nach eigenen Angaben als zweitgrößte Gruppierung innerhalb der CDU. Des Weiteren gibt es die Frauen-Union, die Ost- und Mitteldeutsche Vereinigung und die Kommunalpolitische Vereinigung der CDU und CSU.

#### Sonderorganisationen und sonstige Gruppen

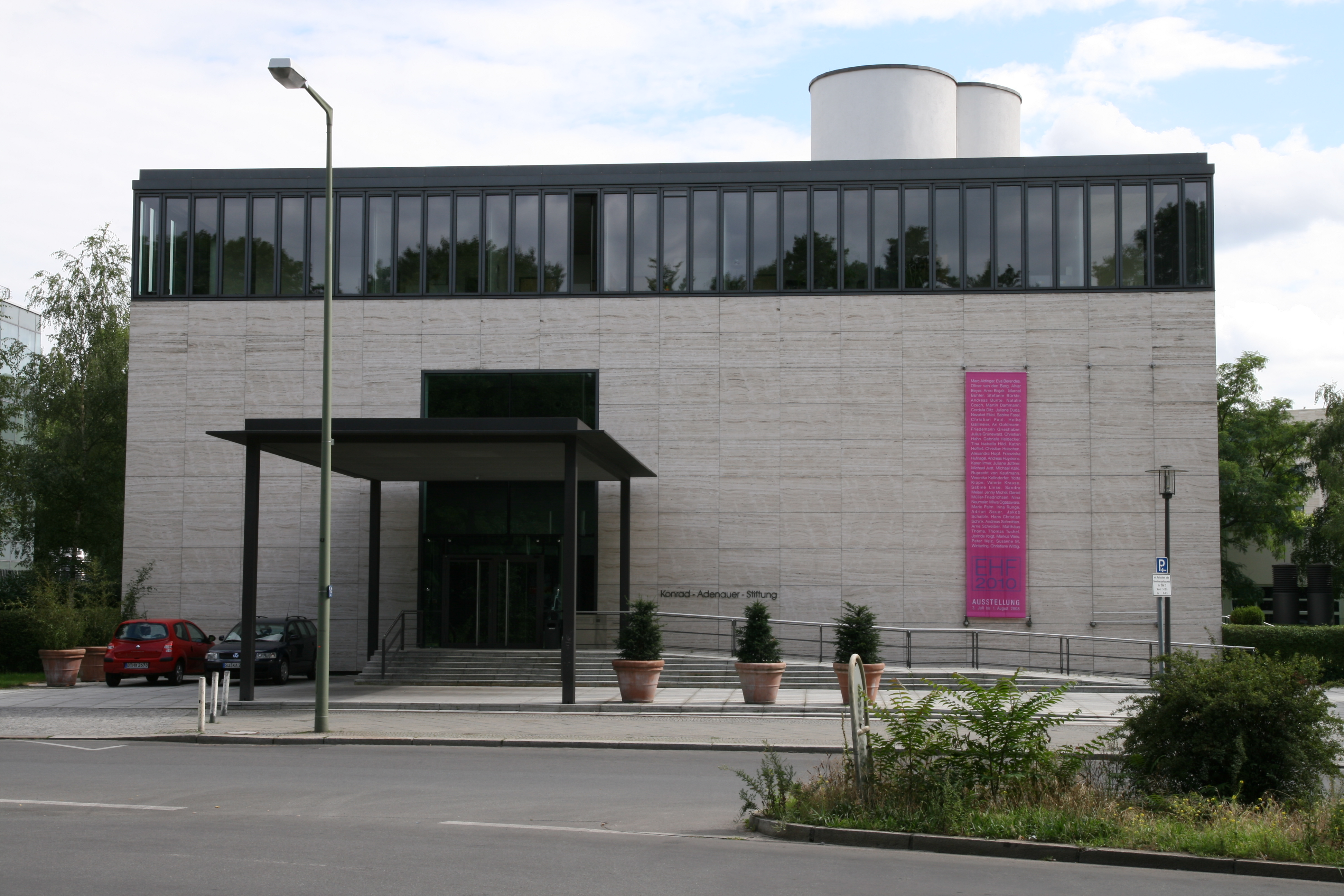
Akademie der Konrad-Adenauer-Stiftung in Berlin

Neben den satzungsmäßig verankerten Vereinigungen gibt es in der CDU noch weitere Vorfeldorganisationen mit unterschiedlichem Status. In der Literatur werden sie teilweise auf eine Stufe mit den Vereinigungen gestellt. Unter die Sonderorganisationen fallen Zusammenschlüsse von CDU-Mitgliedern oder CDU-Sympathisanten, die einen geringeren Grad an Formalisierung erreichen als die Vereinigungen. Bundesweit anerkannt sind seit 1952 der Evangelische Arbeitskreis (EAK) und der Ring Christlich-Demokratischer Studenten (RCDS). Beide umfassen auch bayrische Landesverbände, den EAK der CSU und den RCDS Bayern. Seit dem 9. September 2022 ist der 1998 gegründete Verband Lesben und Schwule in der Union als dritte Sonderorganisation anerkannt.
Zudem existieren und existierten unter anderem folgende weitere Gruppierungen in der CDU:
- Wirtschaftsrat der CDU, gegründet 1963 (Status als Sonderorganisation 2018 aberkannt, seitdem trägt der Lobby- und Berufsverband weiter mit Duldung der Partei den Zusatz CDU im Namen)
- Arbeitskreis Christlich-Demokratischer Lehrerinnen und Lehrer (ACDL)[73]
- Bundesarbeitskreis Christlich-Demokratischer Juristen (BACDJ), gegründet 1968
- Schüler Union Deutschlands (SU), gegründet 1972
- Christdemokraten für das Leben (CDL), gegründet 1985 (Status als Sonderorganisation 2018 aberkannt)
- Christlich-Konservatives Deutschland-Forum (CKDF) 1992–2003
- Deutsch-Türkisches Forum (DTF) seit 1996, teilweise aufgegangen im Netzwerk Integration der CDU.[74][75] Das nordrhein-westfälische Forum ging 2014 auf in der Nationalitäten übergreifenden „Union der Vielfalt – Landesnetzwerk Integration der CDU NRW“.[76]
- Andenpakt (CDU), gegründet 2003
- Xantener Kreis, bekanntgeworden 2006[77]
- Einstein-Connection, gegründet 2007
- Arbeitskreis Engagierter Katholiken in der CDU, gegründet 2009
- Aktion Linkstrend stoppen, gegründet 2010
- Berliner Kreis in der Union, seit 2012 öffentlich aktiv
- Konrads Erben,[78][79] Zusammenschluss ehemaliger Stipendiaten der Konrad-Adenauer-Stiftung, Keimzelle der 2017 in Kooperation mit der Aktion Linkstrend Stoppen und dem Berliner Kreis in der Union gegründeten Werteunion e. V. (WU).
- Union der Mitte, von Karin Prien 2018 initiiert,[80][81] erstes Treffen Anfang April 2019[82][83]
- Klimaunion, gegründet 2021[84]

### Parteistiftung
Die parteinahe Stiftung der CDU ist die Konrad-Adenauer-Stiftung.

### Parteifinanzen
| Einnahmen der CDU (EUR)                                         | 2022           | 2021           | 2020           | 2019           | 2018           | 2017          |
| --------------------------------------------------------------- | -------------- | -------------- | -------------- | -------------- | -------------- | ------------- |
| aus Mitgliedsbeiträgen                                          | 36.405.599,34  | 37.202.644,65  | 37.670.856,58  | 37.552.387,60  | 37.741.766,18  | 37.573.934,92 |
| aus Mandatsträgerbeiträgen und sonstigen regelmäßigen Einnahmen | 22.323.445,17  | 21.885.578,59  | 21.541,073.32  | 21.116.860,05  | 20.744.100,45  | 20.094.742,17 |
| aus Spenden von natürlichen Personen                            | 14.008.708,90  | 26.696.767,25  | 17.986.166,39  | 16,254.866,38  | 12.112.469,25  | 22.576.258,92 |
| aus Spenden von juristischen Personen                           | 7.339.887,57   | 14.819.183,64  | 8.750.006,52   | 7.305.129,04   | 4.970.945,41   | 12.629.911,08 |
| aus Unternehmenstätigkeiten und Beteiligungen                   | 0,00           | 0,00           | 0,00           | 0,00           | 0,00           | 0,00          |
| aus sonstigem Vermögen                                          | 1.952.077,46   | 1.787.578,46   | 5.075.650,29   | 2.107.287,18   | 1.735.720,96   | 2.002.577,55  |
| aus Veranstaltungen, Vertrieb und sonstigen Tätigkeiten         | 8.897.484,91   | 6.153.867,02   | 5.760.987,03   | 13.480.793,84  | 13.208.843,56  | 12.782.222,14 |
| aus staatlichen Mitteln                                         | 44.456.043,70  | 51.005.911,45  | 53.726.367,31  | 54.018.918,68  | 56,140.492,06  | 48.361.704,25 |
| aus sonstigen Einnahmen                                         | 978.282,39     | 809.852,42     | 652,484,77     | 796.9178,20    | 684.264,53     | 659.447,29    |
| Gesamt                                                          | 136.361.529,44 | 160.361.383,48 | 151.163.592,21 | 152.633.159,97 | 147.339.602,40 | 156.700.798   |

#### 2017
Zwischen 25 und 40 Prozent der Spendeneinnahmen von Juristischen Personen setzen sich aus Großspenden von mehr als 20.000 Euro je Spende zusammen. Zu den größten Spendern (Juristische Personen, aufsummierte Spendensummen von 2000 bis 2008, ab 2007 nur Spenden ab 50.000 Euro) zählen folgende Unternehmen und Verbände:
1. 2.244.096 € Deutsche Bank AG
2. 1.639.034 € Südwestmetall
3. 1.461.652 € Daimler AG
4. 1.452.678 € Altana AG
5. 1.036.816 € Verband der Chemischen Industrie e. V.
6. 0.740.000 € Verband der Bayerischen Metall- und Elektro-Industrie
7. 0.665.031 € BMW AG
8. 0.663.957 € Allianz AG
9. 0.625.516 € Verband der Metall- und Elektroindustrie Nordrhein-Westfalen e. V.
10. 0.456.150 € Deutsche Vermögensberatung AG DVAG

Von Januar bis Juli 2017 hat die CDU 15 Großspenden (jeweils über 50.000 €) mit einem Gesamtwert von 1.901.537,00 € erhalten.

## Geschichte

### Gründung

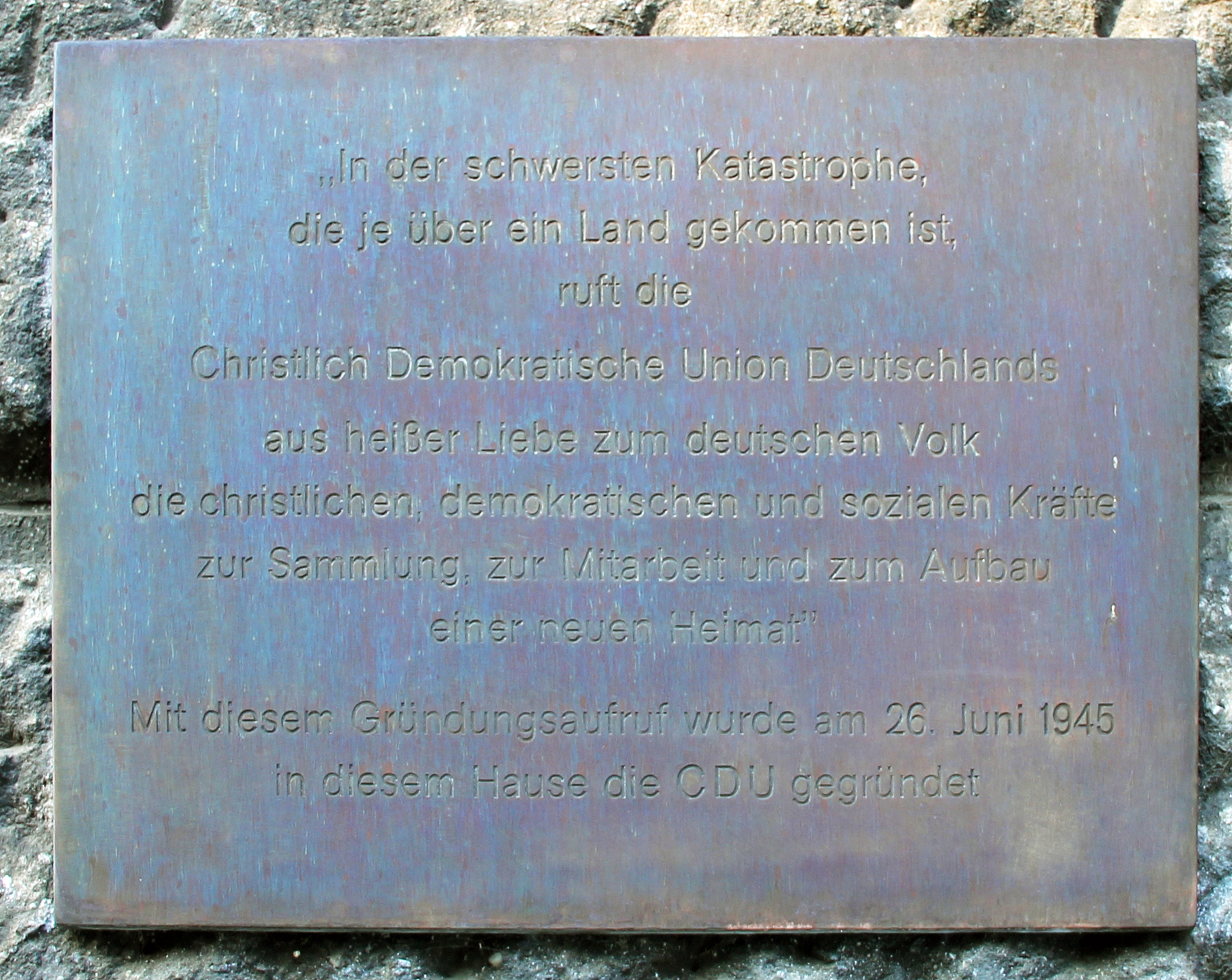
Gedenktafel am Gründungshaus der CDU, Platanenallee 11, in Berlin-Westend. Im Original steht jedoch "christlich-demokratisch"

Im Chaos des Zusammenbruchs der nationalsozialistischen Diktatur kam es unmittelbar nach Kriegsende 1945 überall in Deutschland – unter anderem in Berlin, Köln, Frankfurt, Hannover, Stuttgart, Würzburg, München – zu fast gleichzeitigen, spontanen, voneinander unabhängigen Gründungen der Christlich-Demokratischen (sic!) sowie der Christlich-Sozialen Union. Ihre Idee war in den Widerstandskreisen und Gestapogefängnissen im Bewusstsein gemeinsamer Schicksale, politischer Überzeugungen und Leitbilder unabhängig von der Konfession entstanden.
Unmittelbar nach dem Einmarsch amerikanischer Truppen am 6. März 1945 setzten in Köln konkrete Planungen für eine neue „christlich-demokratische Partei“ ein. Die nach dem 17. Juni 1945 erarbeiteten „Kölner Leitsätze“ bildeten die Grundlage für die Programme der neuen Partei in Rheinland und Westfalen vom September 1945. Fast gleichzeitig trat in Berlin am 26. Juni 1945 die Christlich-Demokratische Union (sic!) mit ihrem Gründungsaufruf „Deutsches Volk!“ an die Öffentlichkeit.
Die Gründungsaufrufe waren in der Mehrzahl von NS-Verfolgten, KZ-Häftlingen oder Emigrierten unterschrieben. Der erste Vorsitzende der CDU, Andreas Hermes, war wegen Beteiligung am Attentat des 20. Juli 1944 zum Tode verurteilt worden und erwartete in der Todeszelle von Plötzensee seine Hinrichtung, bevor er im April 1945 befreit wurde. Die neue christliche, interkonfessionelle Partei sollte nach seiner Ansicht die Mängel der katholisch dominierten Zentrumspartei in der Weimarer Republik im künftigen deutschen Staat ausgleichen.

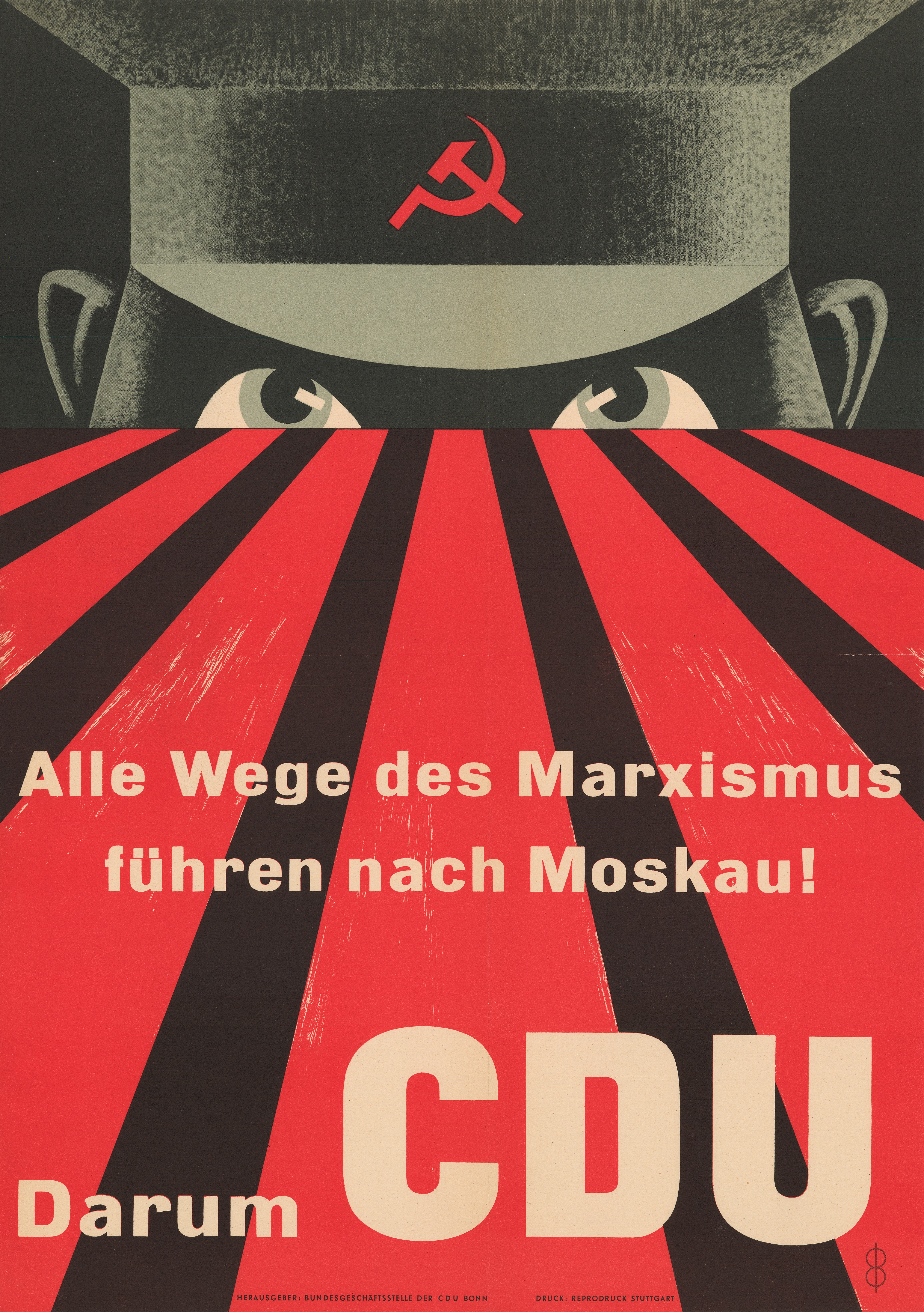
Wahlplakat von 1953 mit dem Slogan „Alle Wege des Marxismus führen nach Moskau“

Die CDU organisierte sich zwischen 1945 und 1949 in den deutschen Ländern und Besatzungszonen unterschiedlich schnell. Ein erster übergreifender Zusammenschluss erfolgte im gemeinsamen Zonenausschuss der acht Landesverbände der CDU der britischen Zone, der sich am 22. Januar 1946 im ostwestfälischen Herford konstituierte. Zum Vorsitzenden des Zonenausschusses wurde Konrad Adenauer gewählt. In der französischen und amerikanischen Besatzungszone wurde ein Zusammenschluss untersagt. 1947 bildete die CDU deswegen eine Arbeitsgemeinschaft, um die innere Geschlossenheit der Partei trotz der unterschiedlichen Fortschritte zu wahren. Die Kooperation mit der CDU in der Sowjetischen Besatzungszone schwand aufgrund der oktroyierten politischen Ausrichtung. Am 11. Mai 1950 schloss sich bei einer Konferenz der Landesvorsitzenden in Königswinter die CDU auf Bundesebene zusammen. Am 21. Oktober desselben Jahres wurde dies auf dem 1. Bundesparteitag in Goslar bestätigt. Damit war die politische Realität zweier deutscher Staaten in der Organisationsstruktur der CDU nachvollzogen worden. Zur Bundespartei gehörte auch ein eigener Landesverband der bis Anfang der 1950er Jahre in den Westen geflüchteten CDU-Mitglieder, die sogenannte Exil-CDU.
Ein wesentlicher Teil der CDU-Mitgliederschaft (unter anderem Konrad Adenauer) entstammt der vor dem Zweiten Weltkrieg existierenden katholisch und süd-/westdeutsch geprägten Zentrumspartei. Auch führende Mitglieder der Deutschnationalen Volkspartei, der rechtsliberalen Deutschen Volkspartei und der liberalen DDP traten der CDU bei, insbesondere in Norddeutschland. Die Gründung der Union als weltliche und interkonfessionelle Partei ermöglichte es im Gegensatz zur ehemaligen Zentrumspartei, weit über das katholische Milieu hinaus auch in protestantischen Kreisen Fuß zu fassen.
Ein erstes stark antimaterialistisch geprägtes Neheim-Hüstener Programm von 1946 für die britische Zone wurde in weiten Teilen von Adenauer formuliert. Das Ahlener Programm aus dem Jahr 1947 wurde maßgeblich von der CDU in den britischen Besatzungszonen geprägt und sah im Sinne eines „christlichen Sozialismus“ vor, sich von einer kapitalistischen Sozial- und Wirtschaftsordnung abzuwenden. Die „Düsseldorfer Leitsätze“ von 1949 befürworteten im Gegensatz dazu die kapitalistische Wirtschaftsordnung im Sinne einer sozialen Marktwirtschaft, die vom ersten Bundeskanzler Konrad Adenauer sowie dem Bundesminister für Wirtschaft Ludwig Erhard in die Praxis umgesetzt wurde. 1953 manifestierte die Partei diese Ausrichtung im „Hamburger Programm“.

### 1949–1963: Die Ära Adenauer

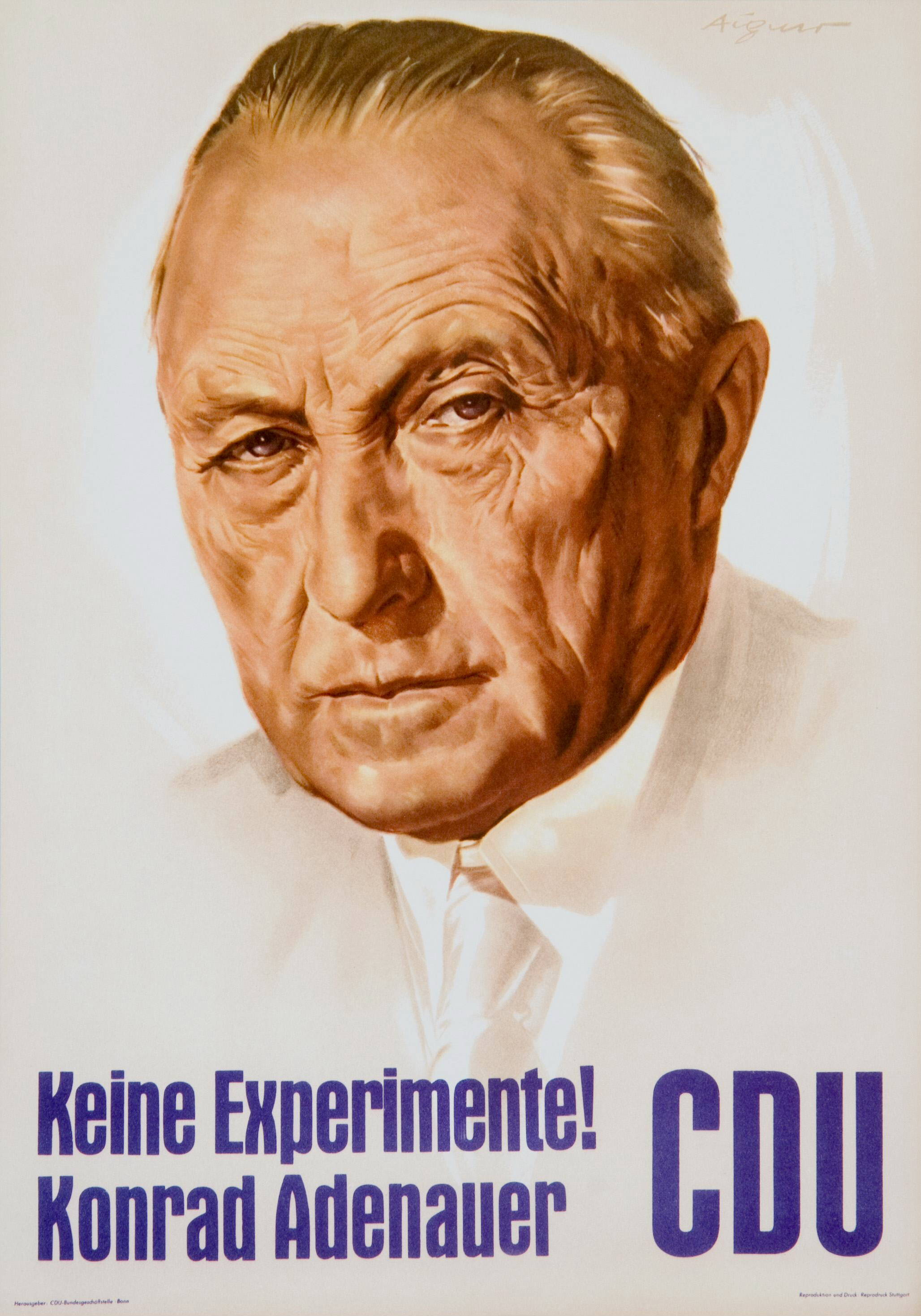
CDU-Wahlplakat von 1957: „Keine Experimente!“

Bei der ersten Bundestagswahl 1949 wurden die Unionsparteien mit 31,0 Prozent knapp vor der SPD (29,2 Prozent) die stärkste Fraktion im Bundestag und bildeten zusammen mit FDP (11,9 Prozent) und Deutscher Partei (DP; 4,0 Prozent) eine Koalition. Der frühere Oberbürgermeister von Köln und langjährige Zentrumspolitiker, Konrad Adenauer, wurde am 15. September 1949 mit einer Stimme Mehrheit zum ersten Bundeskanzler der Bundesrepublik Deutschland gewählt. 1950 wurde Adenauer auch zum ersten Bundesvorsitzenden der CDU gewählt, als die CDU sich auf Bundesebene formierte.
Adenauers rheinischer Katholizismus und seine Verankerung in der katholischen Soziallehre prägten die deutsche Gesellschaft der 1950er Jahre nachhaltig. Insbesondere durch die überwiegend als erfolgreich bewertete Politik von Bundeswirtschaftsminister Ludwig Erhard, die zu einem wirtschaftlichen Aufschwung führte, erlebte die Union bei den Bundestagswahlen 1953 und 1957 zwei glänzende Wahlsiege, wobei der Wahlsieg 1957 ihr und der CSU sogar die absolute Mehrheit einbrachte. Trotzdem bildete sie weiterhin eine Koalition mit der rechtskonservativen und vor allem in Norddeutschland noch präsenten DP. Bei der zweiten und der dritten Bundestagswahl hatte die CDU der DP darüber hinaus geholfen, über die Grundmandatsklausel die Fünf-Prozent-Hürde außer Kraft zu setzen, indem sie in einigen ausgeprägten norddeutschen DP-Hochburgen darauf verzichtet hatte, Direktkandidaten aufzustellen. Da sie sich zur Bundestagswahl 1961 weigerte, der DP derart erneut „unter die Arme zu greifen“, wechselten 1960 die Hälfte der 17 DP-Bundestagsabgeordneten zur CDU, darunter auch die DP-Bundesminister Hans-Christoph Seebohm und Hans-Joachim von Merkatz. Ein Jahr lang führten CDU und CSU somit eine Alleinregierung, da die restlichen DP-Abgeordneten nicht mehr an der Regierung beteiligt waren. Die Wählerschaft der DP wechselte ab Anfang der 1960er Jahre größtenteils ebenfalls zur CDU, so dass die DP fortan keine Rolle mehr spielte.
Die 1950er Jahre waren geprägt vom „Wirtschaftswunder“ und der Debatte um die Westbindung der Bundesrepublik (unter anderem Beitritt zur NATO 1955 und Anlehnung an die USA). Das sowjetische Angebot nach einem vereinten, neutralen Deutschland wurde von der CDU als Tarnmanöver bewertet. Adenauer formulierte die so genannte Sogtheorie. Nach dieser Theorie bestand für ein neutrales Deutschland die Gefahr, in den Sog der Sowjetunion zu geraten.
Die CDU erlitt bei der Bundestagswahl 1961 empfindliche Verluste (CDU 35,8 Prozent, CSU 9,6 Prozent, SPD 36,2 Prozent, FDP 12,8 Prozent). Unter anderem wurden diese Verluste mit dem Bau der Berliner Mauer 1961 und der angeblich zu zögerlichen Reaktion Adenauers hierauf begründet.

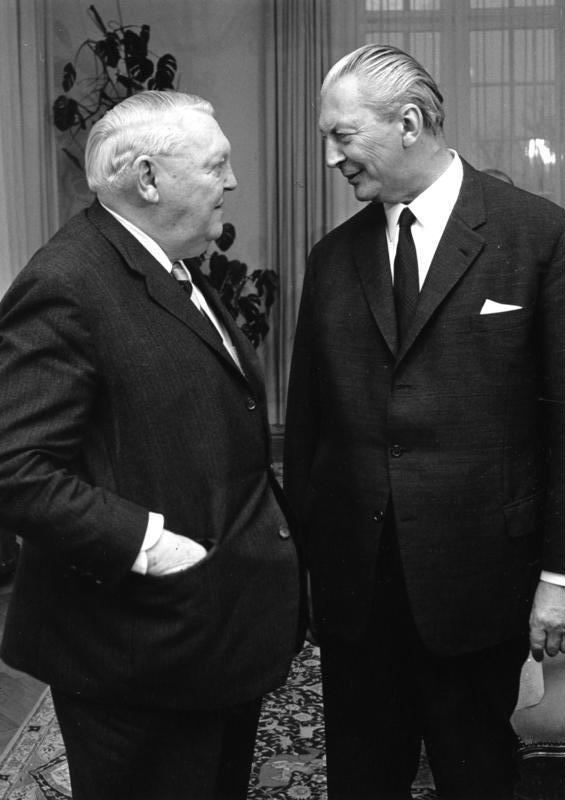
Ludwig Erhard (links) und Kurt Georg Kiesinger (rechts), 25. November 1966

### 1963–1969: Regierungen Erhard und Kiesinger
1963 trat Adenauer zu Gunsten Ludwig Erhards vom Amt des Bundeskanzlers und 1966 auch vom Parteivorsitz zurück. Erhard konnte bei der Bundestagswahl 1965 die Regierungsverantwortung für die CDU sichern, aber ein Jahr später kam es wegen Querelen um wirtschafts- und finanzpolitische Fragen und der ersten Wirtschaftskrise der Nachkriegszeit zum Bruch mit dem Koalitionspartner FDP. Der bisherige baden-württembergische Ministerpräsident Kurt Georg Kiesinger bildete daraufhin mit der SPD die erste Große Koalition auf Bundesebene.

### 1969–1982: Das erste Mal in der Opposition
Die Bundestagswahl 1969 brachte einen tiefen Einschnitt in der Geschichte der Bundesrepublik und auch der Geschichte der CDU mit sich: Erstmals musste die CDU in die parlamentarische Opposition gehen, da SPD und FDP eine Koalition unter Bundeskanzler Willy Brandt (SPD) bildeten. Bei der Wahl des Bundesparteivorsitzenden 1971 setzte sich Rainer Barzel, der seit 1963 CDU/CSU-Fraktionsvorsitzender im Bundestag war, in einer Kampfabstimmung gegen den rheinland-pfälzischen Ministerpräsidenten Helmut Kohl durch.
Aufgrund ihrer Ablehnung der Ostverträge traten zwischen 1970 und 1972 mehrere Abgeordnete aus dem Regierungslager zur CDU/CSU-Opposition über, was diese in die Nähe zur Mehrheit im Bundestag brachte (siehe Mitglieder des sechsten Deutschen Bundestages). Im Frühjahr 1972 scheiterte der Versuch Barzels, Brandt durch ein konstruktives Misstrauensvotum abzulösen, obwohl vor der Abstimmung eine rechnerische Mehrheit der Opposition vorzuliegen schien. Die genauen Umstände dieser Abstimmung sind bis heute nicht restlos geklärt, sicher ist inzwischen nur, dass mindestens eine Stimme aus den Reihen der Unionsabgeordneten von der Staatssicherheit der DDR gekauft war (siehe Steiner-Wienand-Affäre). Bei der Bundestagswahl 1972 erfolgte eine deutliche Niederlage: Erstmals stellten CDU und CSU nicht mehr die stärkste Bundestagsfraktion. Barzel, CDU-Vorsitzender seit 1971, verzichtete 1973 auf eine zweite Wahlperiode und übernahm die Verantwortung für die Wahlniederlage, die parteiintern als Debakel angesehen wurde. Nachfolger wurde Helmut Kohl, der die Partei bis 1998 führen sollte.
1976 ging die CDU mit den Slogans „Aus Liebe zu Deutschland: Die Freiheit wählen“ und „Freiheit statt Sozialismus“ in den Wahlkampf. Kohls erste Kanzlerkandidatur gegen Bundeskanzler Helmut Schmidt bei der Bundestagswahl 1976 scheiterte jedoch, obwohl CDU und CSU deutliche Gewinne erzielen konnten, dadurch wieder stärkste Partei geworden waren und nur knapp die absolute Mehrheit verpassten. Mitte November 1976 verkündete dann die CSU den Kreuther Trennungsbeschluss, indem sie die Fraktionsgemeinschaft mit der CDU im Bundestag kündigte und eine Ausdehnung auf das gesamte Bundesgebiet anstrebte. Einen Rückzieher machte sie erst, nachdem die CDU ihrerseits angedroht hatte, dann künftig auch in Bayern aktiv zu werden. Bei der Bundestagswahl 1980 unterlag der CSU-Vorsitzende Franz Josef Strauß als gemeinsamer Kanzlerkandidat der beiden Unionsparteien dem amtierenden Bundeskanzler Helmut Schmidt.

### 1982–1998: Die Regierung Kohl

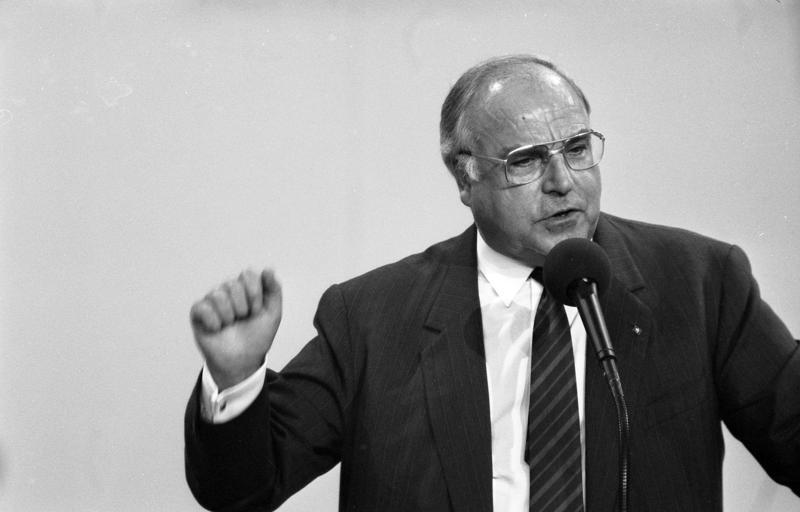
Helmut Kohl, 11. September 1989

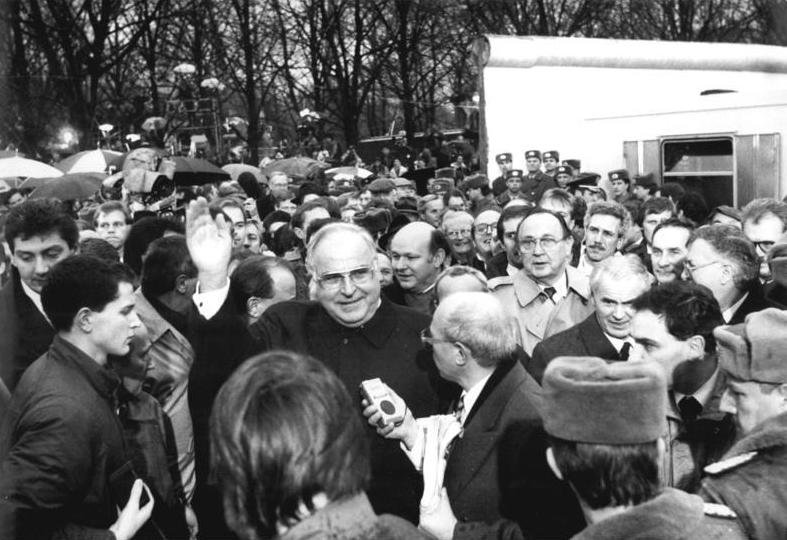
Helmut Kohl bei der Grenzöffnung am Brandenburger Tor, 22. Dezember 1989

1982 zerbrach die sozialliberale Koalition. Helmut Kohl wurde am 1. Oktober 1982 per konstruktivem Misstrauensvotum zum Nachfolger Helmut Schmidts gewählt. Bei der vorgezogenen Bundestagswahl 1983 erhöhten CDU und CSU unter Kohl mit 48,8 Prozent ihren Stimmenanteil deutlich und setzten ihre mit dem Machtwechsel im Oktober 1982 geschlossene Koalition mit der FDP fort. Das Bundesverfassungsgericht wies Klagen gegen die vorzeitige Auflösung des Bundestages zwar zurück, das Zustandekommen der Bundestagswahl durch eine mit Absicht verlorene Vertrauensfrage blieb jedoch verfassungsrechtlich umstritten. Bei der Bundestagswahl 1987 erlitten CDU und CSU unter der Führung von Kohl deutliche Stimmenverluste, blieben aber die stärkste Fraktion im Bundestag und führten die Regierung mit der FDP fort.
Am 9. November 1989 wurden die Grenzen zwischen der DDR und der Bundesrepublik Deutschland geöffnet. Kohl weilte zu diesem Zeitpunkt in Warschau und wurde wie die meisten Beobachter von den Ereignissen völlig überrascht. Er brach unverzüglich seinen Aufenthalt ab, um sich nach Bonn und anschließend nach West-Berlin zu begeben. Nach anfänglichem Zögern und Planungen für einen langfristig angelegten Vereinigungsprozess (Zehn-Punkte-Plan) wurde dann im Frühjahr 1990 aufgrund des Drucks in der Bevölkerung klar, dass eine schnelle Wiedervereinigung erreicht werden musste. Kohl schaffte es durch intensive persönliche Gespräche und Verhandlungen, die Zustimmung der Alliierten und die Unterstützung der europäischen Nachbarn zu erhalten. Der zuvor schon in den Meinungsumfragen deutlich zurückgefallene Bundeskanzler konnte so – als „Kanzler der Einheit“ gefeiert – bei der ersten gesamtdeutschen Bundestagswahl 1990 einen deutlichen Wahlsieg erringen.
Im Zuge der Wiedervereinigung gingen der aus der DDR-Bürgerrechtsbewegung entstandene Demokratische Aufbruch, aber auch die bisherige DDR-Blockpartei Demokratische Bauernpartei Deutschlands zunächst in der CDU (Ost) auf. Am 1./2. Oktober 1990 erfolgte dann der Zusammenschluss der Ost-CDU mit der CDU Deutschlands. (Ein eigener Artikel gibt einen Überblick über den Verbleib des Vermögens der Ost-CDU und der Bauernpartei nach der Fusion.)
Nachdem sich die CDU bei der Bundestagswahl 1994 mit Helmut Kohl als Führungsfigur noch einmal knapp hatte behaupten können, verlor sie bei der Bundestagswahl 1998 zusammen mit der CSU die Regierungsmehrheit und zum zweiten Mal in der Geschichte der Bundesrepublik ihre Stellung als stärkste Bundestagsfraktion. Mit 35,1 Prozent erreichte sie nach 1949 das zweitschlechteste Ergebnis bei Bundestagswahlen in ihrer Geschichte. Nachfolger Kohls als Bundeskanzler wurde der bisherige niedersächsische Ministerpräsident Gerhard Schröder (SPD).
Hauptursachen der desaströsen Niederlage waren die schleppende wirtschaftliche Entwicklung mit einhergehender steigender Arbeitslosigkeit; und die Deutschen waren nach 16 Jahren Kanzlerschaft Helmut Kohls überdrüssig geworden. Auch auf Landesebene befand sich die CDU in einer tiefen Krise. So stellte sie im November 1998 lediglich in Baden-Württemberg, Berlin, Sachsen und Thüringen den Regierungschef, wobei sie in Berlin und Thüringen eine Große Koalition mit der SPD bildete. Daneben war sie in Bremen in einer weiteren Großen Koalition Juniorpartner der SPD.

### 1998–2005: Das zweite Mal in der Opposition
Neuer Parteivorsitzender wurde Wolfgang Schäuble. 1998/1999 initiierte die CDU/CSU eine Unterschriftenaktion gegen die Reform des deutschen Staatsbürgerschaftsrechts, in der das Abstammungsrecht durch Elemente des ius soli ergänzt werden sollte. Die öffentliche Kampagne verhalf dem hessischen Spitzenkandidaten Roland Koch zum Wahlsieg und zum Amt des Hessischen Ministerpräsidenten.
Ende des Jahres 1999 wurde die CDU von einem Parteispendenskandal erschüttert. Kernpunkt der Affäre waren Geldspenden in Millionenhöhe, deren Spender zu nennen sich Helmut Kohl weigerte. Ebenso wurden einige schwarze Konten unter Umgehung des Fiskus geführt. Die damalige CDU-Generalsekretärin Angela Merkel zwang Kohl zum Rücktritt vom Amt des CDU-Ehrenvorsitzenden. Im Zusammenhang mit diesem Skandal musste Anfang 2000 nach widersprüchlichen Aussagen zu dem Sachverhalt auch Wolfgang Schäuble als Vorsitzender der CDU und der CDU/CSU-Bundestagsfraktion zurücktreten. Nachfolgerin als Parteivorsitzende wurde Angela Merkel, die damit als erste Frau an der Spitze einer der deutschen Volksparteien rückte. Nachfolger Schäubles als Fraktionsvorsitzender wurde Friedrich Merz. 2000 erfolgte auch der Umzug der Parteizentrale vom Bonner in das Berliner Konrad-Adenauer-Haus.
Bei der Bundestagswahl 2002 trat der bayerische Ministerpräsident Edmund Stoiber (CSU) als Kanzlerkandidat an. Trotz erheblicher Zuwächse in Süd- und Südwestdeutschland blieb die CDU/CSU lediglich zweitstärkste Bundestagsfraktion. Hauptursache war nach Meinung von Analysten, dass der Bayer Stoiber insbesondere im Norden (wie schon Strauß 1980) und Osten Deutschlands die Wähler nicht ausreichend ansprechen konnte.
Die Landtagswahl in Schleswig-Holstein 2005 führte das Ende der Amtszeit von Ministerpräsidentin Heide Simonis (SPD) herbei; die CDU führte danach eine Große Koalition mit der SPD an. Am 22. Mai 2005 siegte die CDU in Nordrhein-Westfalen und löste damit die zu diesem Zeitpunkt letzte amtierende rot-grüne Landesregierung in Deutschland ab.

### 2005–2009: Erste Bundeskanzlerin – Zweite Große Koalition

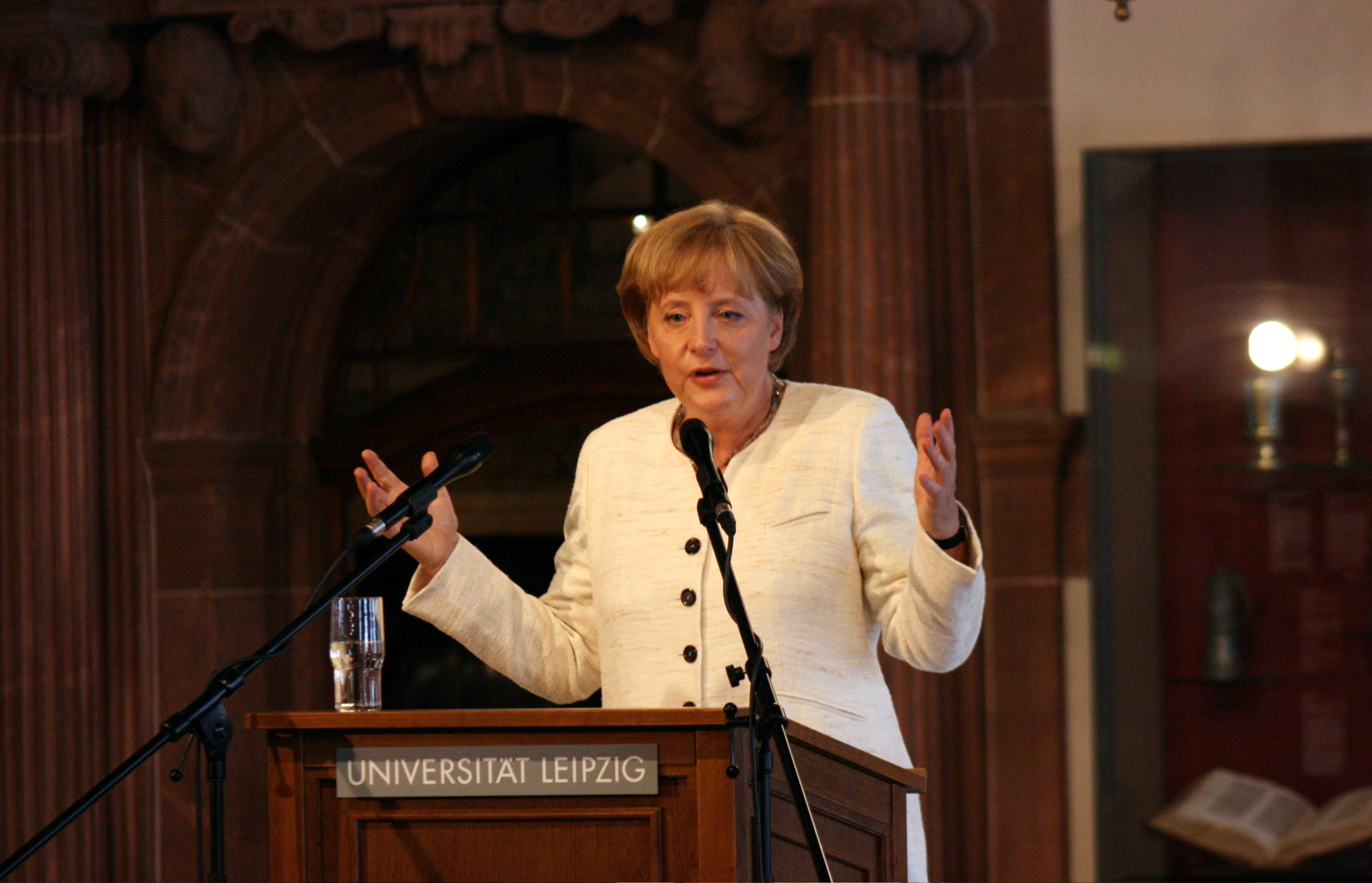
Angela Merkel nach der Verleihung der Ehrendoktorwürde der Fakultät für Physik und Geowissenschaften der Universität Leipzig, 3. Juni 2008

Nach der vorgezogenen Bundestagswahl am 18. September 2005 wurde die Fraktionsgemeinschaft aus CDU und CSU unter Angela Merkel zum ersten Mal seit der Wahl 1994 wieder stärkste Fraktion, erhielt jedoch weniger Stimmen als in der vorhergegangenen Wahl und als in Meinungsumfragen vorhergesagt. Die Union erhielt das drittschlechteste Ergebnis ihrer Parteigeschichte. Das erklärte Wahlziel, eine Bundestagsmehrheit für eine Koalition mit der FDP, konnte nicht erreicht werden.
Obwohl die CDU/CSU die stärkste Fraktion bildete, beanspruchte zunächst die SPD das Amt des Bundeskanzlers für sich; da jene jedoch gleichzeitig eine Koalition aus SPD, den Grünen und Linkspartei ausschloss und die FDP nicht zu einer Ampelkoalition bereit war, war eine Regierungsbildung ohne die CDU nicht möglich. Am 11. November 2005 einigten sich CDU, CSU und SPD auf einen Koalitionsvertrag für eine Große Koalition unter Angela Merkel als Bundeskanzlerin. So wurde nach der Unterzeichnung des Koalitionsvertrags Angela Merkel am 22. November 2005 mit 397 von 614 Stimmen der Abgeordneten des Deutschen Bundestages zur ersten Frau gewählt, die die Position des Bundeskanzlers ausübt. Angela Merkel erhielt bei der Kanzlerwahl mehr Stimmen als jeder ihrer Amtsvorgänger, prozentual fiel ihr Wahlergebnis mit 64,9 Prozent der Stimmen jedoch schlechter aus als das Kurt Georg Kiesingers. Jedoch stellte die Große Koalition bei dessen Wahl zum Bundeskanzler am 1. Dezember 1966 über 90,1 Prozent der Sitze, die Große Koalition unter Merkel stellte nur knapp 73 Prozent der Sitze im 16. Deutschen Bundestag. Dies lag vor allem an den drei weiteren, deutlich stärker als zuvor im Bundestag vertretenen Parteien.

### 2009–2013: Neuer Koalitionspartner im Kabinett Merkel II
Bei der Bundestagswahl 2009 verlor die CDU zwar noch einmal leicht an Stimmen, war jedoch dank Überhangmandaten mit mehr Abgeordneten im Bundestag vertreten als in der vorigen Legislaturperiode. Da die FDP zugleich das beste Wahlergebnis ihrer Geschichte erzielte, konnte Angela Merkel den Regierungspartner wechseln und sich mit den Stimmen von Union und FDP als Regierungschefin der vierten christlich-liberalen Koalition wiederwählen lassen. Zuvor gelang es keinem Bundeskanzler in der deutschen Geschichte, den Koalitionspartner zu wechseln.
Im Januar 2010 stellte die CDU ihr Zukunftspapier Berliner Erklärung vor. Dieses wurde von einigen Beobachtern als Zeichen für einen Linkstrend der CDU wahrgenommen. Auf Initiative von Friedrich-Wilhelm Siebeke wurde die Aktion Linkstrend stoppen gegründet, die einen Monat nach der Berliner Erklärung ihr Manifest gegen den Linkstrend in deutschen Tageszeitungen veröffentlichte.

### 2013–2021: Erneute Große Koalition

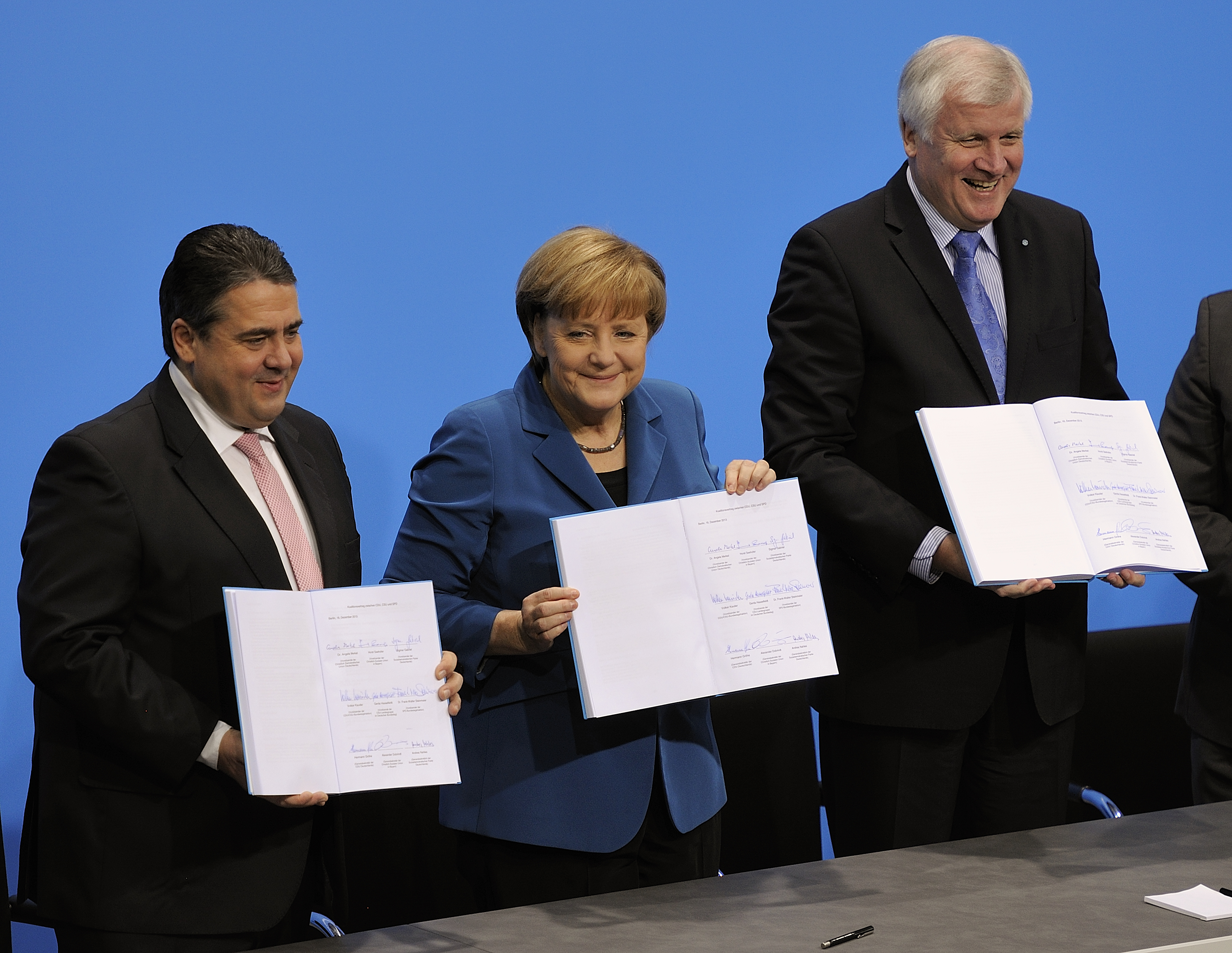
Sigmar Gabriel, Angela Merkel und Horst Seehofer bei der Unterzeichnung des Koalitionsvertrages (2013)

Nach der Bundestagswahl 2013, bei der CDU und CSU nur um fünf Mandate die absolute Mehrheit der Sitze im Bundestag verpasste, die FDP aber der Einzug ins Parlament misslang, sondierte die Union mit den Grünen und der SPD. Da einige Funktionäre der Grünen und der CSU eine schwarz-grüne Koalition ablehnten, verhandelten CDU/CSU und die SPD erneut über die Bildung einer Großen Koalition. Nach dem erfolgreichen Mitgliederentscheid der SPD wurde der Koalitionsvertrag unterschrieben. Am 17. Dezember 2013 wurde Angela Merkel zum dritten Mal mit großer Mehrheit zur Bundeskanzlerin gewählt.
Da die FDP, die laut Merkel „natürlicher Koalitionspartner“ ist und bleibe, in Wahlumfragen im Jahr 2014 bei ca. 3 Prozent verharrte und ein Wiedereinzug in den Bundestag 2017 vor diesem Hintergrund unsicher erschien, begann sich die CDU stärker gegenüber den Grünen zu öffnen.

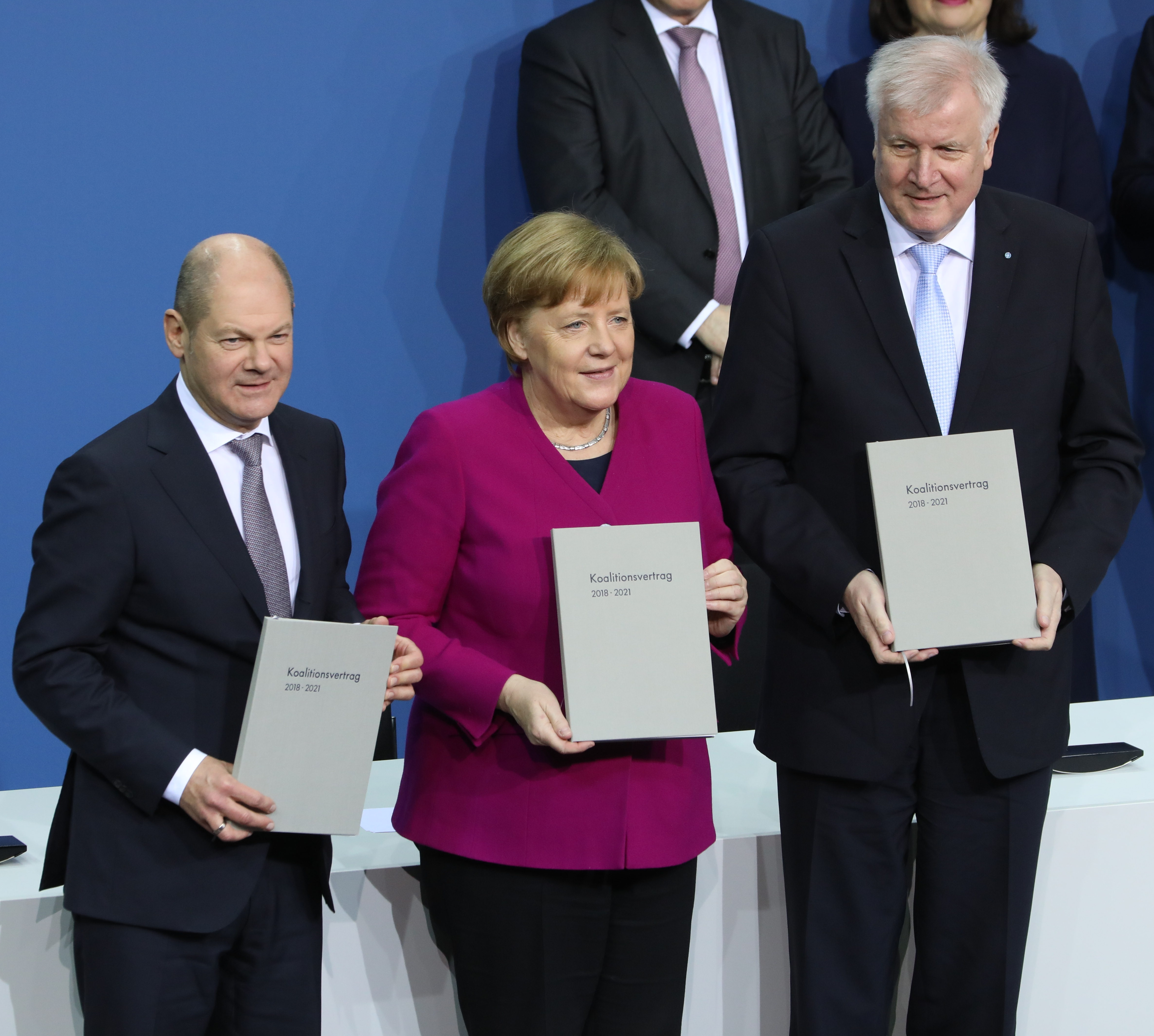
Olaf Scholz, Angela Merkel und Horst Seehofer bei der Unterzeichnung des Koalitionsvertrages (2018)

Bei der Bundestagswahl 2017 verlor die CDU stark und kam mit der CSU gemeinsam nunmehr nur noch auf 32,9 Prozent der Stimmen. Nachdem die SPD am Wahlabend zunächst eine Wiederauflage der Großen Koalition ausschloss, kam es zu Sondierungen für eine Jamaika-Koalition aus Union, FDP und Grünen. Diese scheiterten im November 2017. Nach erfolgreichen Sondierungs- und Koalitionsverhandlungen mit der SPD wurde Angela Merkel am 14. März 2018 zum dritten Mal wiedergewählt.
Am 27. August 2018 entzogen Präsidium und Bundesvorstand der CDU den Christdemokraten für das Leben, dem Wirtschaftsrat der CDU und dem Verein Werteunion e. V. den Status als Sonderorganisationen der Partei. Neue Gruppierungen oder Vereinigungen der CDU sollten seit diesem Zeitpunkt nicht mehr offiziell anerkannt werden.
Nachdem im Oktober 2018 zunächst die CSU bei der Landtagswahl in Bayern große Verluste hinnehmen gemusst hatte und zwei Wochen später auch die CDU bei der Landtagswahl in Hessen zweistellig verloren hatte, kündigte Angela Merkel am 29. Oktober 2018, dem Tag nach der hessischen Landtagswahl, in einer Präsidiumssitzung an, beim kommenden Parteitag nicht mehr für das Amt der CDU-Vorsitzenden zu kandidieren. Ebenfalls gab sie bekannt, zur nächsten Bundestagswahl nicht erneut anzutreten. Um ihre Nachfolge als Parteivorsitzende kandidierten die CDU-Generalsekretärin Annegret Kramp-Karrenbauer, der ehemalige Bundestagsfraktionsvorsitzende Friedrich Merz und Bundesgesundheitsminister Jens Spahn. Zum ersten Mal seit 1971 gab es somit mehr als einen Kandidaten für dieses Amt und zum ersten Mal überhaupt mehr als zwei. Am 7. Dezember 2018 wählten die Delegierten des 31. Bundesparteitags der CDU Kramp-Karrenbauer im zweiten Wahlgang zur neuen Parteivorsitzenden.

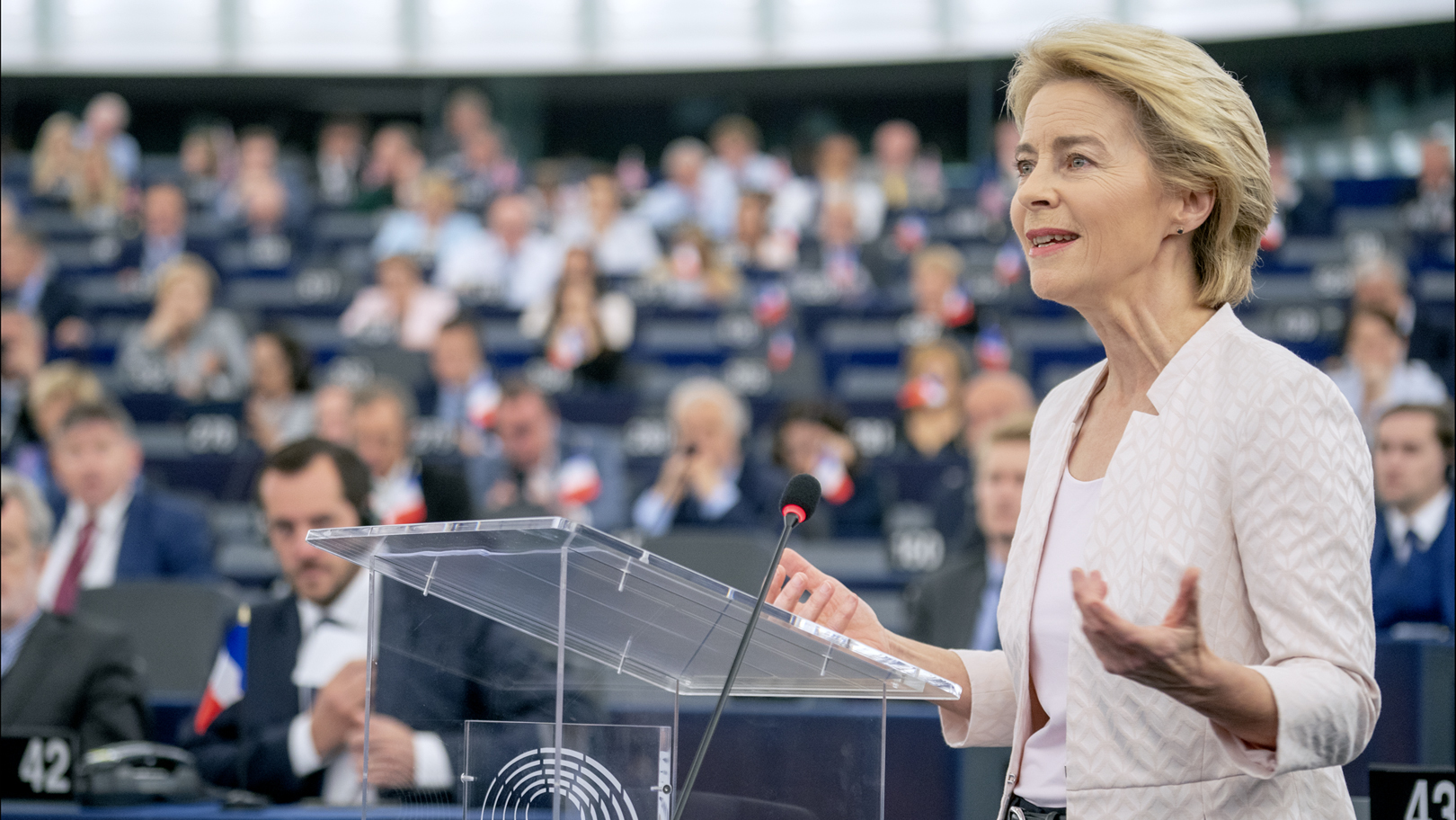
Ursula von der Leyen im Europäischen Parlament (2019)

Bei der Europawahl 2019 erzielte die Union mit 28,9 Prozent das bis dahin schlechteste Ergebnis bei einer bundesweiten Wahl. Obwohl Manfred Weber von der CSU als Spitzenkandidat der EVP angetreten war, nominierte der Europäische Rat anschließend Bundesverteidigungsministerin Ursula von der Leyen als Kommissionspräsidentin. Sie wurde am 16. Juli vom EU-Parlament gewählt und ist die erste Frau in diesem Amt sowie die erste Deutsche und die erste CDU-Politikerin seit Walter Hallstein.
Die CDU-Vorsitzende Annegret Kramp-Karrenbauer kündigte am 10. Februar 2020, unmittelbar während der Regierungskrise in Thüringen, die durch die Wahl des FDP-Politikers Thomas Kemmerich zum Ministerpräsidenten mit Stimmen von CDU und AfD ausgelöst worden war, ihren Verzicht auf die Kanzlerkandidatur bei der Bundestagswahl 2021 sowie den Rückzug vom Parteivorsitz an. Als Nachfolger bewarben sich NRW-Ministerpräsident Armin Laschet, erneut Friedrich Merz sowie der Außenpolitiker Norbert Röttgen. Die Wahl des neuen Parteivorsitzenden war ursprünglich für Ende April 2020 vorgesehen, musste aber wegen der Corona-Pandemie zweimal verschoben werden. Am 16. Januar 2021 wählte ein digitaler Parteitag Armin Laschet im zweiten Wahlgang zum neuen CDU-Bundesvorsitzenden. Da es sich um die erste digitale Personenwahl der deutschen Parteiengeschichte handelte, war eine formale Bestätigung per Briefwahl notwendig. Offiziell wurde Laschet daher am 22. Januar Vorsitzender.
Zu Beginn der COVID-19-Pandemie in Deutschland im Frühjahr 2020 stiegen die Beliebtheitswerte der CDU in Umfragen zunächst stark an. Dies wurde regelmäßig als üblicher positiver Effekt von äußeren Krisen auf die Beliebtheitswerte der CDU als führender Regierungspartei gedeutet. Im März 2021 allerdings fielen die Beliebtheitswerte wieder deutlich und die CDU erlitt Niederlagen bei zwei Landtagswahlen (jeweils historisch schlechtestes Ergebnis in Baden-Württemberg und Rheinland-Pfalz). Hierfür verantwortlich gemacht wurden allen voran diverse mutmaßliche Fälle von Korruption von Politikern und Bundestagsabgeordneten der CDU und CSU (u. a. im Zuge von Maskenaffäre und Aserbaidschan-Affäre). Hinzu kam zunehmende Unzufriedenheit der Bevölkerung mit der Pandemie-Bekämpfung („Dritte Welle“ und als schleppend empfundener Impffortschritt).

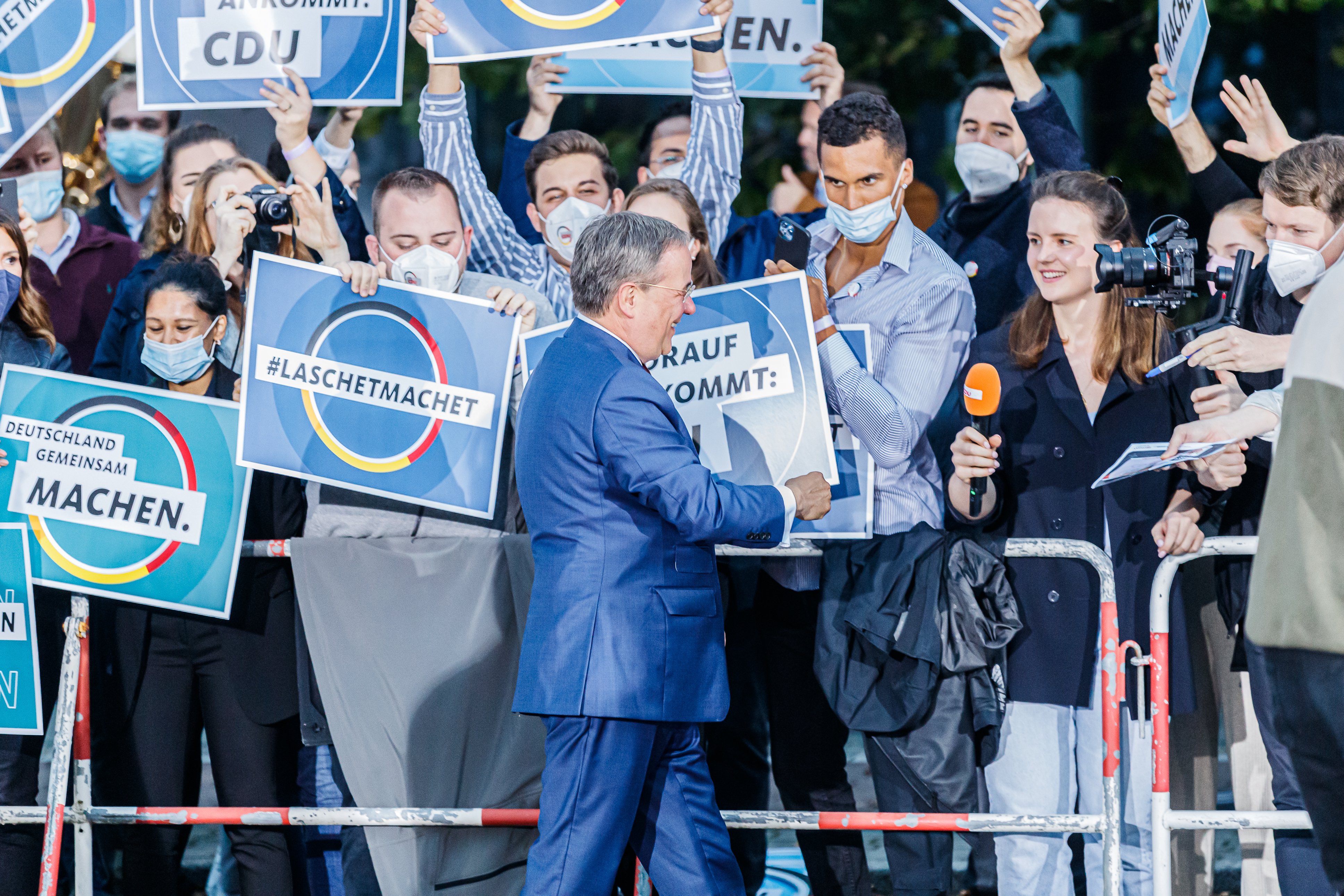
Armin Laschet begrüßt am 12. September 2021 in Berlin Anhänger der Jungen Union vor dem TV-Studio

Am 11. April 2021 gaben sowohl CDU-Chef Armin Laschet als auch der CSU-Chef Markus Söder bekannt, dass sie beide für eine Kanzlerkandidatur zur Verfügung stehen. Am Tag darauf sprach sich das CDU-Präsidium für Laschet, das CSU-Präsidium für Söder aus. Letzterer hatte zuvor angekündigt, ein Votum der CDU zu akzeptieren, drängte aber darauf, in die „Breite der Parteien hineinzuhorchen“, statt allein in den Führungsgremien zu entscheiden. Unter der Bevölkerung und auch unter CDU/CSU-Parteimitgliedern sprach sich laut Umfragen eine deutliche Mehrheit für Söder aus. Als Grund dafür wird insbesondere seine als strenger wahrgenommene Corona-Politik angeführt. Am 13. April 2021 nahmen beide Kandidaten spontan an einer Sitzung der Bundestagsfraktion teil, um sich den Fragen der Unions-Abgeordneten zu stellen. Zuvor hatte sich insbesondere die CSU-Landesgruppe für eine stärkere Beteiligung der Fraktion ausgesprochen, die wohl ebenfalls mehrheitlich hinter Söder stand. Falls sich Laschet und Söder nicht innerhalb einer Woche einvernehmlich einigen könnten, wurde auch eine formelle Abstimmung in der Bundestagsfraktion ins Gespräch gebracht. In den darauffolgenden Tagen sprachen sich mehrere Spitzenpolitiker und Vereinigungen der beiden Parteien für einen bestimmten Kandidaten aus. Am 19. April 2021 sprach sich der Bundesvorstand der CDU in einer digitalen Sondersitzung in geheimer Abstimmung mit 31 von 46 Stimmen für Armin Laschet als Kanzlerkandidaten aus. Neun Vorstandsmitglieder stimmten für Markus Söder und sechs enthielten sich.
In einer am nächsten Tag gehaltenen Pressekonferenz akzeptierte Markus Söder das Ergebnis des CDU-Bundesvorstands, somit wurde Armin Laschet der Kanzlerkandidat der Union für die Bundestagswahl 2021.

### Seit 2021: Das dritte Mal in der Opposition
Bei der Bundestagswahl 2021 erhielt die Union 24,1 Prozent der Zweitstimmen (nach 32,9 % 2017 und 41,5 % 2013 und 33,8 % 2009), verlor also verglichen mit 2017 jeden vierten Wähler (26,7 %).
Nach starkem innerparteilichen Druck gab Laschet am 7. Oktober 2021 bekannt, dass er den Parteivorsitz aufgeben wolle. Zur Bestimmung der Nachfolge im Vorsitz wurde die Parteibasis erstmals mittels Mitgliederbefragungen beteiligt.
Am 16. November 2021 gab Friedrich Merz zum dritten Mal seine Kandidatur für den CDU-Vorsitz bekannt. Zudem kündigte er an, dass er im Fall seiner Wahl den Bundestagsabgeordneten und früheren Berliner Sozialsenator Mario Czaja als Generalsekretär und die Bundestagsabgeordnete Christina Stumpp für den neu zu schaffenden Posten der stellvertretenden Generalsekretärin vorschlagen werde. Für die Wahl zum Parteivorstand nominierte ihn der CDU-Kreisvorstand seines Heimatverbands im Hochsauerland. Merz war nach Norbert Röttgen und Helge Braun der dritte Bewerber um die Nachfolge von Armin Laschet. Die Vorentscheidung über den künftigen Vorsitzenden trafen die rund 400.000 Parteimitglieder im Dezember. Laut dem am 17. Dezember 2021 bekannt gegebenen Ergebnis der Mitgliederbefragung erreichte Merz mit 62,1 Prozent gleich im ersten Wahlgang die absolute Mehrheit, Röttgen erhielt 25,8 Prozent und Helge Braun 12,1 Prozent der Stimmen. Die Wahlbeteiligung lag bei 66,02 Prozent. Endgültig gewählt wurde der neue Vorsitzende von den 1.001 CDU-Delegierten auf einem Parteitag am 22. Januar 2022, der aufgrund der COVID-19-Pandemie digital stattfand. Merz wurde hier mit 94,6 Prozent der Delegiertenstimmen zum neuen CDU-Vorsitzenden gewählt.
Am 24. Januar 2022 nominierten der Bundesvorstand und die Landesvorsitzenden der AfD für die Wahl des Bundespräsidenten 2022 auf Vorschlag des AfD-Bundessprechers Tino Chrupalla den Autor, Ökonomen und ehemaligen Vorsitzenden des rechtskonservativen Vereins Werteunion Max Otte, ein Mitglied der CDU, als offiziellen Kandidaten der Partei. Gegen die Kandidatur Ottes, der bis 2021 als Vorsitzender auch dem Kuratorium der AfD-nahen Desiderius-Erasmus-Stiftung angehörte, sprachen sich vier Vorstandsmitglieder und zwei von 16 Landesvorsitzenden aus, darunter der langjährige Bundessprecher Jörg Meuthen. Meuthen bezeichnete die Nominierung Ottes als „strategisch falsch und unklug“ und warnte vor einem „Rohrkrepierer zum Schaden der Partei“. Zu den Erfolgsaussichten Ottes äußerte Meuthen, dessen Kandidatur sei „in etwa so wichtig wie der umfallende Sack Reis in China, denn der AfD-Kandidat wird mit Gewissheit nichts mit Schloss Bellevue zu tun haben“. Für Otte als Kandidat sprachen sich dagegen neben einer Mehrheit der AfD-Gremien auch Vertreter der Werteunion aus. Innerhalb des Unterstützerkreises der Werteunion löste die Nominierung Ottes eine Kontroverse aus. Der ehemalige Verfassungsschutzchef Hans-Georg Maaßen trat nach der Kandidatur Ottes aus dem Verein aus.
Wegen des „dringenden und schwerwiegenden Falls parteischädlichen Verhaltens“ entzog die CDU Otte noch am selben Tag alle Mitgliedsrechte und eröffnete ein Parteiausschlussverfahren. Beobachter sahen eine bei der Union lange nicht gesehene Geschlossenheit bezüglich einer Personalfrage. Niemand, auch keiner der Konservativen innerhalb der Partei, sei Otte beigesprungen. Im Februar 2024 gründete sich die Werteunion als eigene Partei rechts der CDU.
Am 11. Juli 2023 wurde Carsten Linnemann durch Friedrich Merz für das Amt des Generalsekretärs als Nachfolger für Mario Czaja nominiert, am 12. Juli vorgeschlagen und am selben Tag durch das CDU-Präsidium kommissarisch zum Generalsekretär gewählt. Bei der Europawahl 2024 erreichte die CDU 23,7 % der Stimmen.

## Persönlichkeiten

### Bundesvorsitzende
| Vorsitzender               | Vorsitzender                                                                        | Beginn der Amtszeit                                         | Ende der Amtszeit | Ehrenvorsitz |
| Sowjetische Zone           | Sowjetische Zone                                                                    | Sowjetische Zone                                            | Sowjetische Zone  | Sowjetische Zone |
| -------------------------- | ----------------------------------------------------------------------------------- | ----------------------------------------------------------- | ----------------- | --- |
| Andreas Hermes             | Andreas Hermes                                                                      | Juli 1945                                                   | Dezember 1945     | nein |
| Jakob Kaiser               | Jakob Kaiser                                                                        | 1946                                                        | 1947              | seit 1958 |
| Otto Nuschke               | Otto Nuschke                                                                        | 1948                                                        | 1949              | nein |
| Bundesrepublik             |                                                                                     |                                                             |                   | |
| Konrad Adenauer            | Konrad Adenauer Bundeskanzler 1949 bis 1963                                         | 1. März 1946 (Britische Zone) 21. Oktober 1950 (bundesweit) | 23. März 1966     | seit 1966 |
| Ludwig Erhard              | Ludwig Erhard Bundeskanzler 1963 bis 1966                                           | 23. März 1966                                               | 23. Mai 1967      | seit 1967 |
| Kurt Georg Kiesinger       | Kurt Georg Kiesinger Bundeskanzler 1966 bis 1969                                    | 23. Mai 1967                                                | 5. Oktober 1971   | seit 1971 |
| Rainer Barzel              | Rainer Barzel                                                                       | 5. Oktober 1971                                             | 12. Juni 1973     | nein |
| Helmut Kohl                | Helmut Kohl Bundeskanzler 1982 bis 1998 Vorsitzender des Europäischen Rates 1994    | 12. Juni 1973                                               | 7. November 1998  | seit 1998; am 18. Januar 2000 stimmte Helmut Kohl zu, den Ehrenvorsitz aufgrund der CDU-Spendenaffäre ruhen zu lassen |
| Wolfgang Schäuble          | Wolfgang Schäuble                                                                   | 7. November 1998                                            | 16. Februar 2000  | nein |
| Angela Merkel              | Angela Merkel Bundeskanzlerin 2005 bis 2021 Vorsitzende des Europäischen Rates 2007 | 10. April 2000                                              | 7. Dezember 2018  | nein |
| Annegret Kramp-Karrenbauer | Annegret Kramp-Karrenbauer Bundesministerin der Verteidigung 2019 bis 2021          | 7. Dezember 2018                                            | 22. Januar 2021   | nein |
| Armin Laschet              | Armin Laschet Ministerpräsident des Landes Nordrhein-Westfalen 2017 bis 2021        | 22. Januar 2021 (am 16. Januar 2021 digital gewählt)        | 31. Januar 2022   | nein |
|                            | Friedrich Merz Bundeskanzler seit 2025                                              | 31. Januar 2022 (am 22. Januar 2022 digital gewählt)        | amtierend         | |

### Generalsekretäre
| Name                       | Name                       | Beginn der Amtszeit | Ende der Amtszeit |
| -------------------------- | -------------------------- | ------------------- | ----------------- |
| Bruno Heck                 | Bruno Heck                 | 1967                | 1971              |
| Konrad Kraske              | Konrad Kraske              | 1971                | 1973              |
| Kurt Biedenkopf            | Kurt Biedenkopf            | 1973                | 1977              |
| Heiner Geißler             | Heiner Geißler             | 1977                | 1989              |
| Volker Rühe                | Volker Rühe                | 1989                | 1992              |
| Peter Hintze               | Peter Hintze               | 1992                | 1998              |
| Angela Merkel              | Angela Merkel              | 1998                | 2000              |
| Ruprecht Polenz            | Ruprecht Polenz            | 2000                | 2000              |
| Laurenz Meyer              | Laurenz Meyer              | 2000                | 2004              |
| Volker Kauder              | Volker Kauder              | 2005                | 2005              |
| Ronald Pofalla             | Ronald Pofalla             | 2005                | 2009              |
| Hermann Gröhe              | Hermann Gröhe              | 2009                | 2013              |
| Peter Tauber               | Peter Tauber               | 2013                | 2018              |
| Annegret Kramp-Karrenbauer | Annegret Kramp-Karrenbauer | Februar 2018        | Dezember 2018     |
| Paul Ziemiak               | Paul Ziemiak               | 2018                | 2022              |
|                            | Mario Czaja                | 2022                | 2023              |
|                            | Carsten Linnemann          | 2023                | amtierend         |

### Vorsitzende derCDU/CSU-Bundestagsfraktion
| Name                  | Name                  | Beginn der Amtszeit | Ende der Amtszeit     |
| --------------------- | --------------------- | ------------------- | --------------------- |
| Konrad Adenauer       | Konrad Adenauer       | 1. September 1949   | 20. September 1949    |
| Heinrich von Brentano | Heinrich von Brentano | 30. September 1949  | 7. Juni 1955          |
| Heinrich Krone        | Heinrich Krone        | 15. Juni 1955       | 24. November 1961     |
| Heinrich von Brentano | Heinrich von Brentano | 24. November 1961   | 14. November 1964 (†) |
| Rainer Barzel         | Rainer Barzel         | 1. Dezember 1964    | 9. Mai 1973           |
| Karl Carstens         | Karl Carstens         | 17. Mai 1973        | 1. Dezember 1976      |
| Helmut Kohl           | Helmut Kohl           | 13. Dezember 1976   | 4. Oktober 1982       |
| Alfred Dregger        | Alfred Dregger        | 4. Oktober 1982     | 25. November 1991     |
| Wolfgang Schäuble     | Wolfgang Schäuble     | 25. November 1991   | 29. Februar 2000      |
| Friedrich Merz        | Friedrich Merz        | 29. Februar 2000    | 24. September 2002    |
| Angela Merkel         | Angela Merkel         | 24. September 2002  | 21. November 2005     |
| Volker Kauder         | Volker Kauder         | 21. November 2005   | 25. September 2018    |
| Ralph Brinkhaus       | Ralph Brinkhaus       | 25. September 2018  | 15. Februar 2022      |
| Friedrich Merz        | Friedrich Merz        | 15. Februar 2022    | 5. Mai 2025           |
| Jens Spahn            | Jens Spahn            | 5. Mai 2025         | amtierend             |

### Bundespräsidenten
Die nachfolgenden CDU-Politiker wurden zu Bundespräsidenten der Bundesrepublik Deutschland gewählt. Während der Präsidentschaft ruht traditionell die Parteimitgliedschaft.

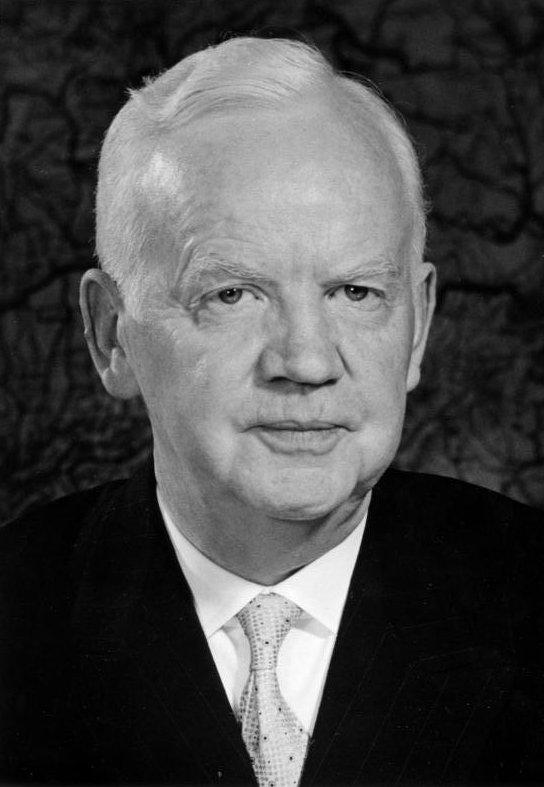
Heinrich Lübke 13. September 1959 bis 30. Juni 1969
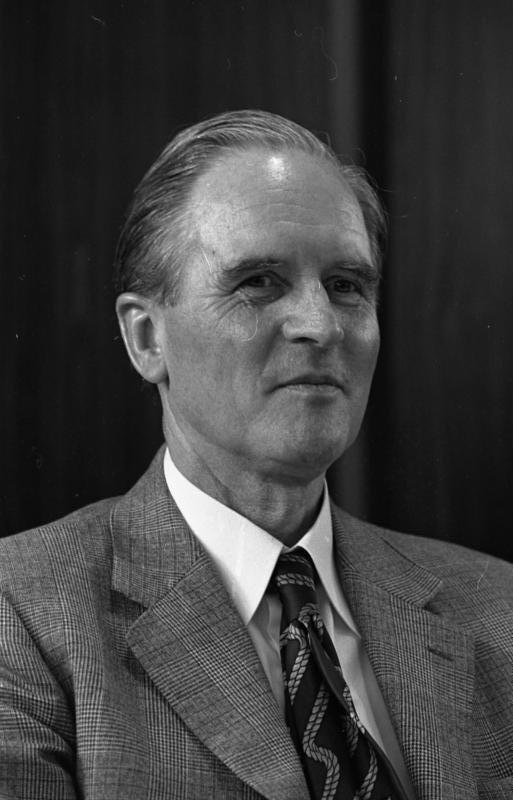
Karl Carstens 1. Juli 1979 bis 30. Juni 1984
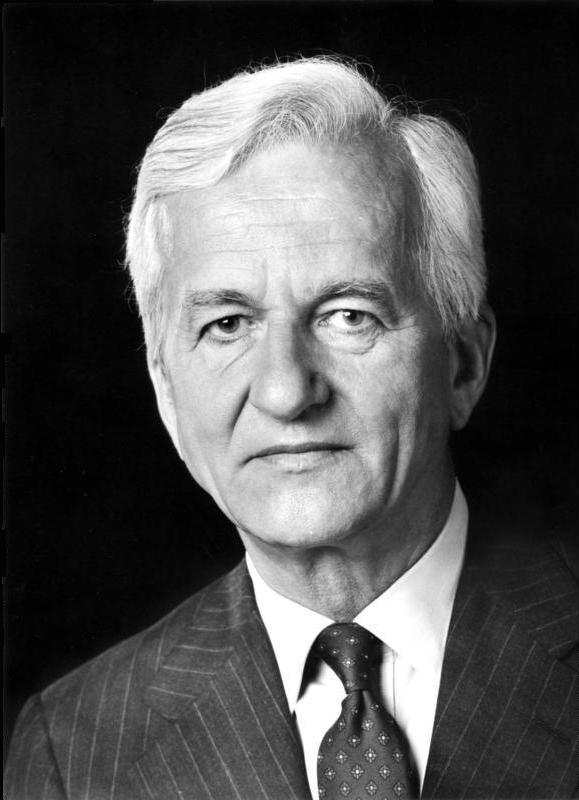
Richard von Weizsäcker 1. Juli 1984 bis 30. Juni 1994
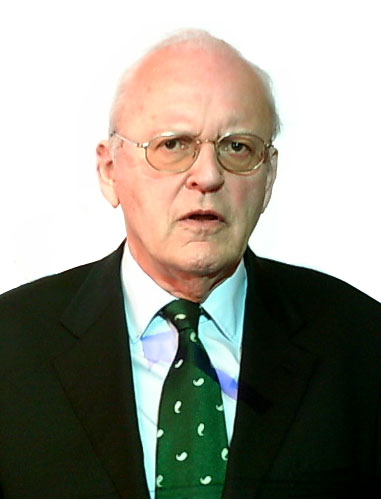
Roman Herzog 1. Juli 1994 bis 30. Juni 1999
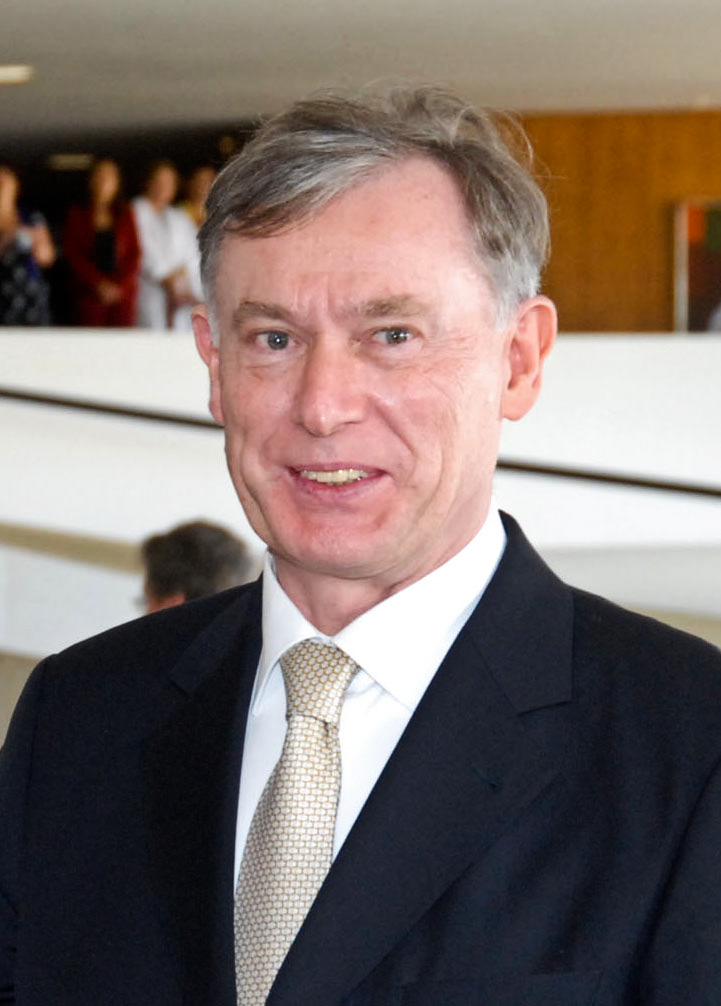
Horst Köhler 1. Juli 2004 bis 31. Mai 2010
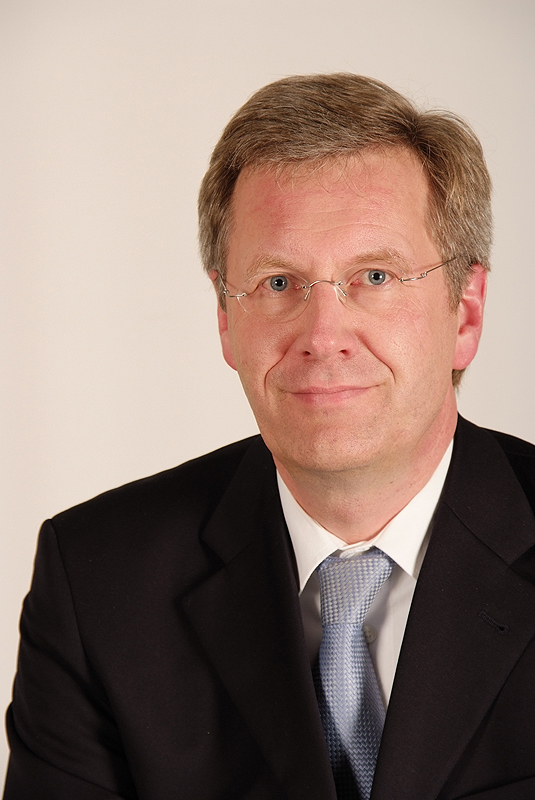
Christian Wulff 30. Juni 2010 bis 17. Februar 2012

### Bundeskanzler
Die nachfolgenden CDU-Politiker amtierten als Bundeskanzler der Bundesrepublik Deutschland.

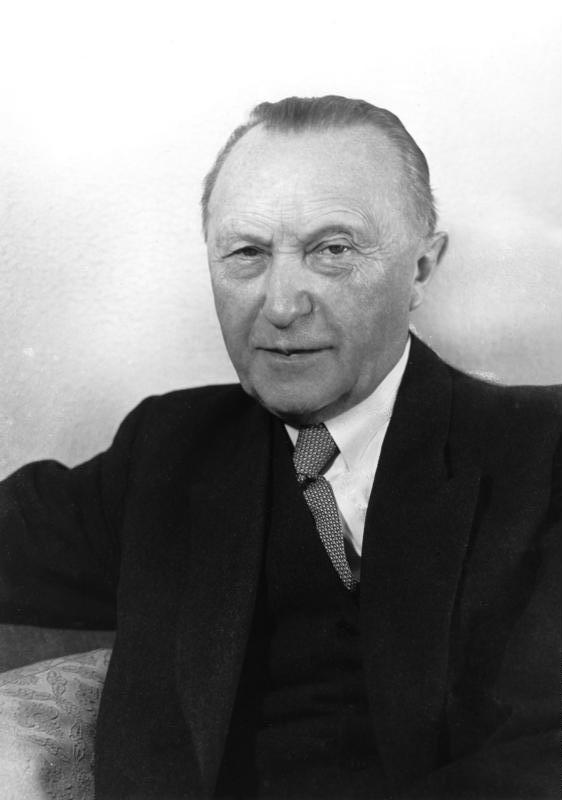
Konrad Adenauer 15. September 1949 bis 16. Oktober 1963
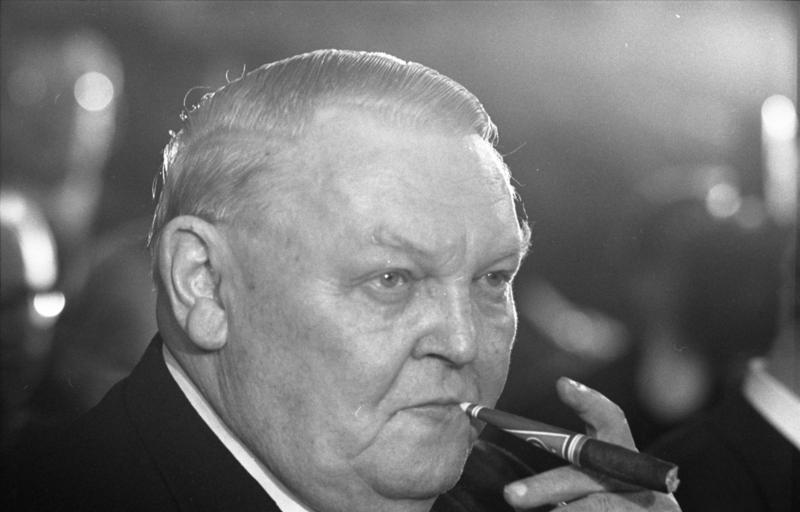
Ludwig Erhard 16. Oktober 1963 bis 1. Dezember 1966
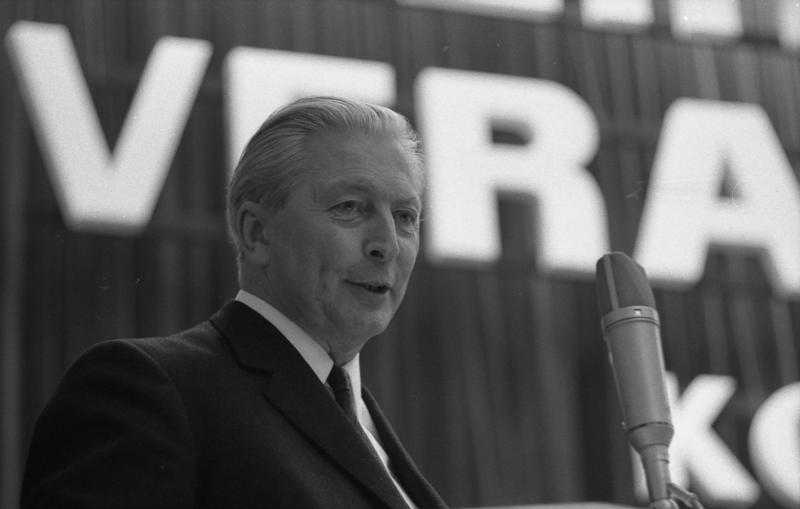
Kurt Georg Kiesinger 1. Dezember 1966 bis 21. Oktober 1969
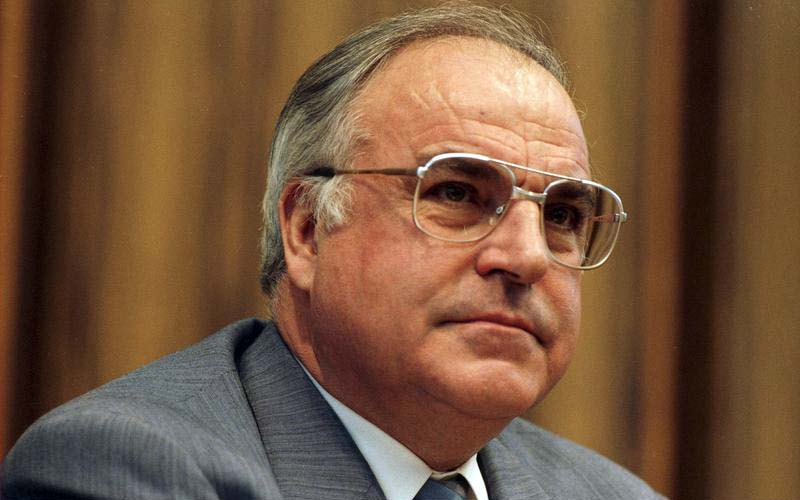
Helmut Kohl 1. Oktober 1982 bis 27. Oktober 1998
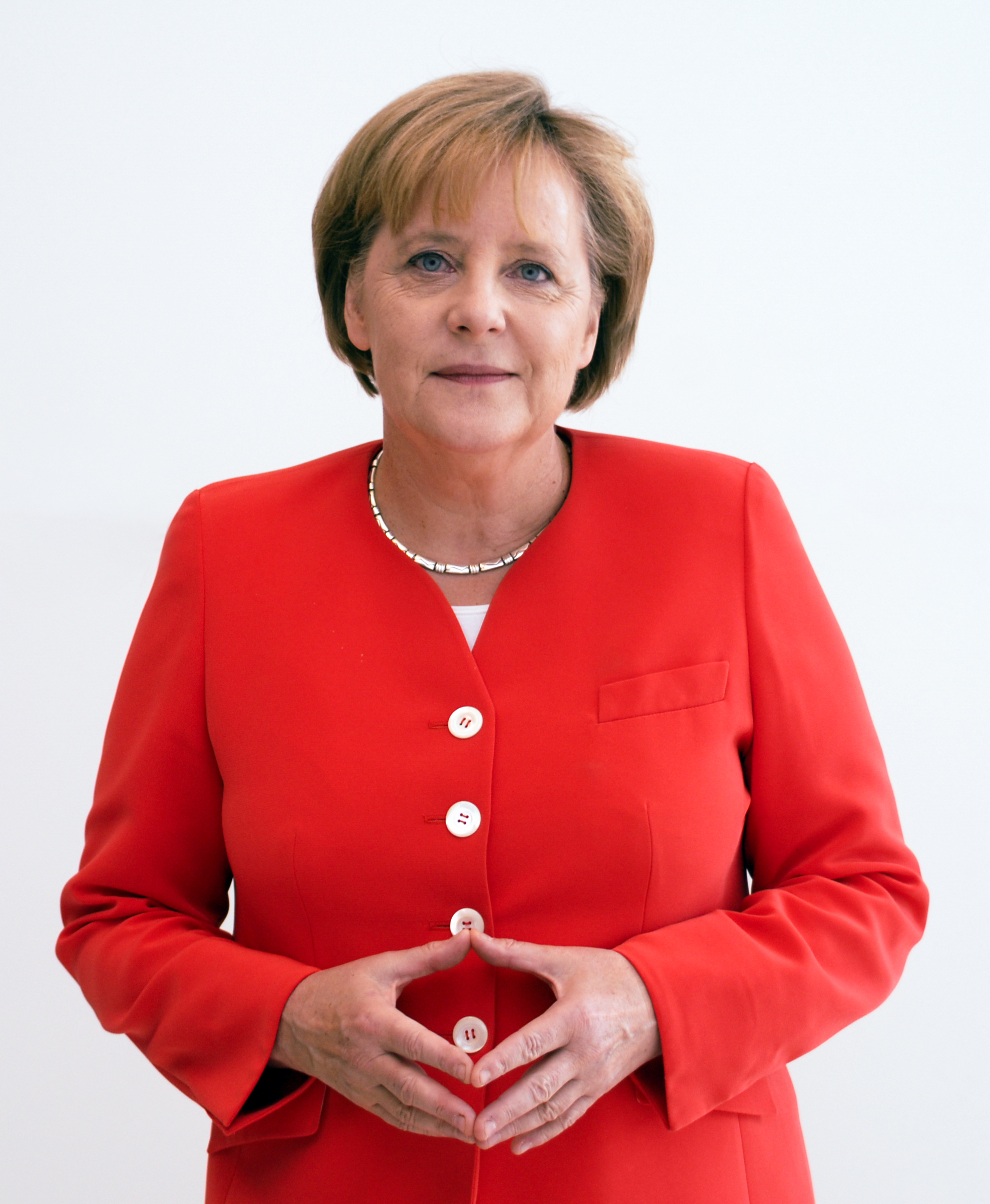
Angela Merkel 22. November 2005 bis 8. Dezember 2021
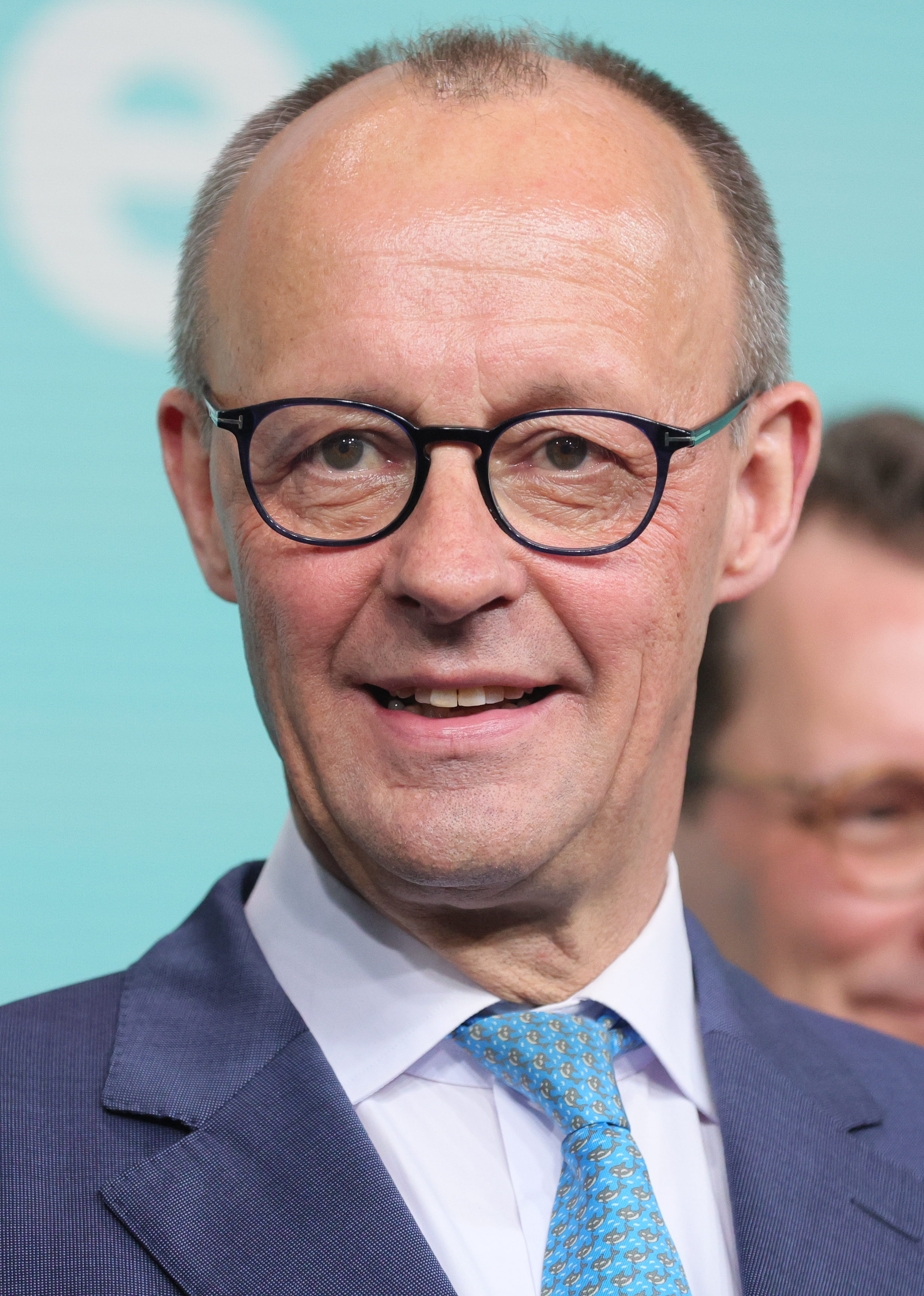
Friedrich Merz seit 6. Mai 2025

### Präsidenten des Deutschen Bundestages
Die nachfolgenden CDU-Politiker wurden von den Mitgliedern des Deutschen Bundestages zu Präsidenten des Deutschen Bundestages gewählt.

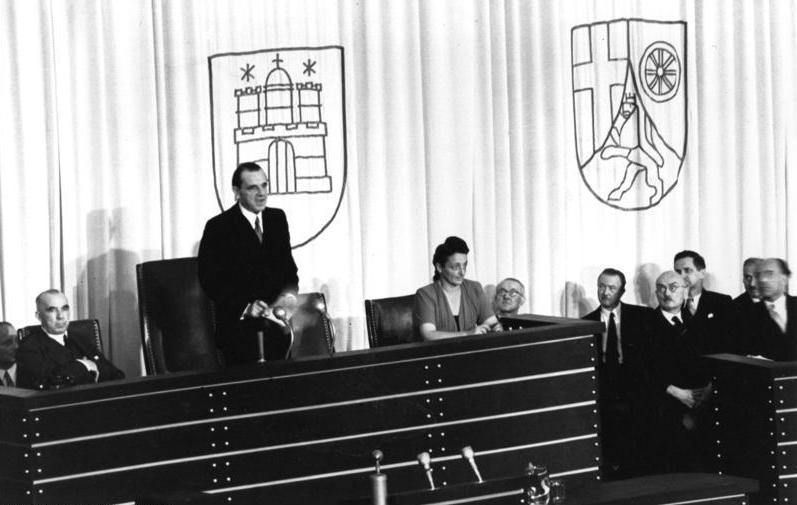
Erich Köhler 7. September 1949 bis 18. Oktober 1950
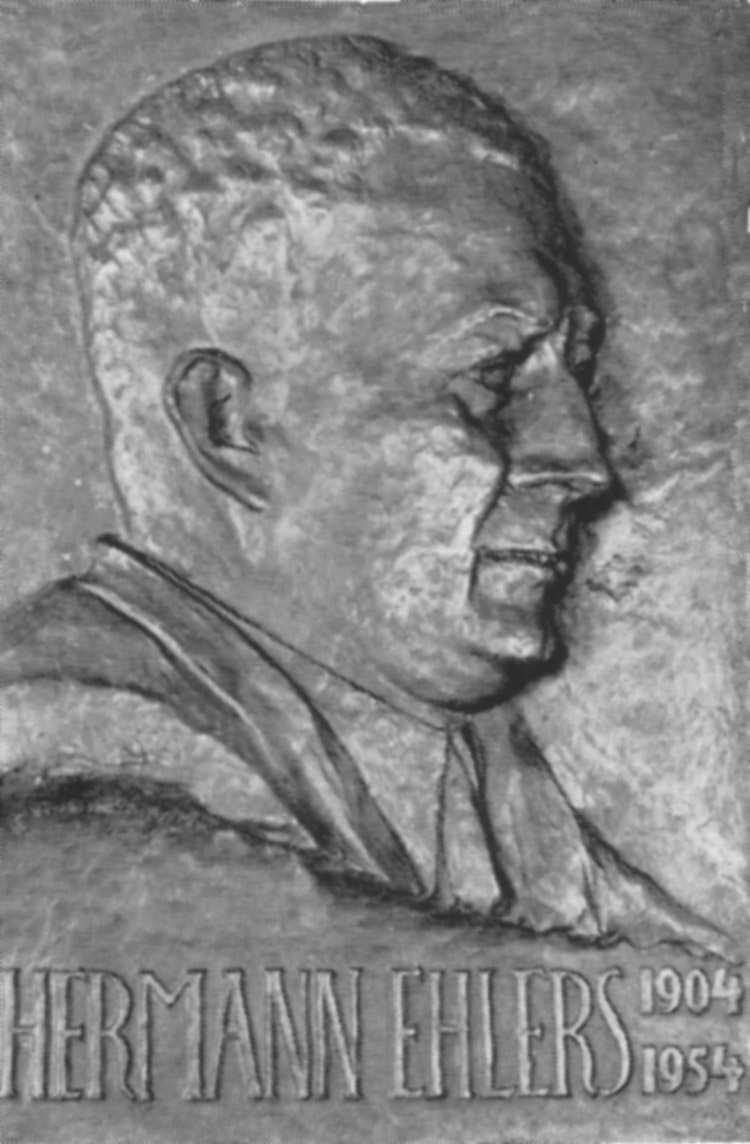
Hermann Ehlers 19. Oktober 1950 bis 29. Oktober 1954 (†)
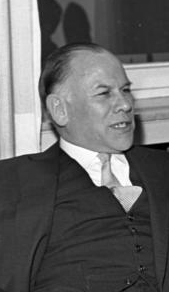
Eugen Gerstenmaier 16. November 1954 bis 31. Januar 1969
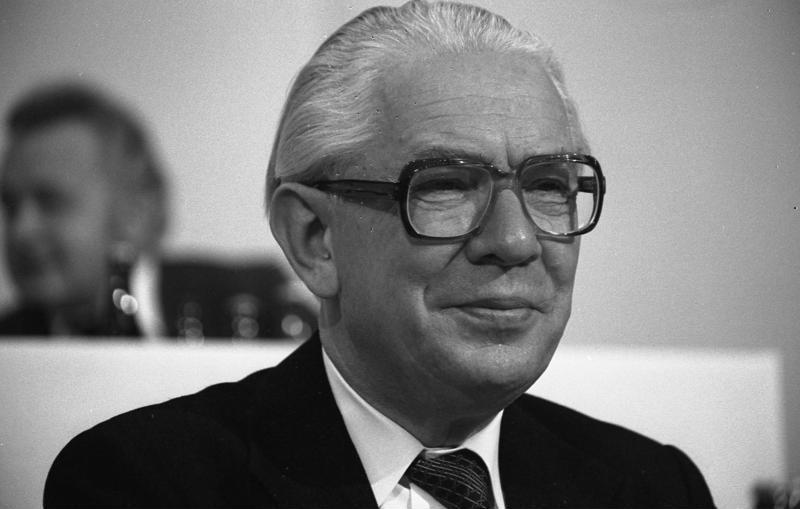
Kai-Uwe von Hassel 5. Februar 1969 bis 13. Dezember 1972
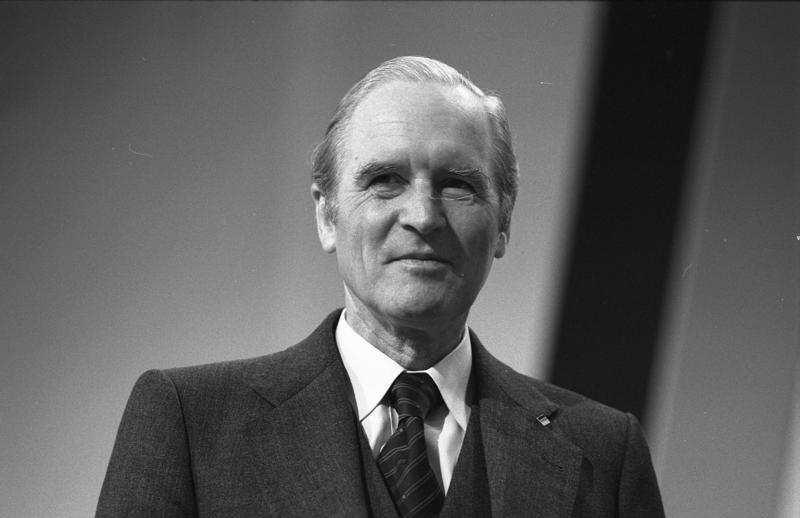
Karl Carstens 14. Dezember 1976 bis 31. Mai 1979
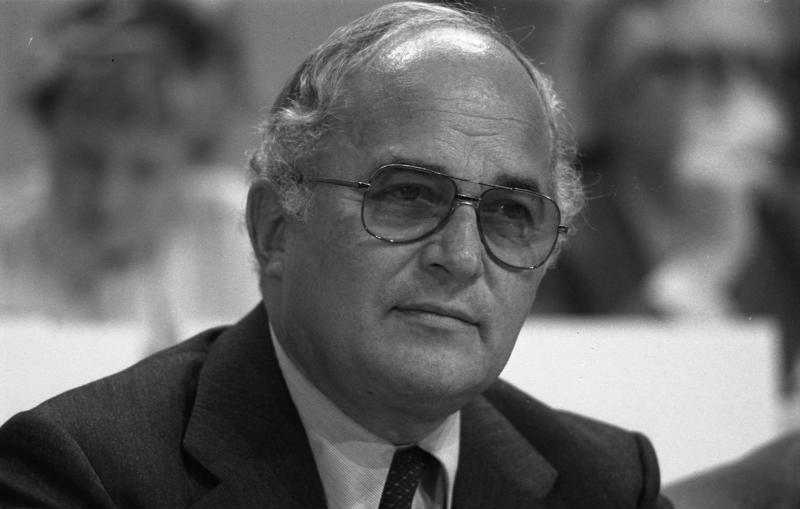
Rainer Barzel 29. März 1983 bis 25. Oktober 1984
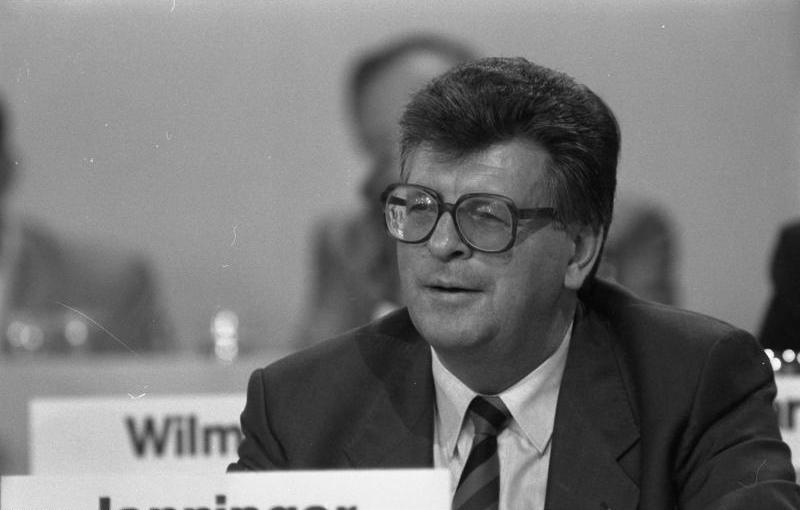
Philipp Jenninger 5. November 1984 bis 11. November 1988
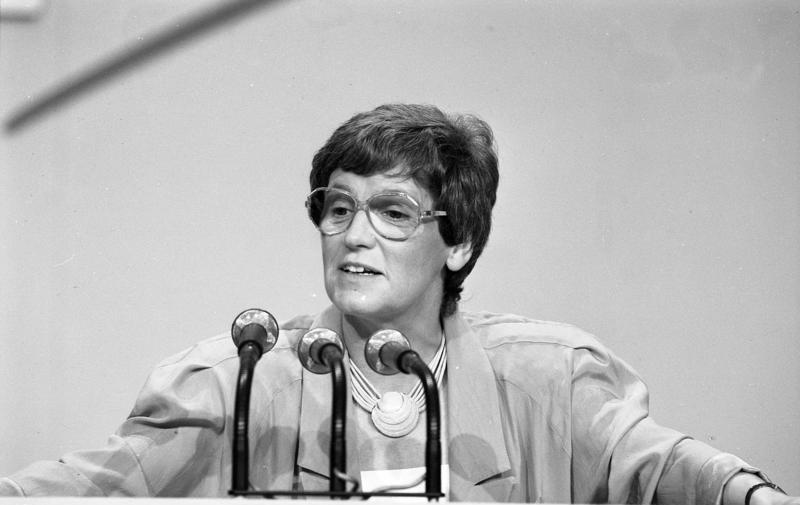
Rita Süssmuth 25. November 1988 bis 26. Oktober 1998
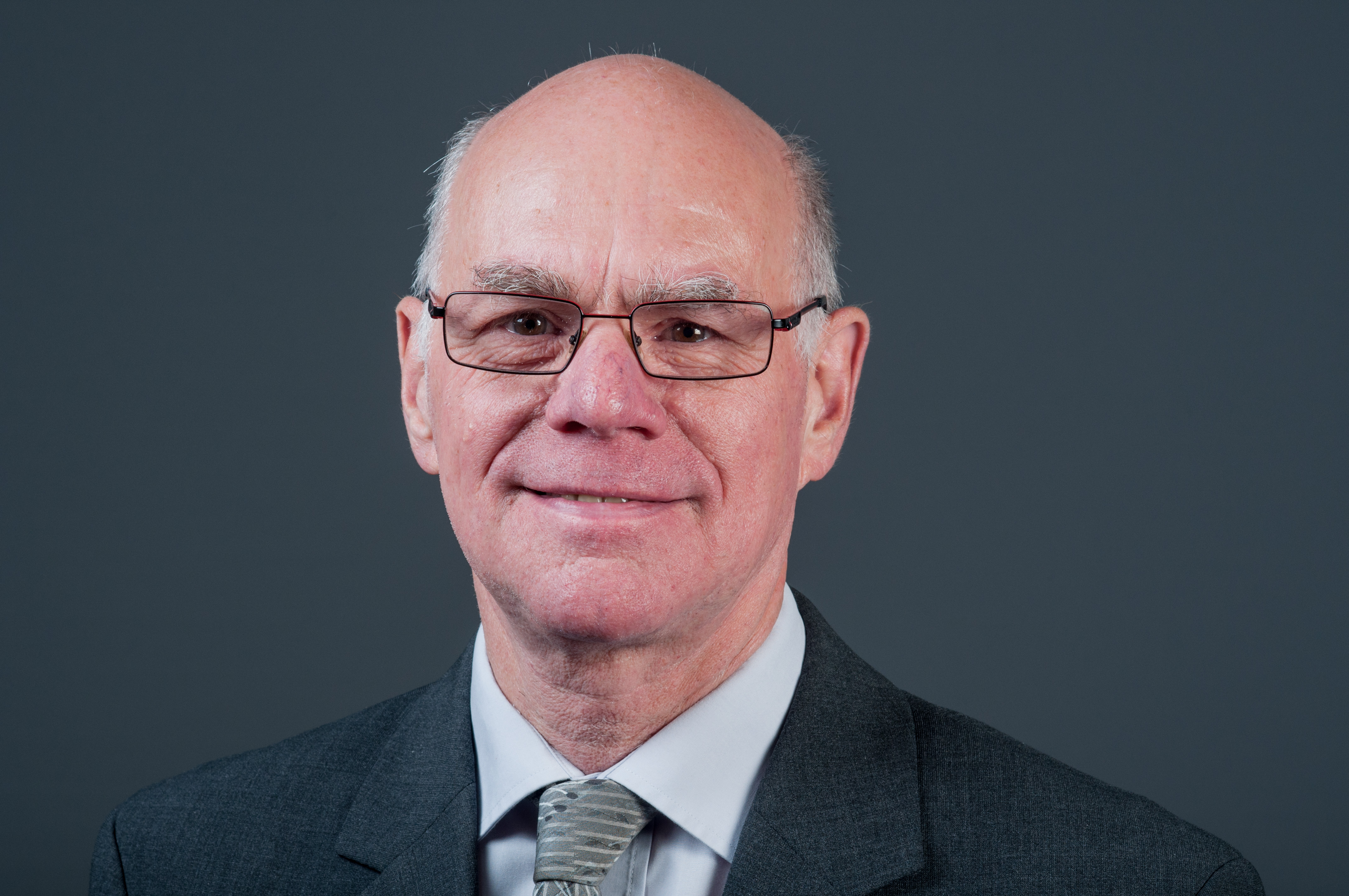
Norbert Lammert 18. Oktober 2005 bis 24. Oktober 2017
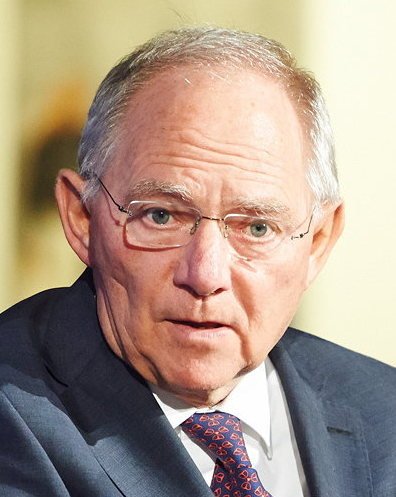
Wolfgang Schäuble 24. Oktober 2017 bis 26. Oktober 2021
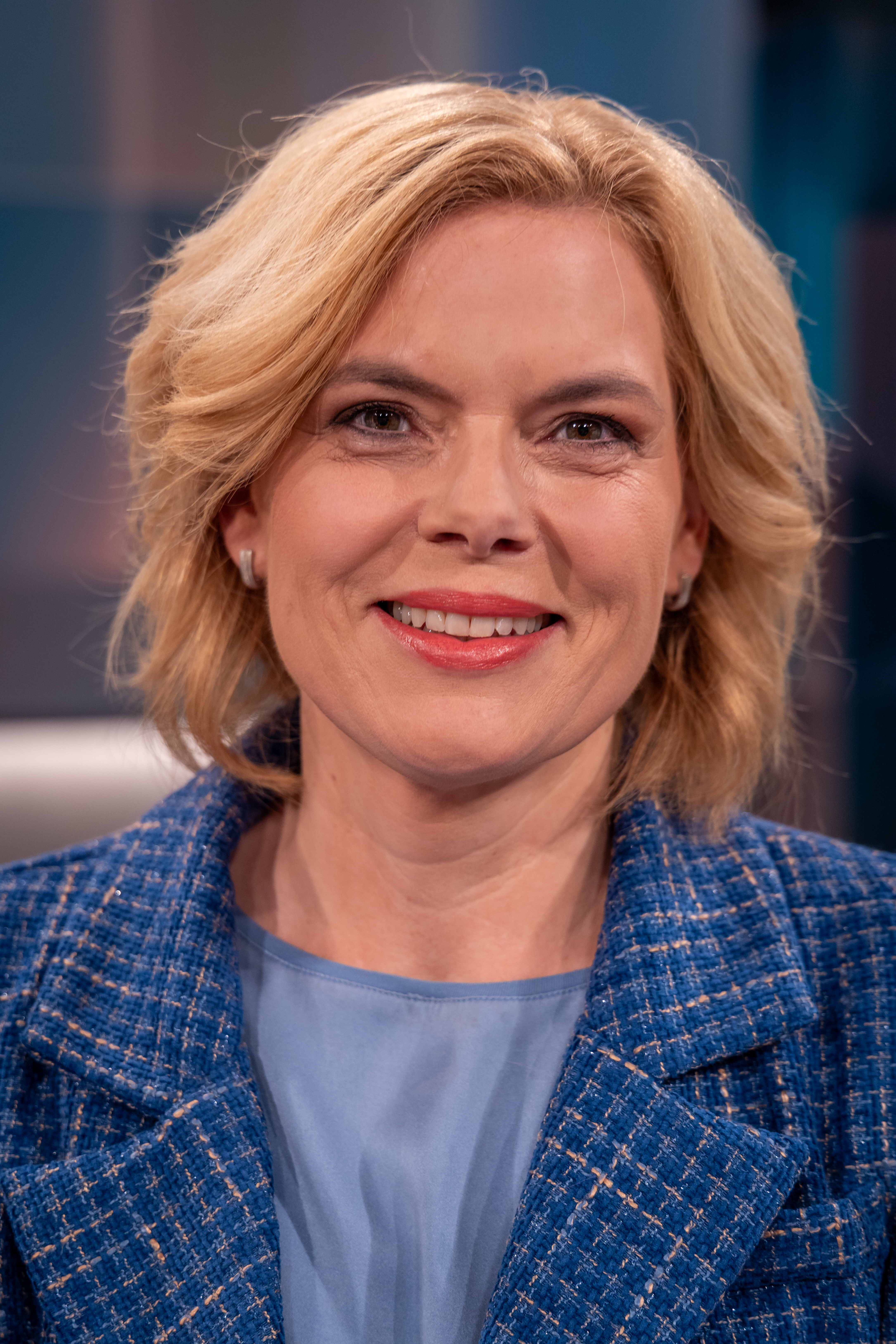
Julia Klöckner seit 25. März 2025

### Präsidenten des Bundesverfassungsgerichts
Die nachfolgenden CDU-Politiker amtierten als Präsidenten des Bundesverfassungsgerichts.

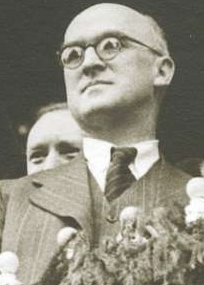
Gebhard Müller 8. Januar 1959 bis 8. Dezember 1971
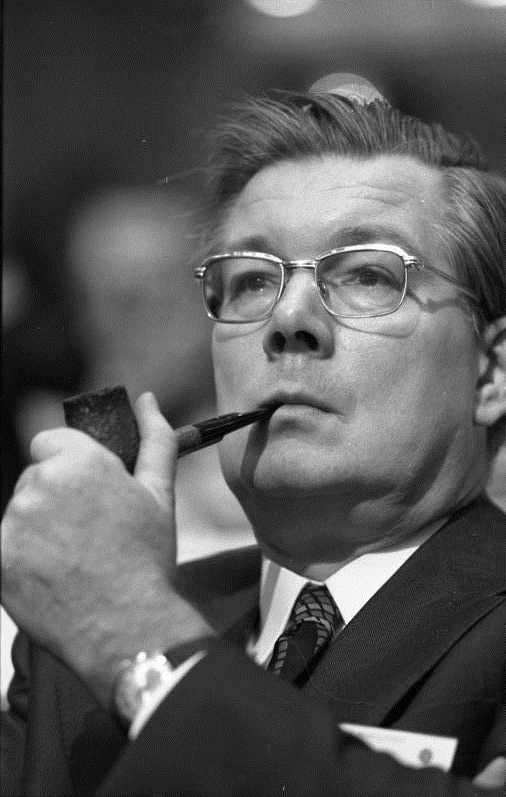
Ernst Benda 8. Dezember 1971 bis 20. Dezember 1983
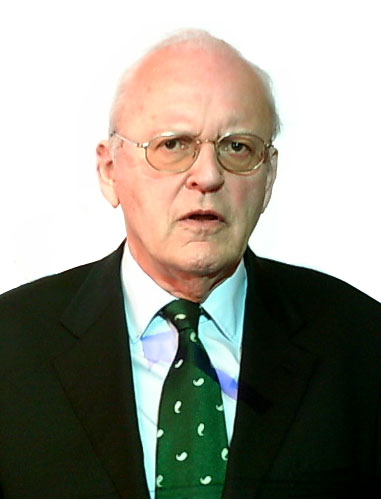
Roman Herzog 16. November 1987 bis 30. Juni 1994
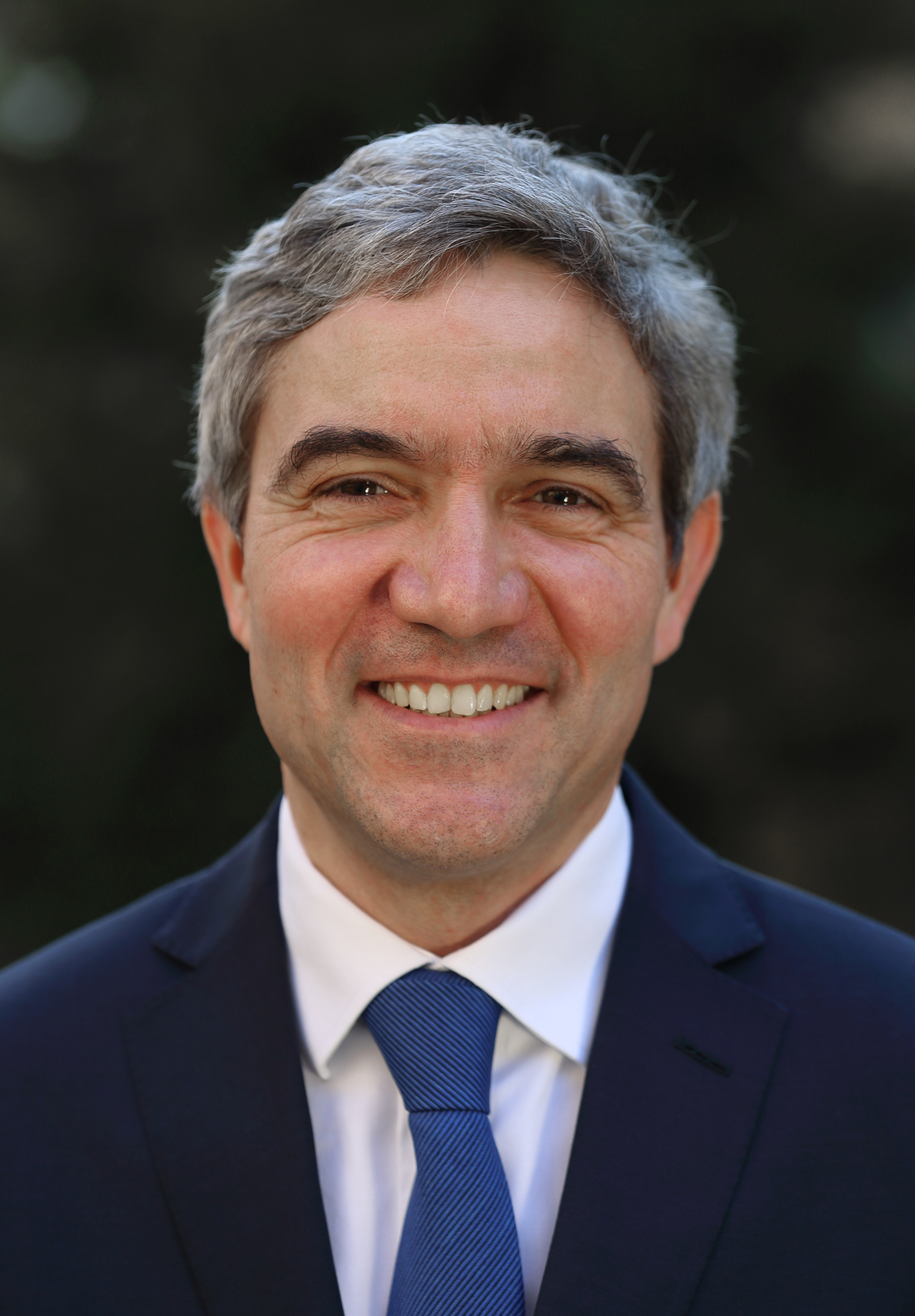
Stephan Harbarth seit 22. Juni 2020

### Präsidenten von EU-Organen und EU-Kommissare
Die nachfolgenden CDU-Politiker wurden von den Mitgliedern des Europäischen Parlaments zu Präsidenten des Europäischen Parlaments gewählt.

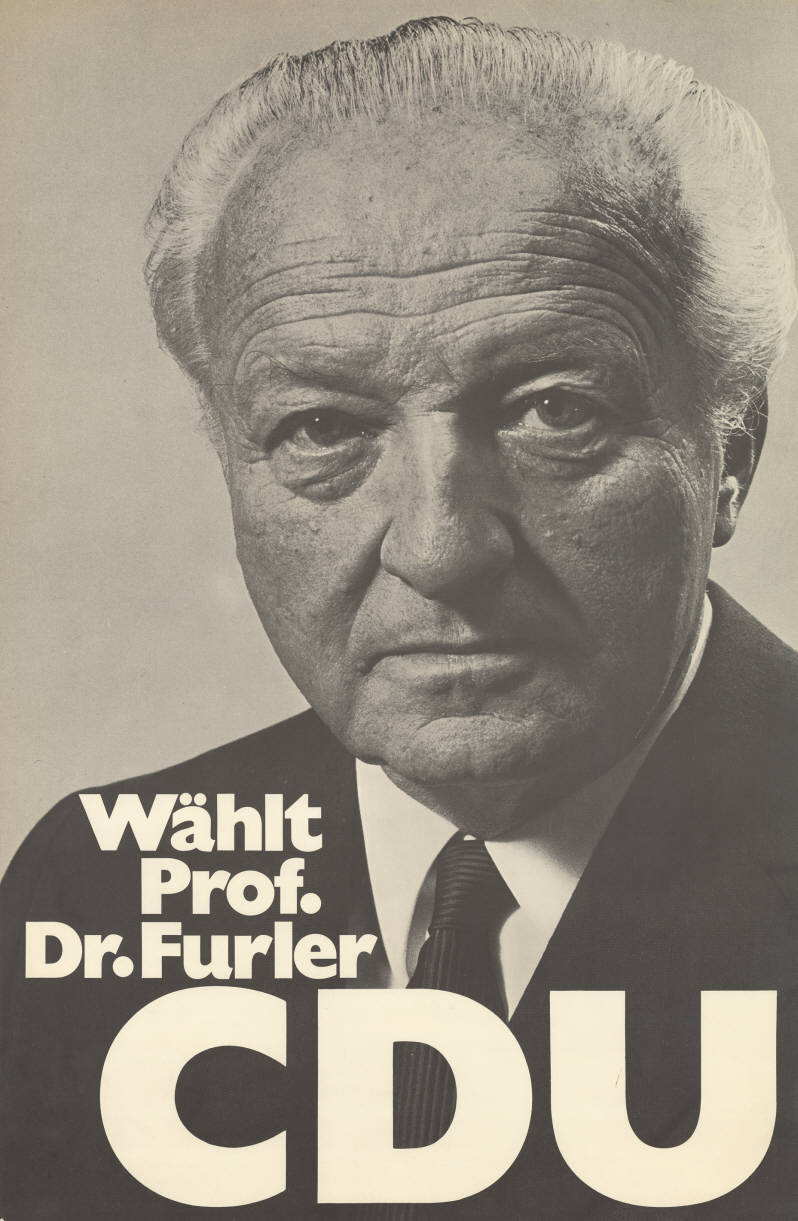
Hans Furler 28. März 1960 bis 27. März 1962
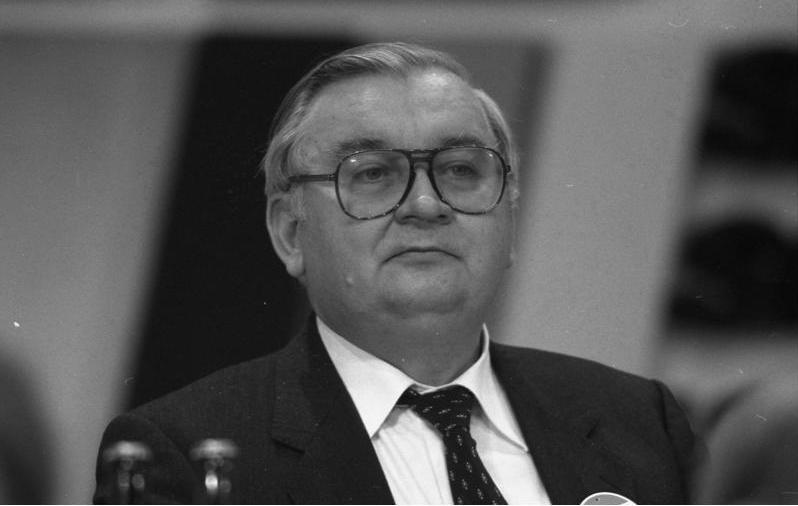
Egon Klepsch 14. Januar 1992 bis 19. Juli 1994
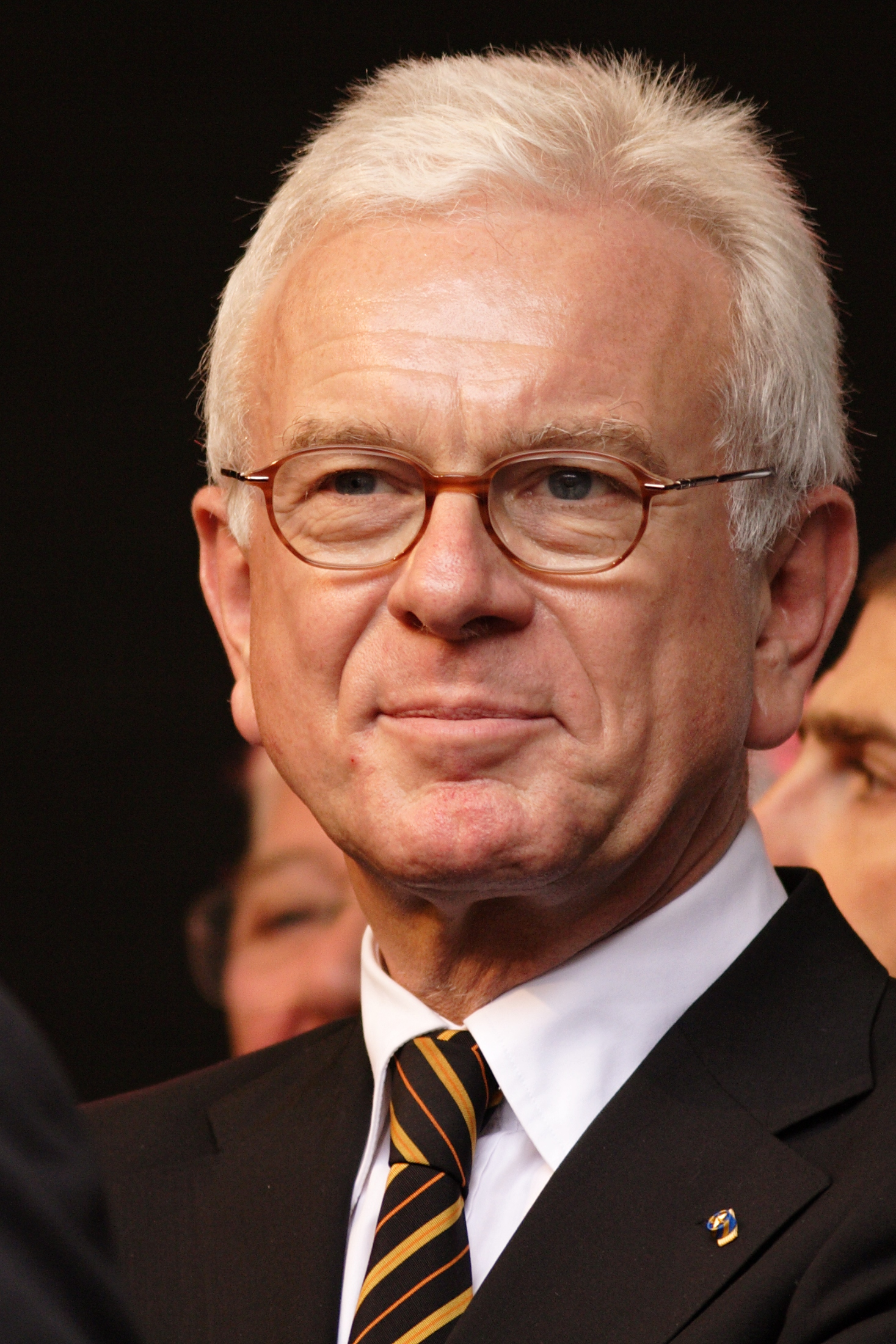
Hans-Gert Pöttering 16. Januar 2007 bis 14. Juli 2009

Die nachfolgenden CDU-Politiker amtierten als Mitglieder der Europäischen Kommission oder deren Präsident.

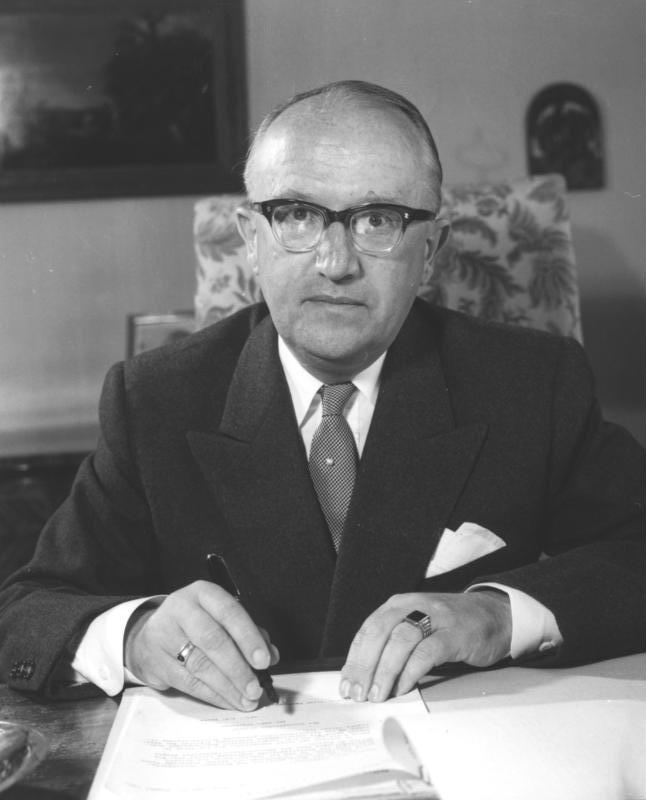
Walter Hallstein 1958 bis 1967 Präsident der EWG-Kommission
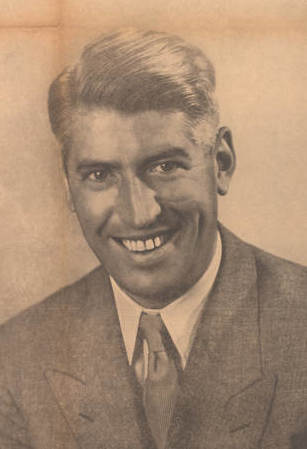
Fritz Hellwig 1967 bis 1970 Vizepräsident der Europäischen Kommission (EG)
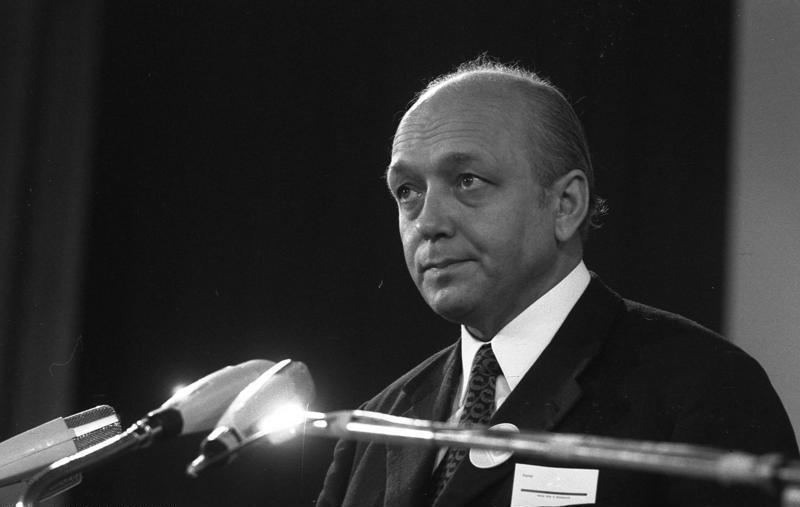
Karl-Heinz Narjes 1981 bis 1989 Vizepräsident der Europäischen Kommission (EG) (nur 1984 bis 1989)
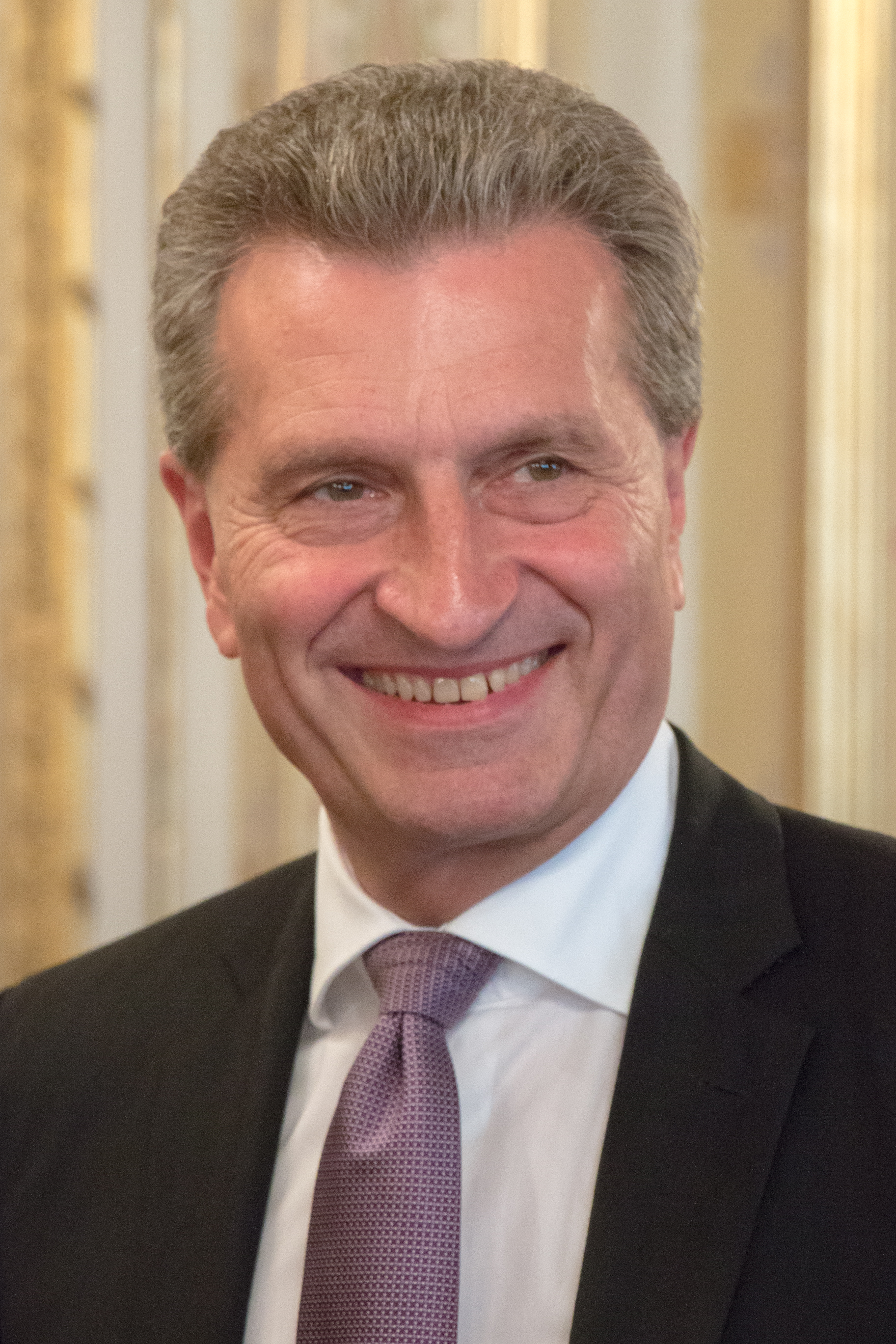
Günther Oettinger 2010 bis 2019 Vizepräsident der Europäischen Kommission (EU) (nur 2014)
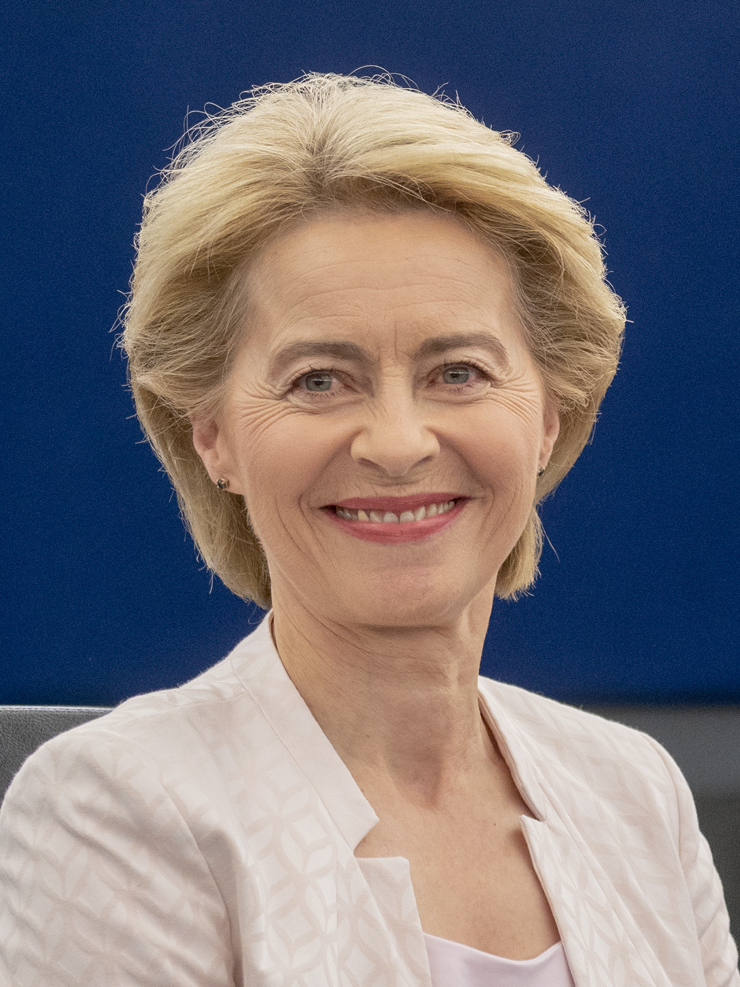
Ursula von der Leyen seit 2019 Präsidentin der Europäischen Kommission (EU)

Dem Europäischen Rechnungshof als Organ der Europäischen Union saßen bislang zwei CDU-Politiker als Präsidenten vor.

Bernhard Friedmann 1996 bis 1999
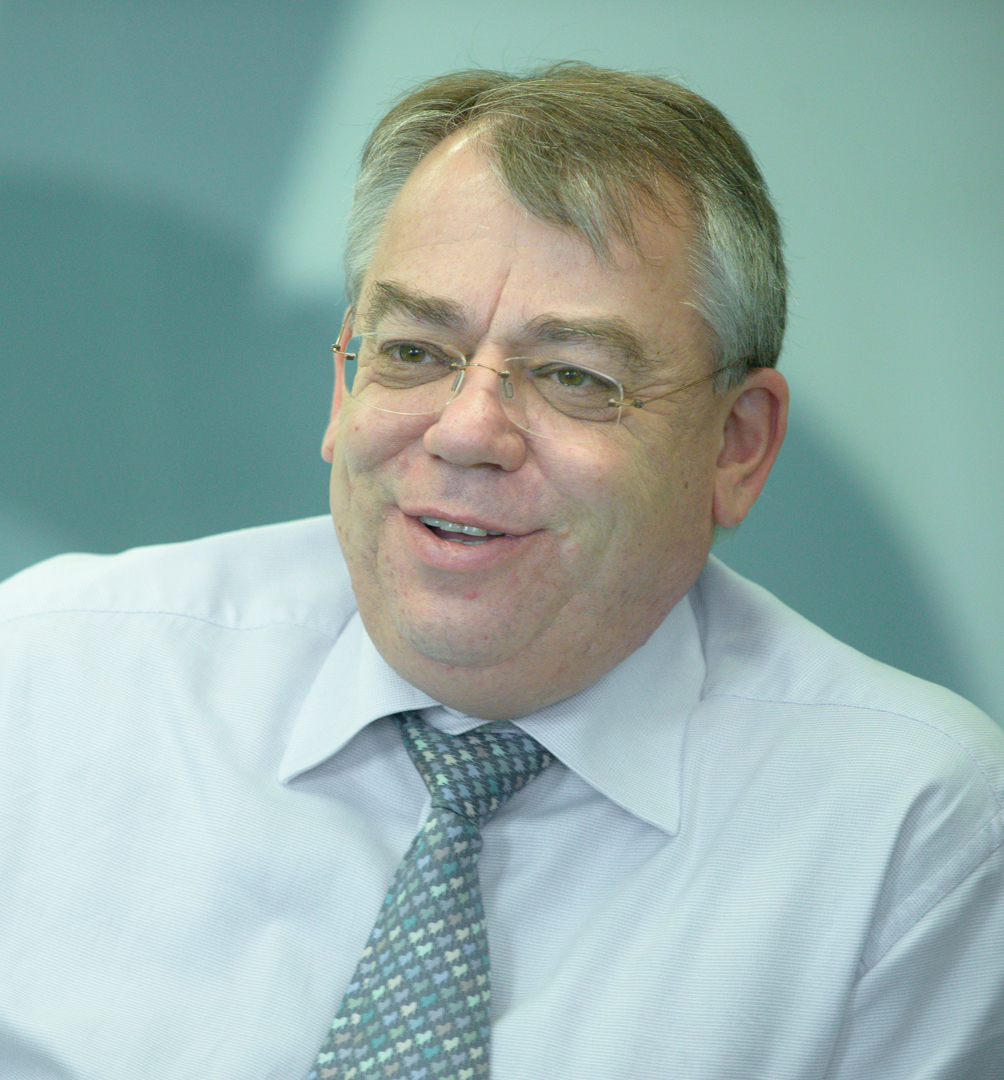
Klaus-Heiner Lehne seit 2016

### NATO-Generalsekretäre
Die nachfolgenden CDU-Politiker amtierten als NATO-Generalsekretär.

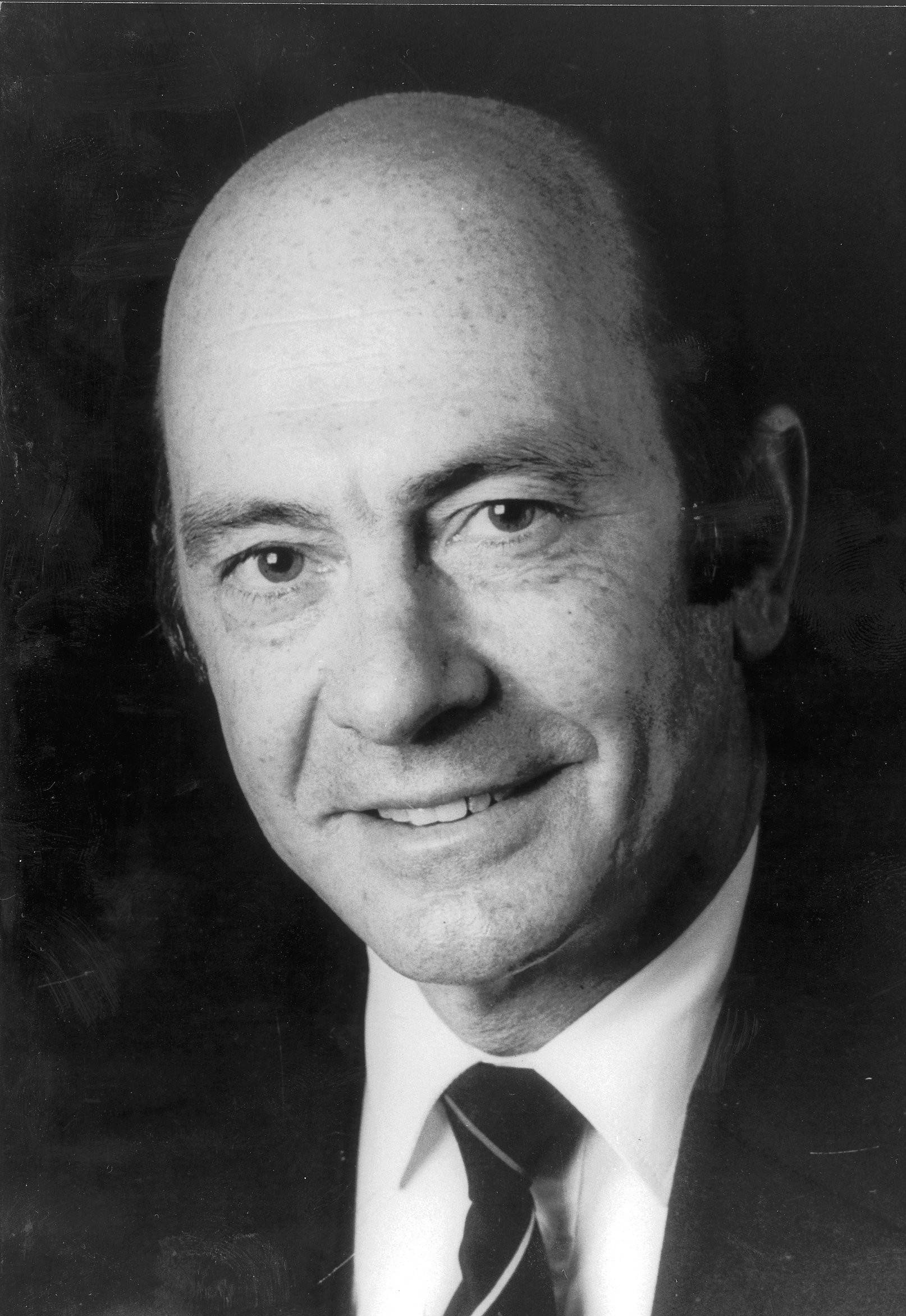
Manfred Wörner 1988 bis 1994

### Landesebene: Ministerpräsidenten

#### Baden-WürttembergBaden-Württemberg

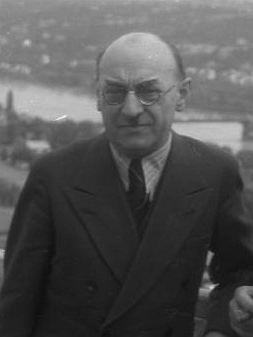
Leo Wohleb Baden (3. Dezember 1946 bis 25. April 1952)
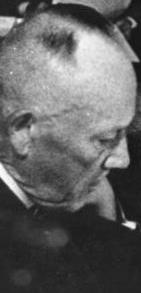
Lorenz Bock Württemberg - Hohenzollern (8. Juli 1947 bis 3. August 1948)
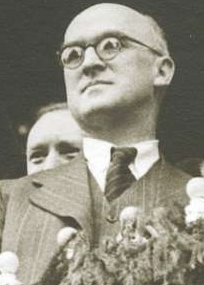
Gebhard Müller Württemberg - Hohenzollern (13. August 1948 bis 25. April 1952) Baden - Württemberg (7. Oktober 1953 bis 17. Dezember 1958)
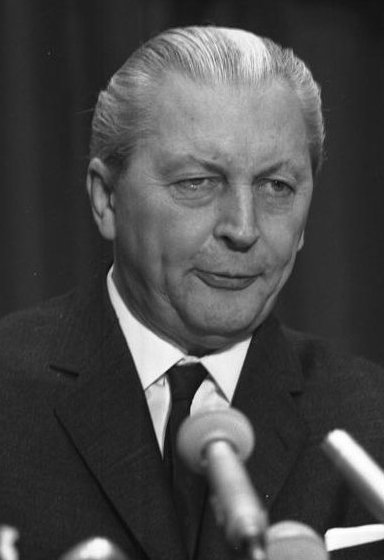
Kurt Georg Kiesinger (17. Dezember 1958 bis 1. Dezember 1966)
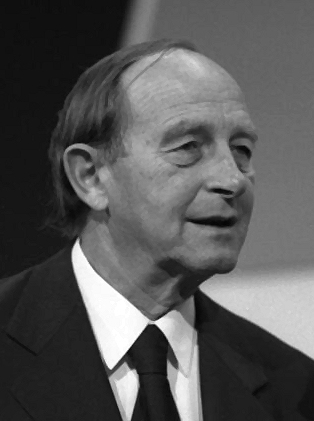
Hans Filbinger (16. Dezember 1966 bis 30. August 1978)
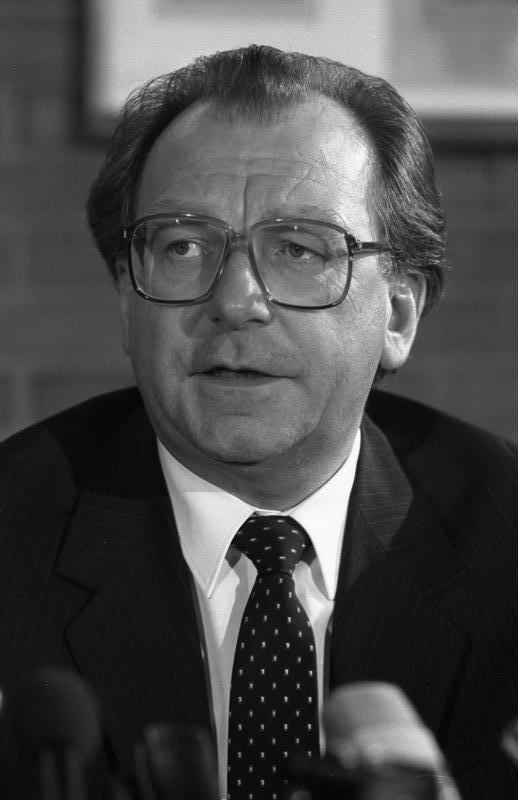
Lothar Späth (30. August 1978 bis 19. Januar 1991)
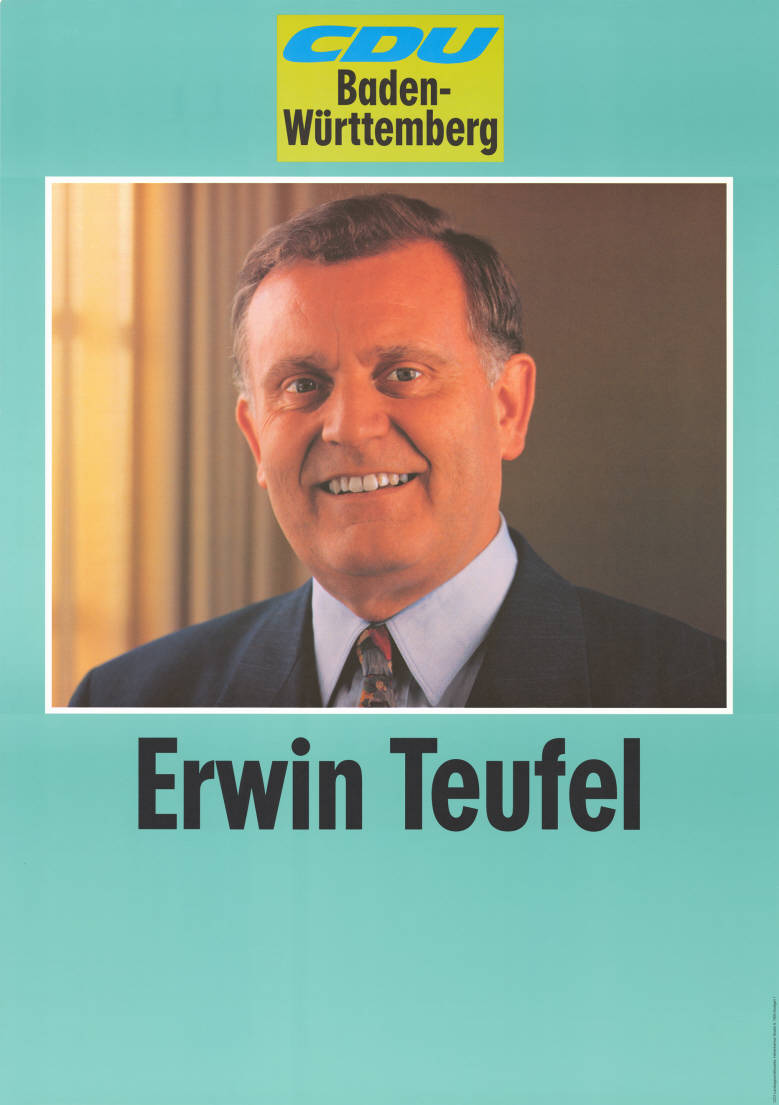
Erwin Teufel (22. Januar 1991 bis 29. April 2005)
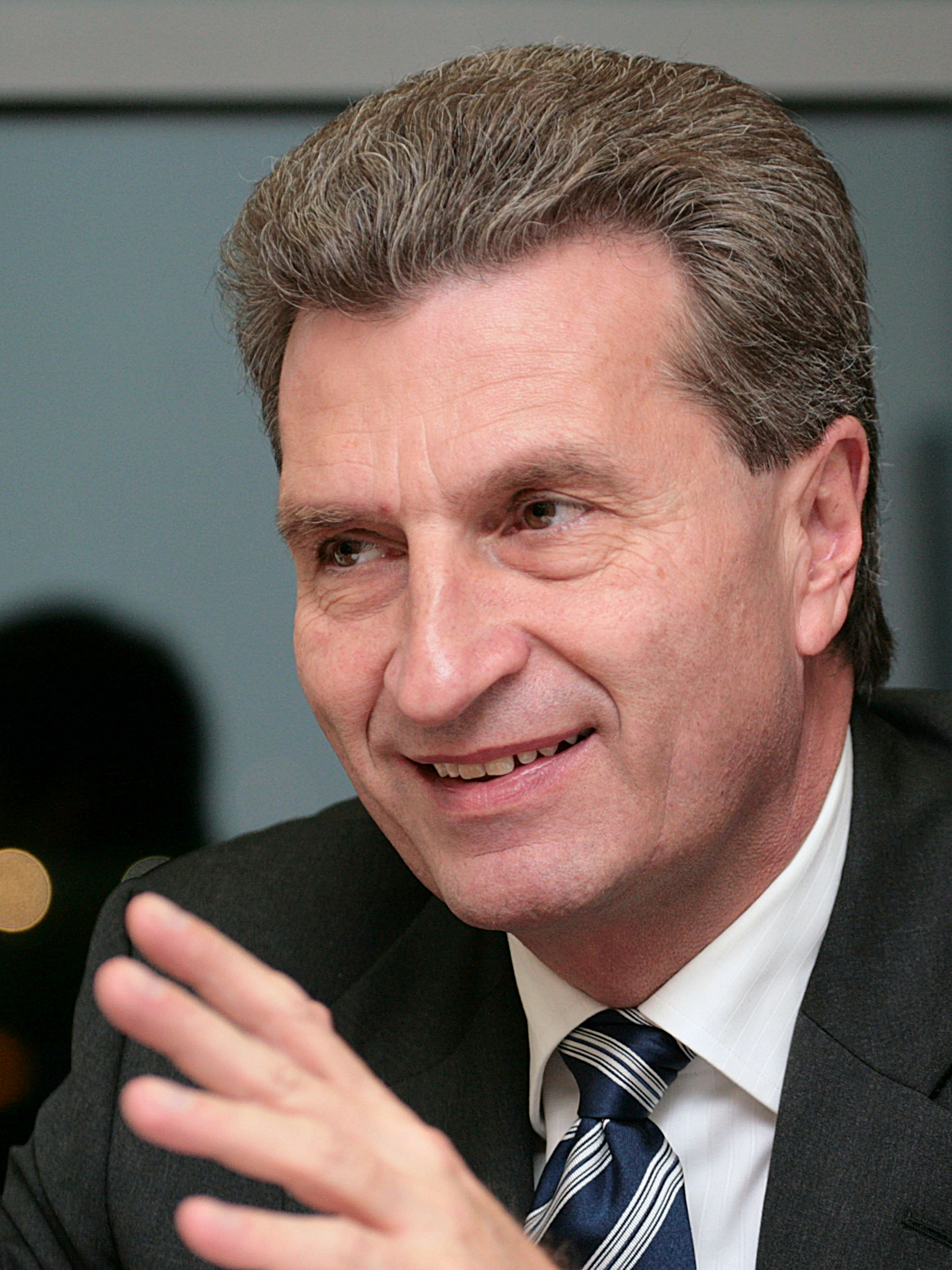
Günther Oettinger (29. April 2005 bis 9. Februar 2010)
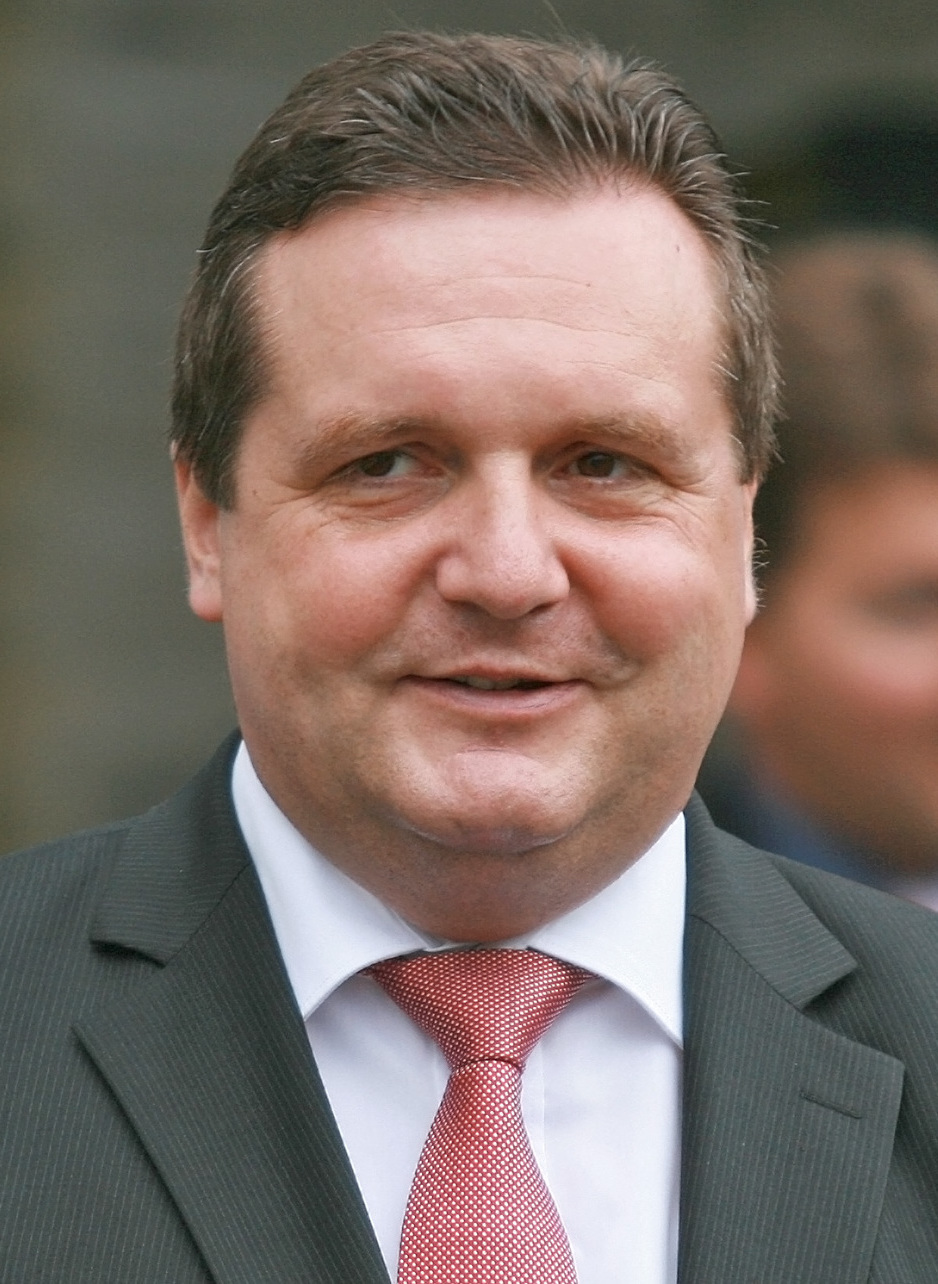
Stefan Mappus (10. Februar 2010 bis 12. Mai 2011)

#### BerlinBerlin
Hinweis: Bis 1951 mit dem Titel Oberbürgermeister. Die Stellung als eigenes Land besteht unumstritten erst seit 1990, ab 1949 war West-Berlin de facto ein Land der Bundesrepublik Deutschland (siehe auch Berlin-Frage).

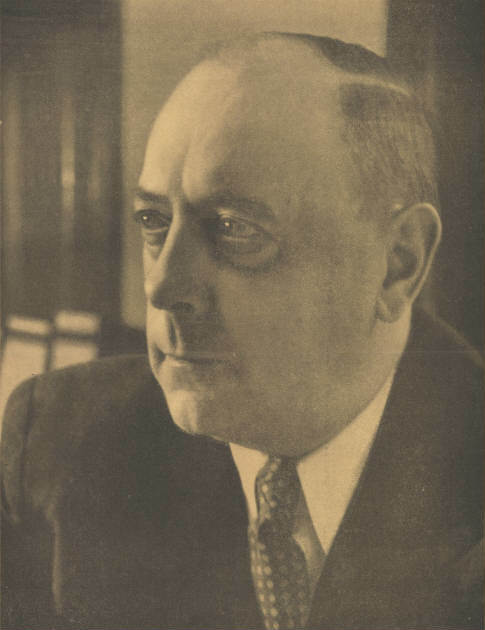
Walther Schreiber (22. Oktober 1953 bis 11. Januar 1955)
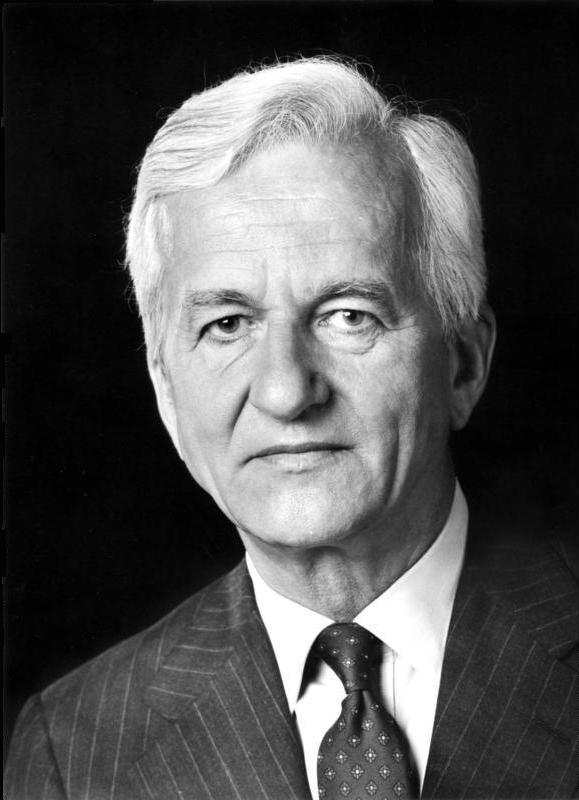
Richard von Weizsäcker (11. Juni 1981 bis 9. Februar 1984)
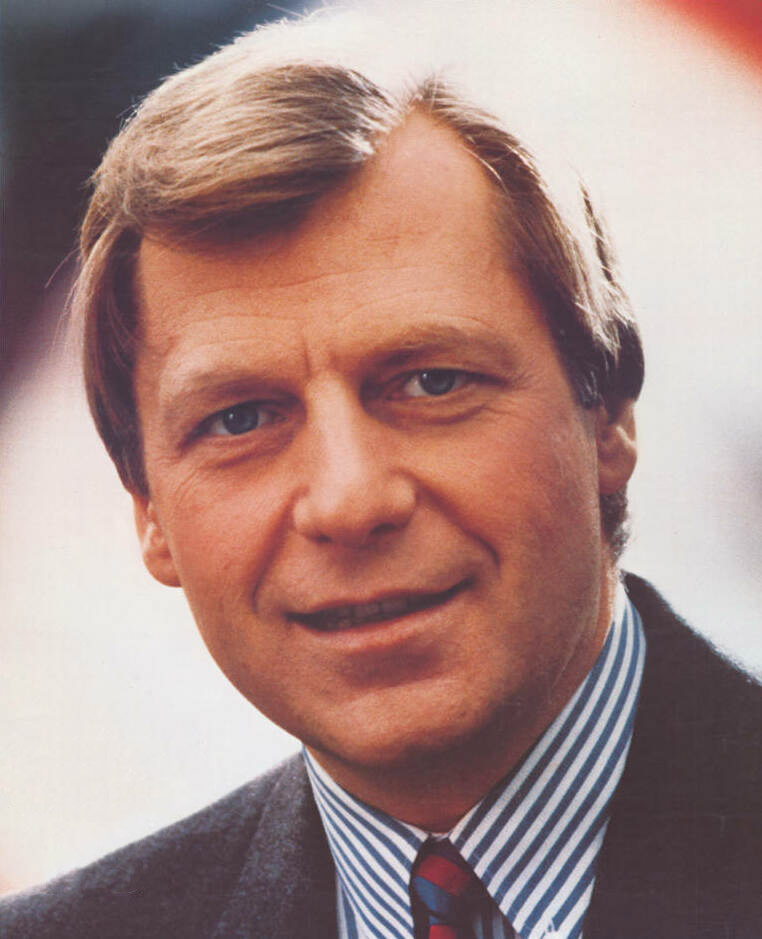
Eberhard Diepgen (9. Februar 1984 bis 16. März 1989 24. Januar 1991 bis 16. Juni 2001)
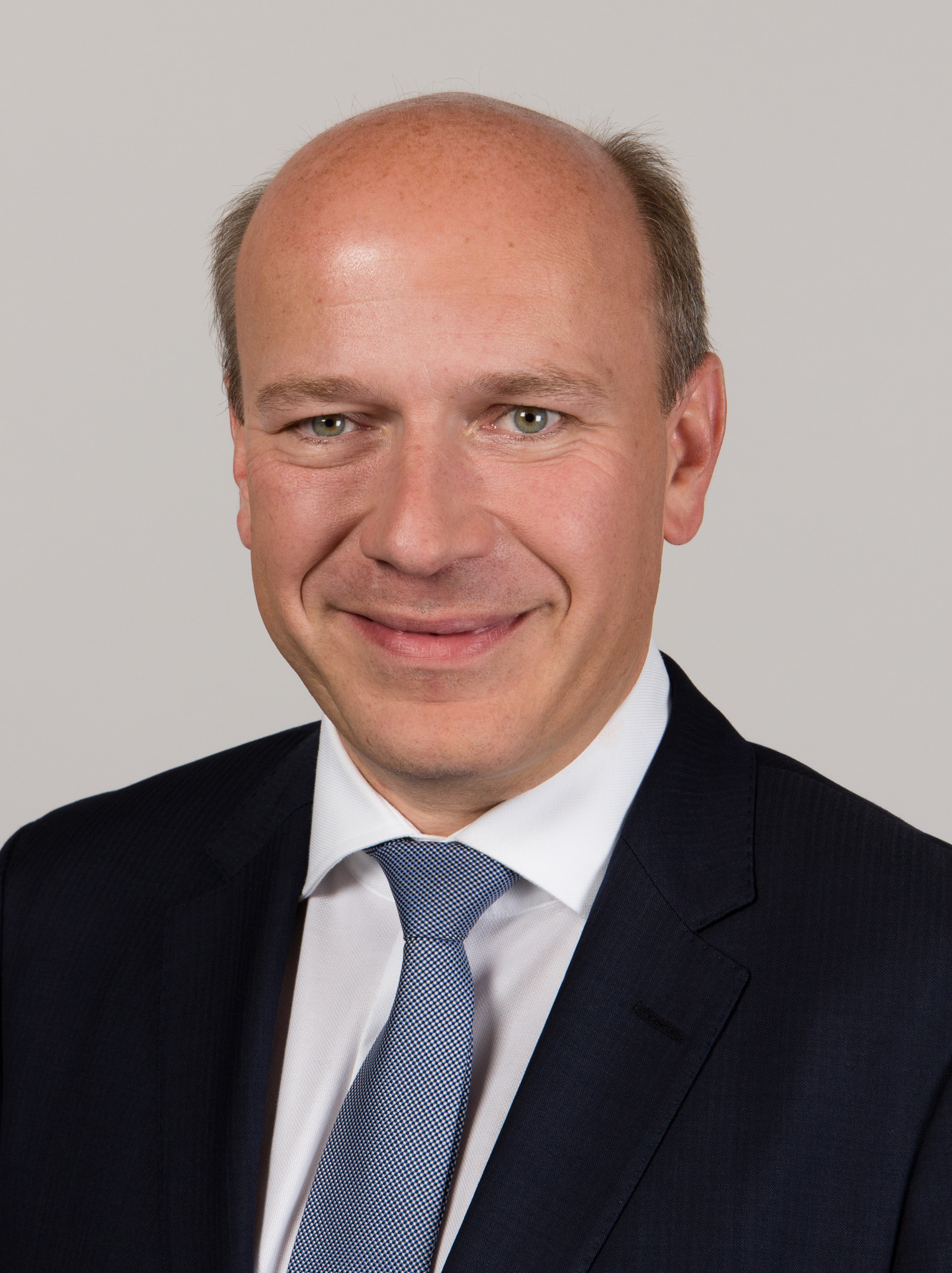
Kai Wegner (seit 27. April 2023)

#### HamburgHamburg

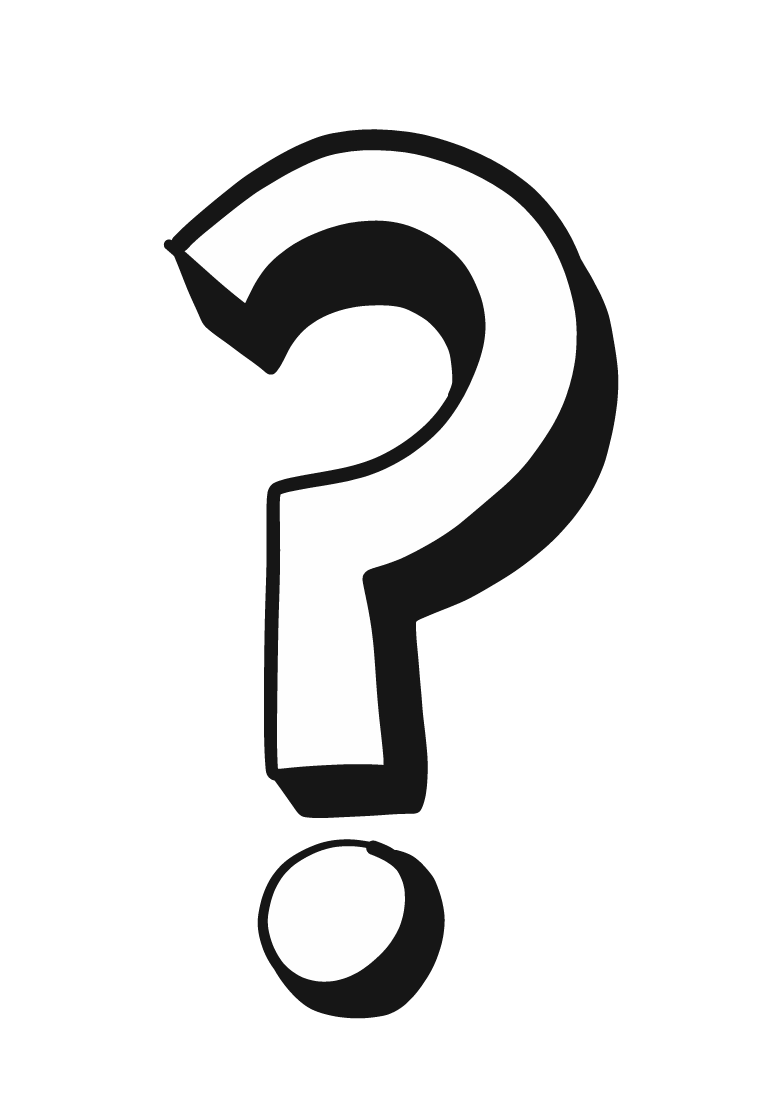
Rudolf Petersen (15. Mai 1945 bis 22. November 1946)
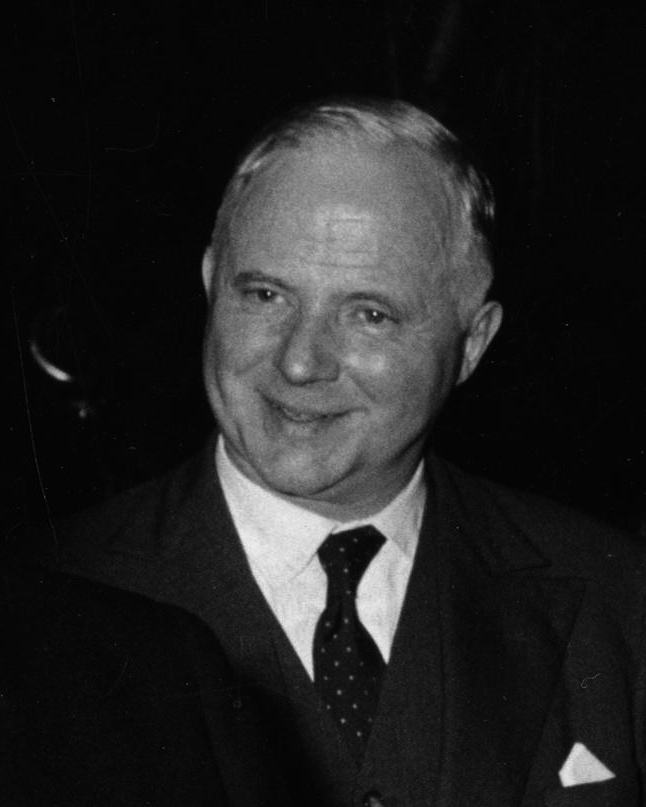
Kurt Sieveking (2. Dezember 1953 bis 4. Dezember 1957)
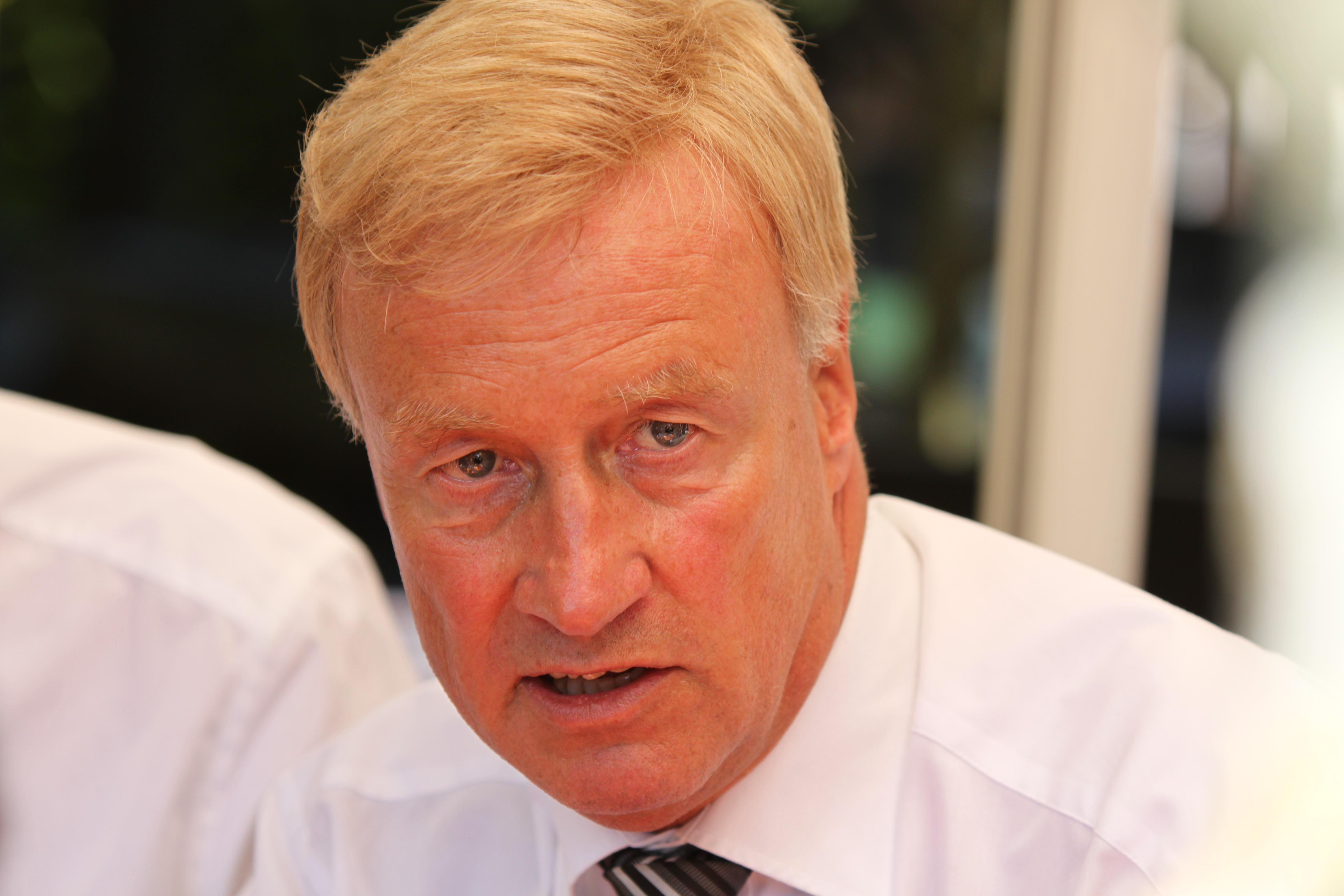
Ole von Beust (31. Oktober 2001 bis 25. August 2010)
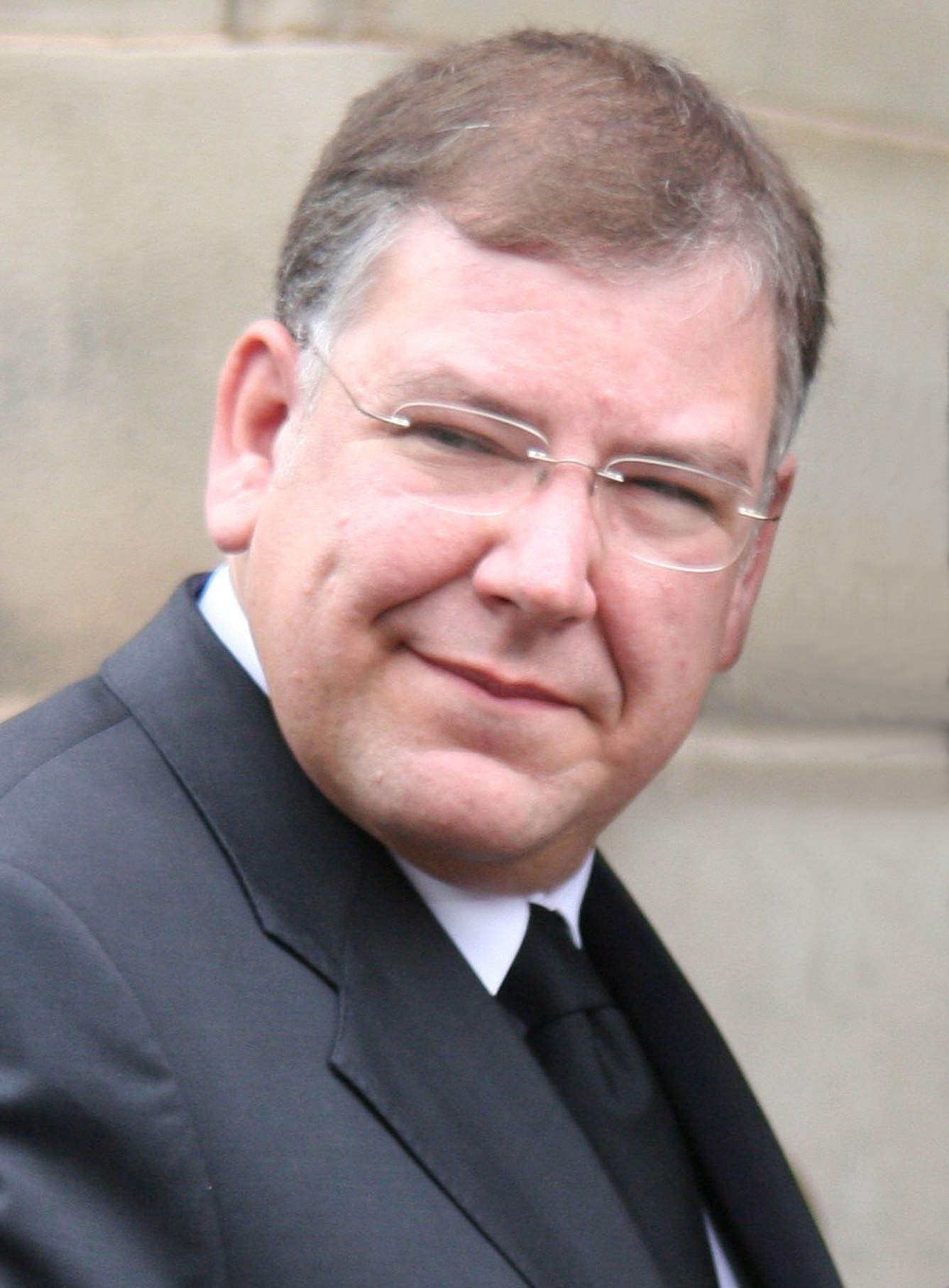
Christoph Ahlhaus (25. August 2010 bis 7. März 2011)

#### HessenHessen

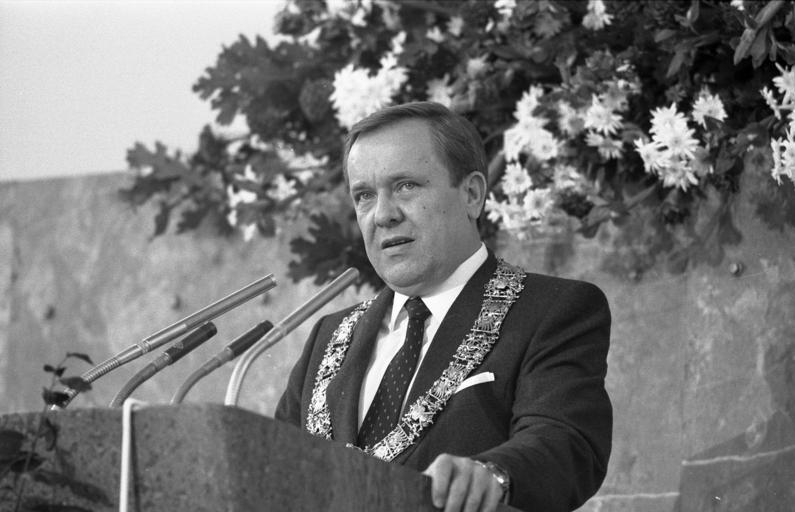
Walter Wallmann (23. April 1987 bis 5. April 1991)
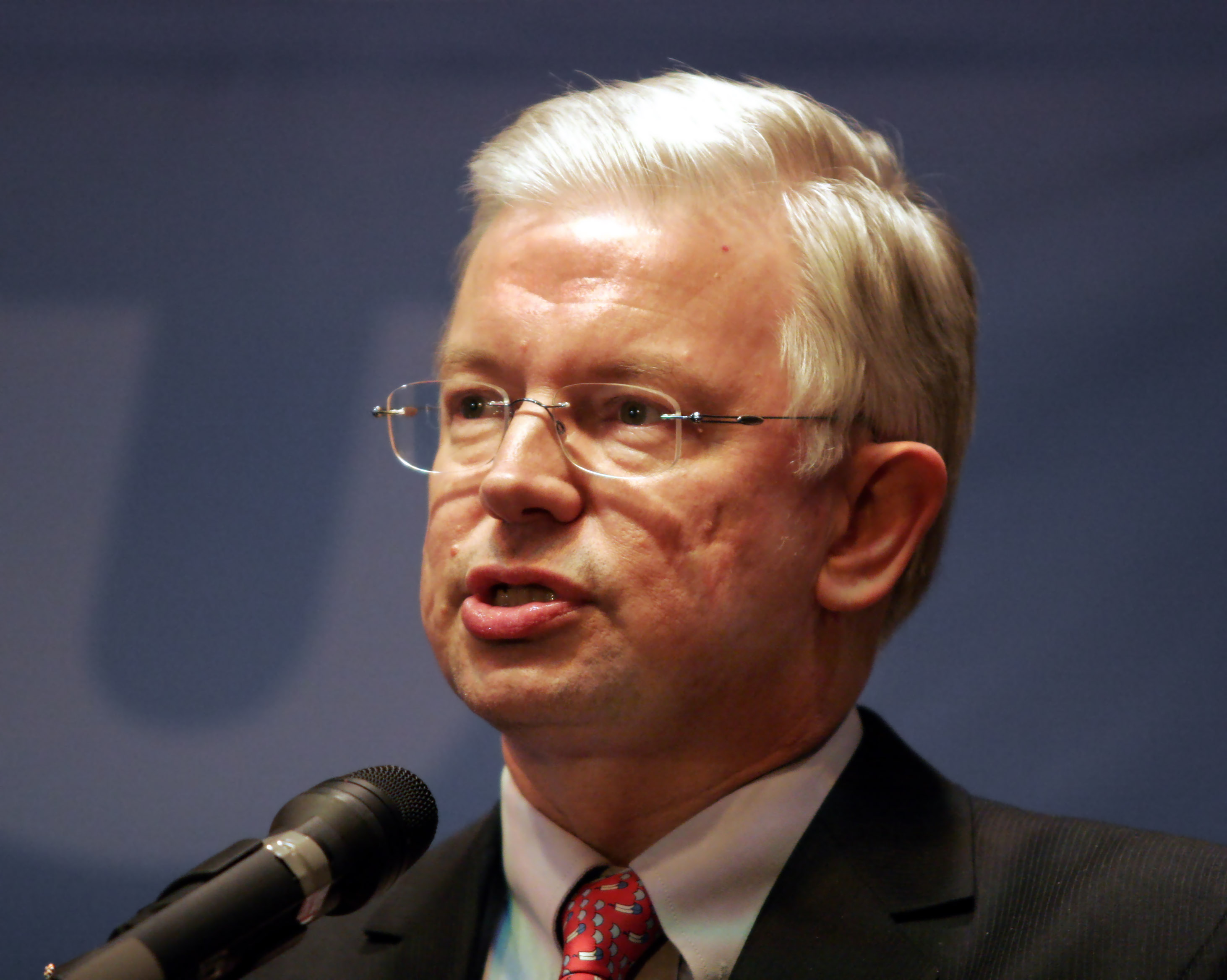
Roland Koch (7. April 1999 bis 31. August 2010)
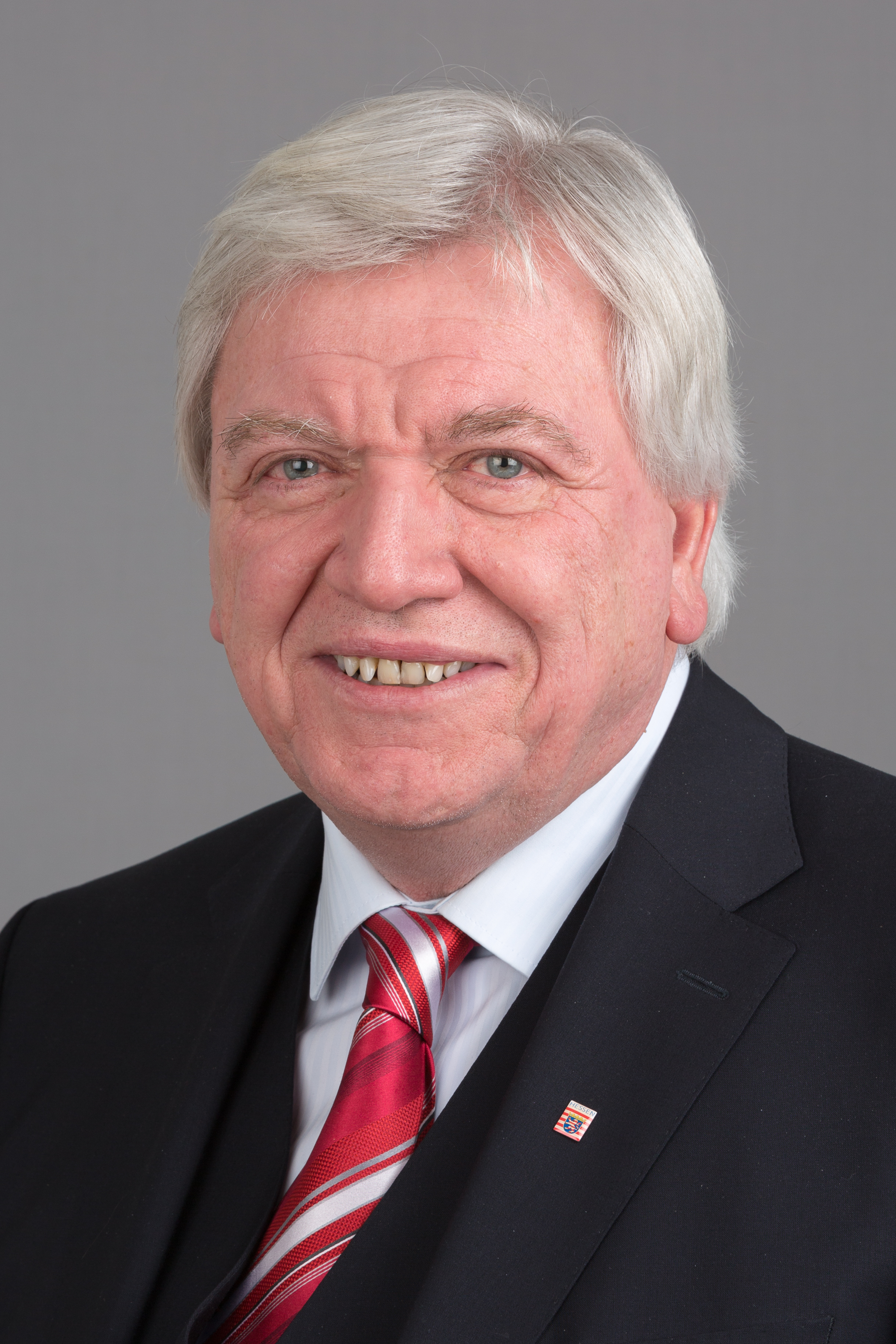
Volker Bouffier (31. August 2010 bis 31. Mai 2022)
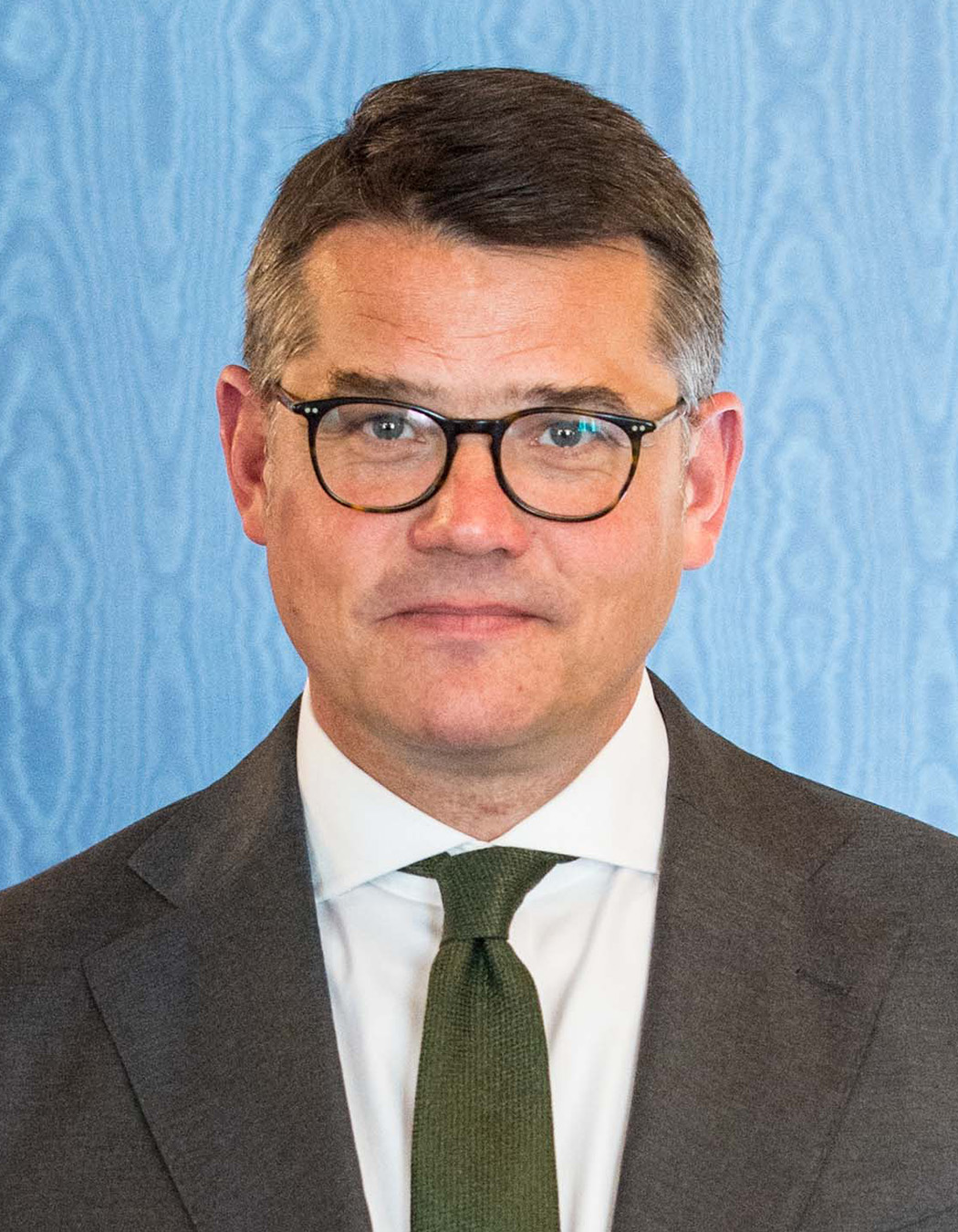
Boris Rhein                                                                                          (seit 31. Mai 2022)

#### Mecklenburg-VorpommernMecklenburg-Vorpommern

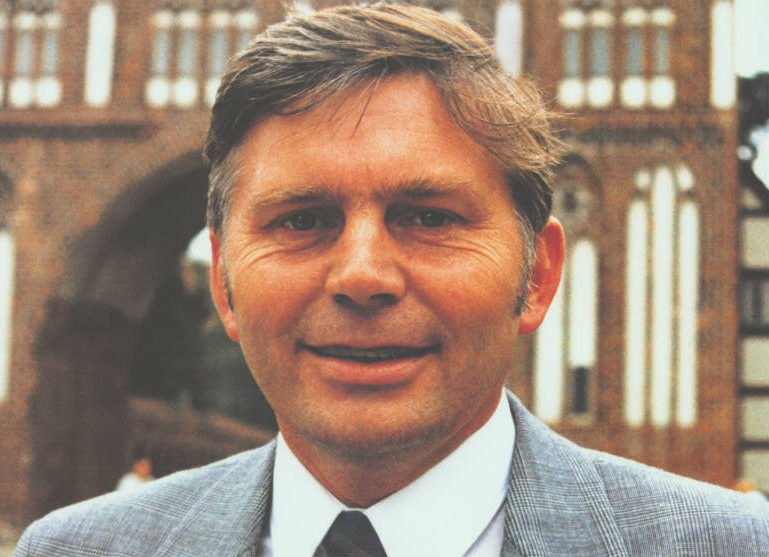
Alfred Gomolka                                                                                          (27. Oktober 1990 bis  18. März 1992)
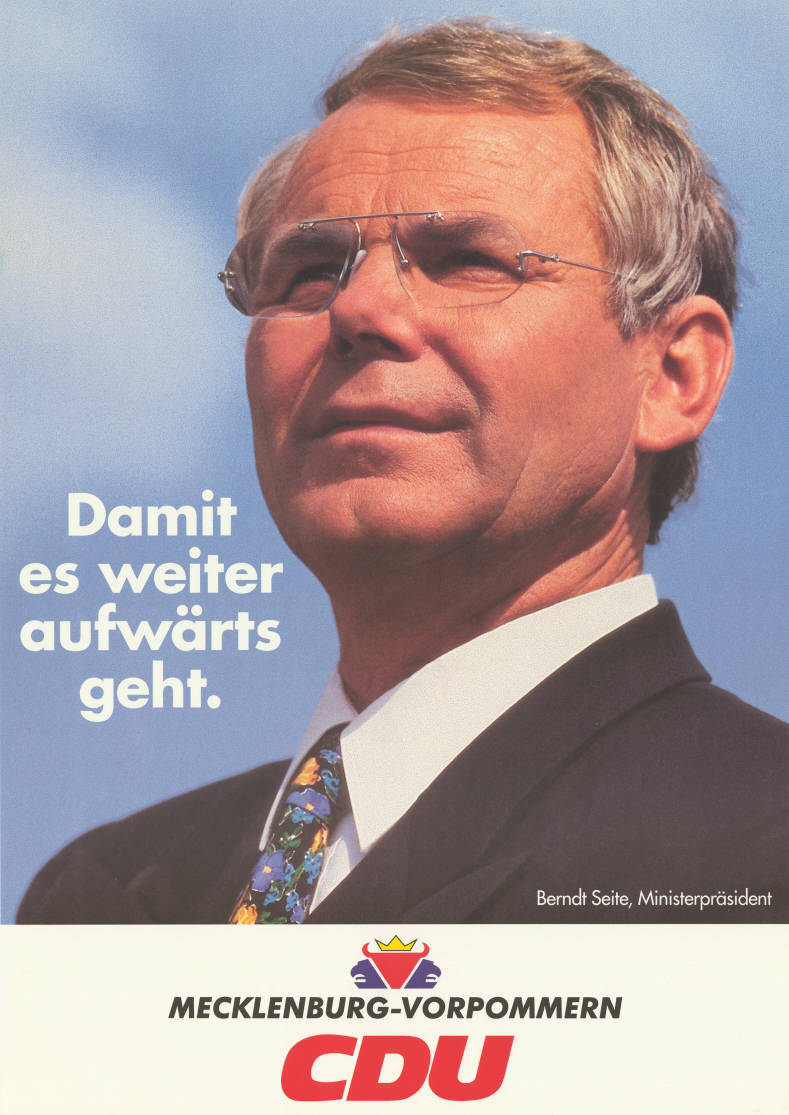
Berndt Seite                                                                                         (19. März 1992 bis         2. November 1998)

#### NiedersachsenNiedersachsen

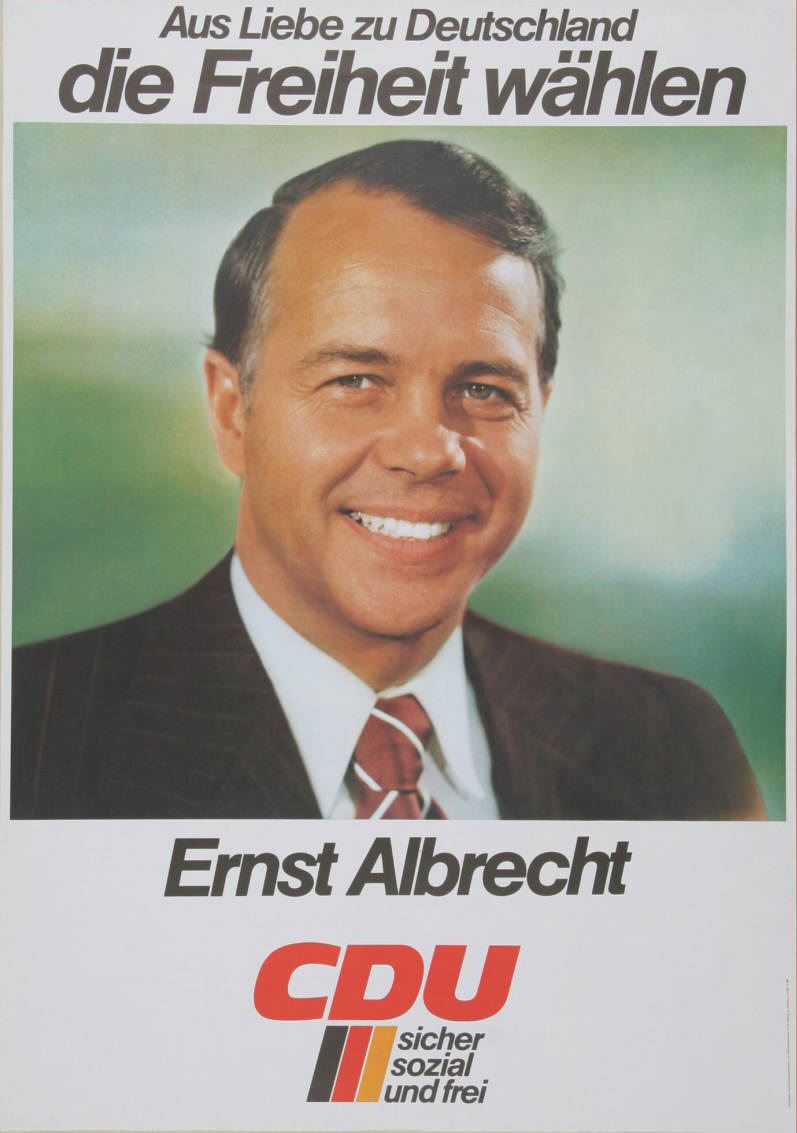
Ernst Albrecht                                                                                         (6. Februar 1976 bis     21. Juni 1990)
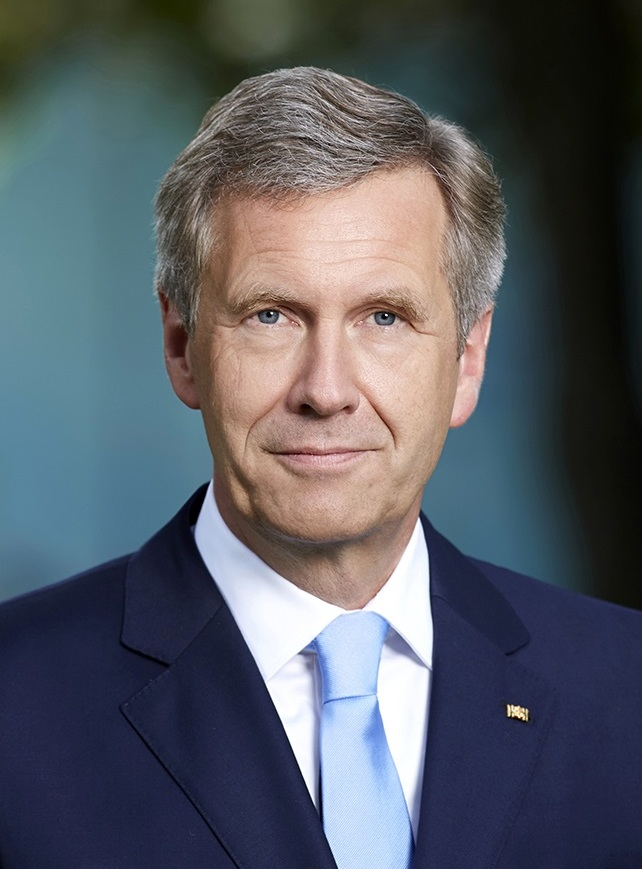
Christian Wulff                                                                                          (4. März 2003 bis         30. Juni 2010)
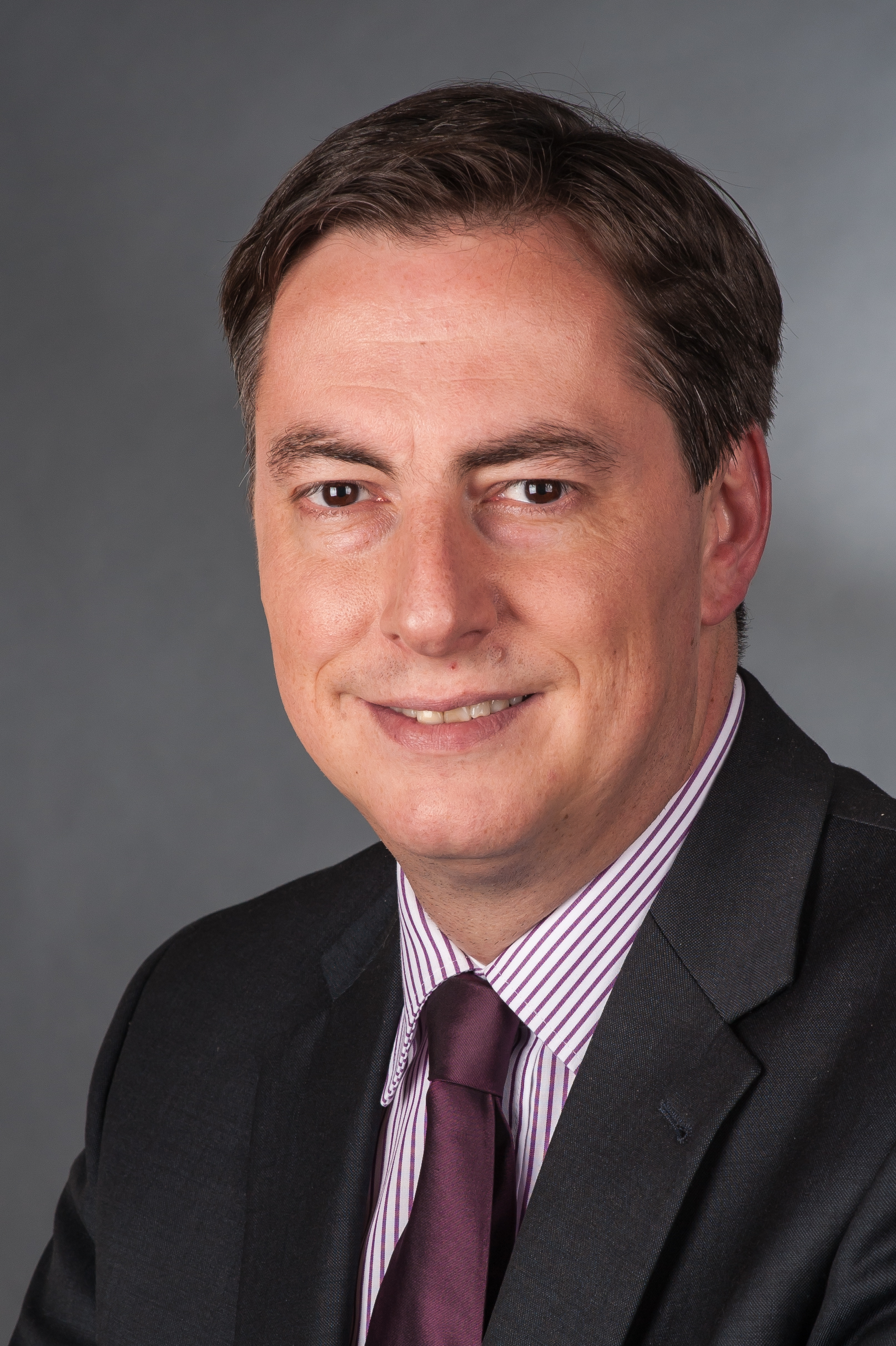
David McAllister                                                                                          (1. Juli 2010 bis           19. Februar 2013)

#### Nordrhein-WestfalenNordrhein-Westfalen

Karl Arnold                                                                                          (17. Juni 1947 bis        20. Februar 1956)
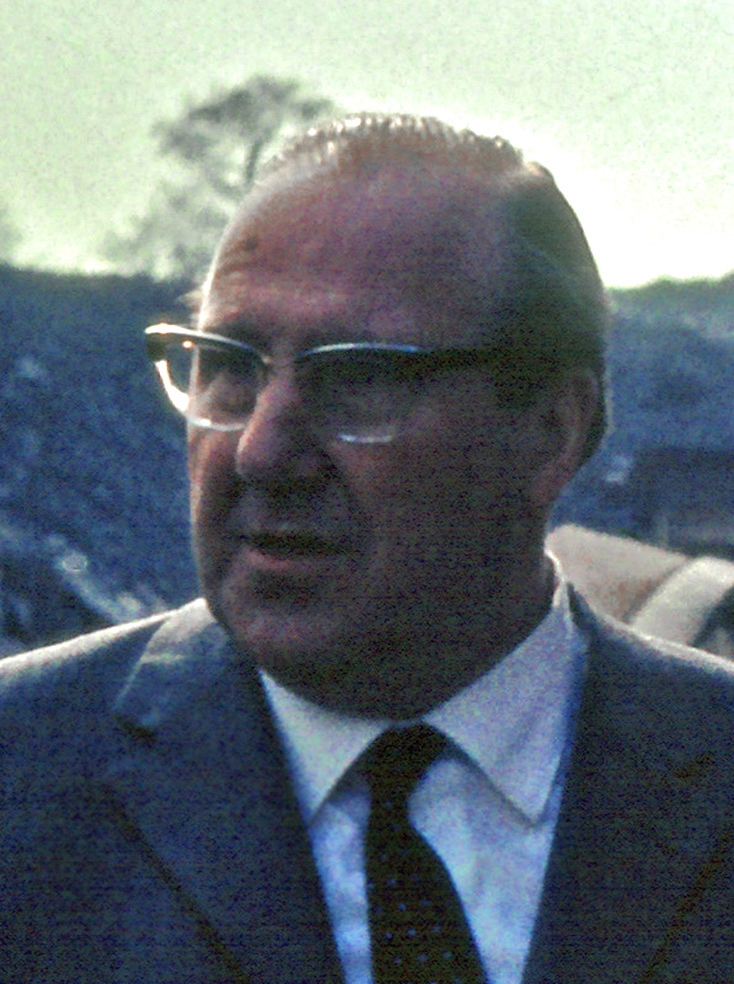
Franz Meyers                                                                                           (21. Juli 1958 bis           8. Dezember 1966)
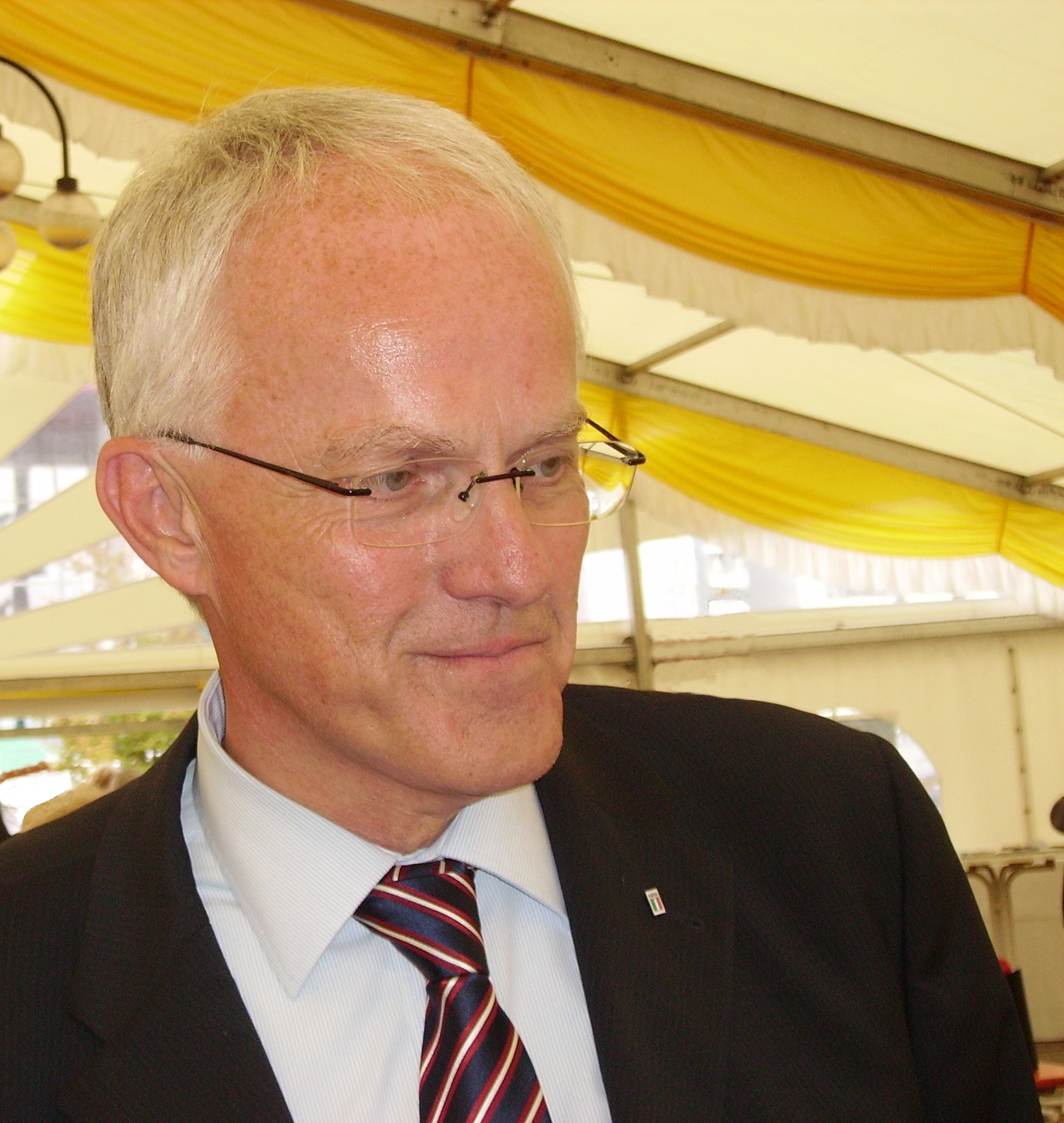
Jürgen Rüttgers                                                                                            (21. Juni 2005 bis         14. Juli 2010)
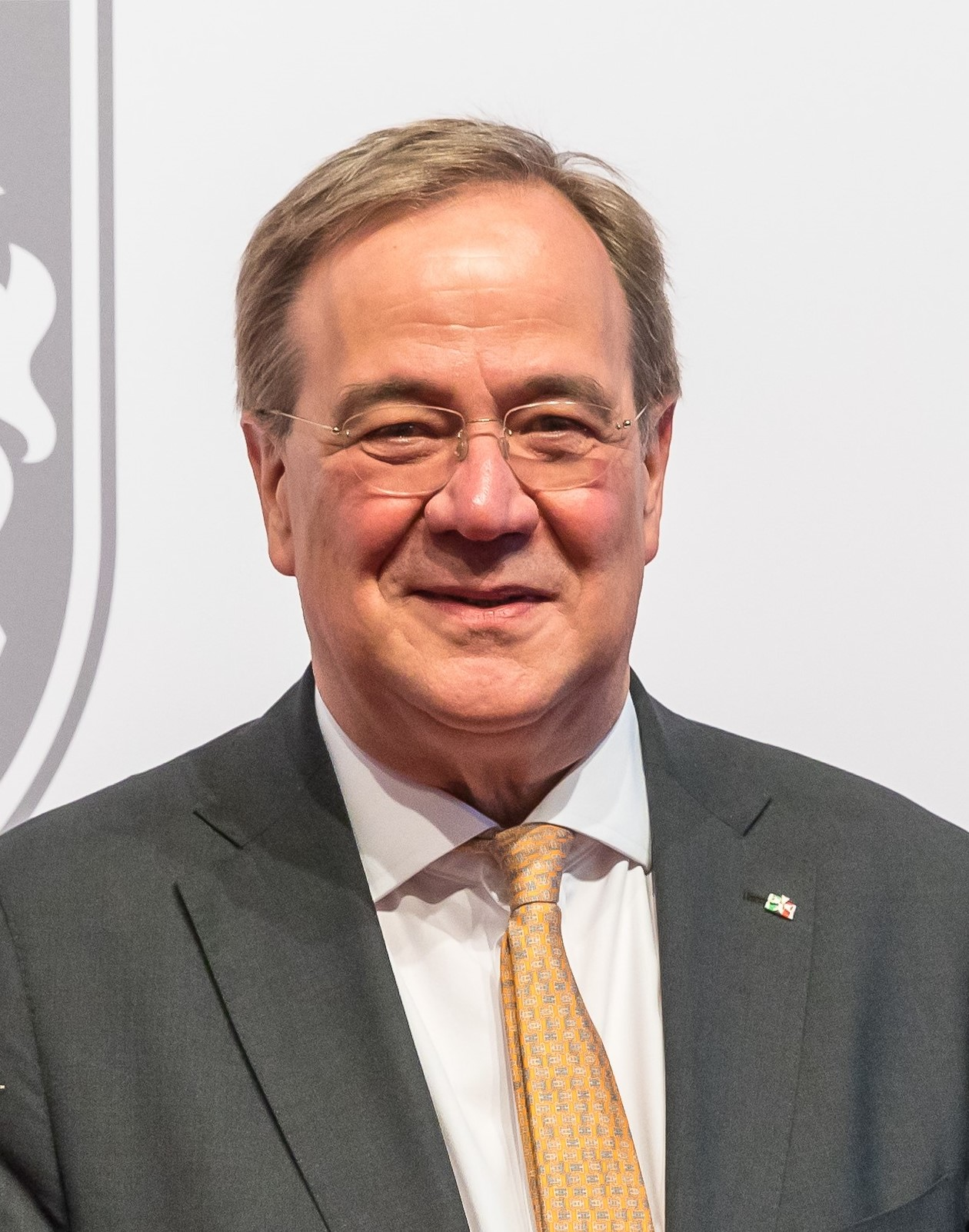
Armin Laschet                                                                                      (27. Juni 2017 bis        26. Oktober 2021)
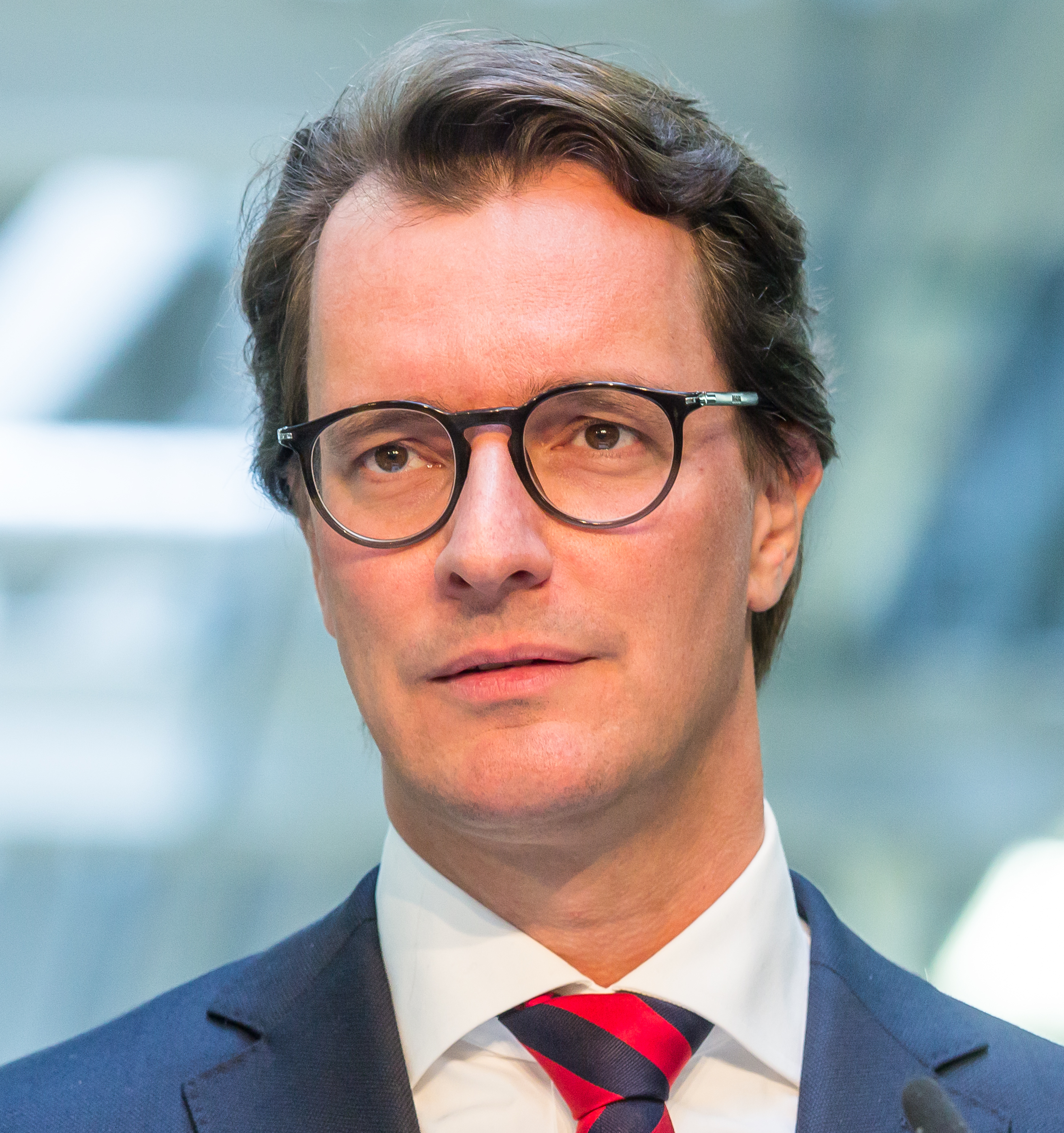
Hendrik Wüst                                                                                          (seit 27. Oktober 2021)

#### Rheinland-PfalzRheinland-Pfalz

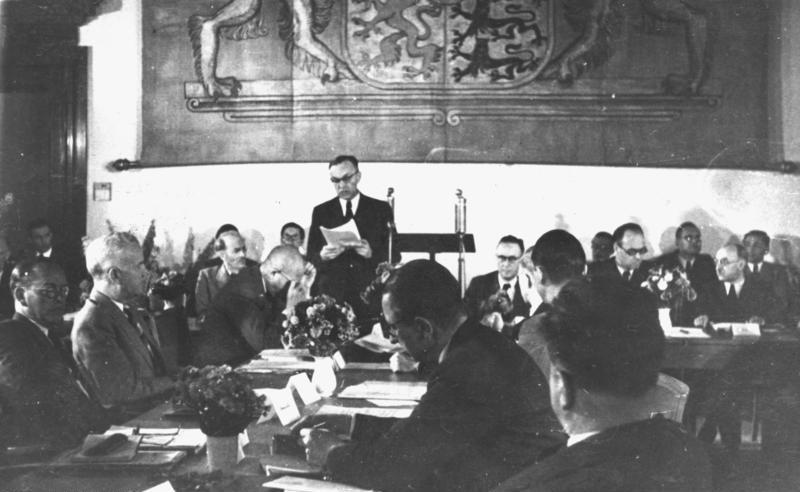
Wilhelm Boden                                                                                     (1. Dezember 1946 bis  8. Juli 1947)
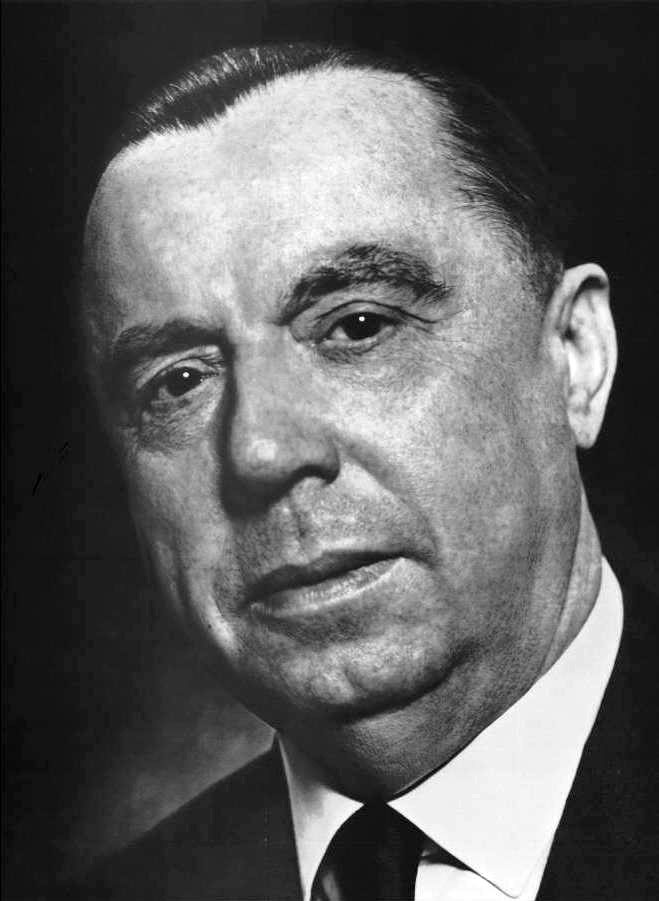
Peter Altmeier                                                                                          (9. Juli 1947 bis           18. Mai 1969)
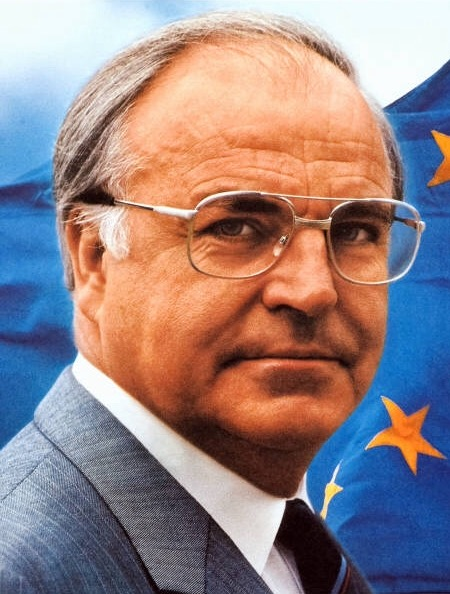
Helmut Kohl                                                                                         (19. Mai 1969 bis           1. Dezember 1976)
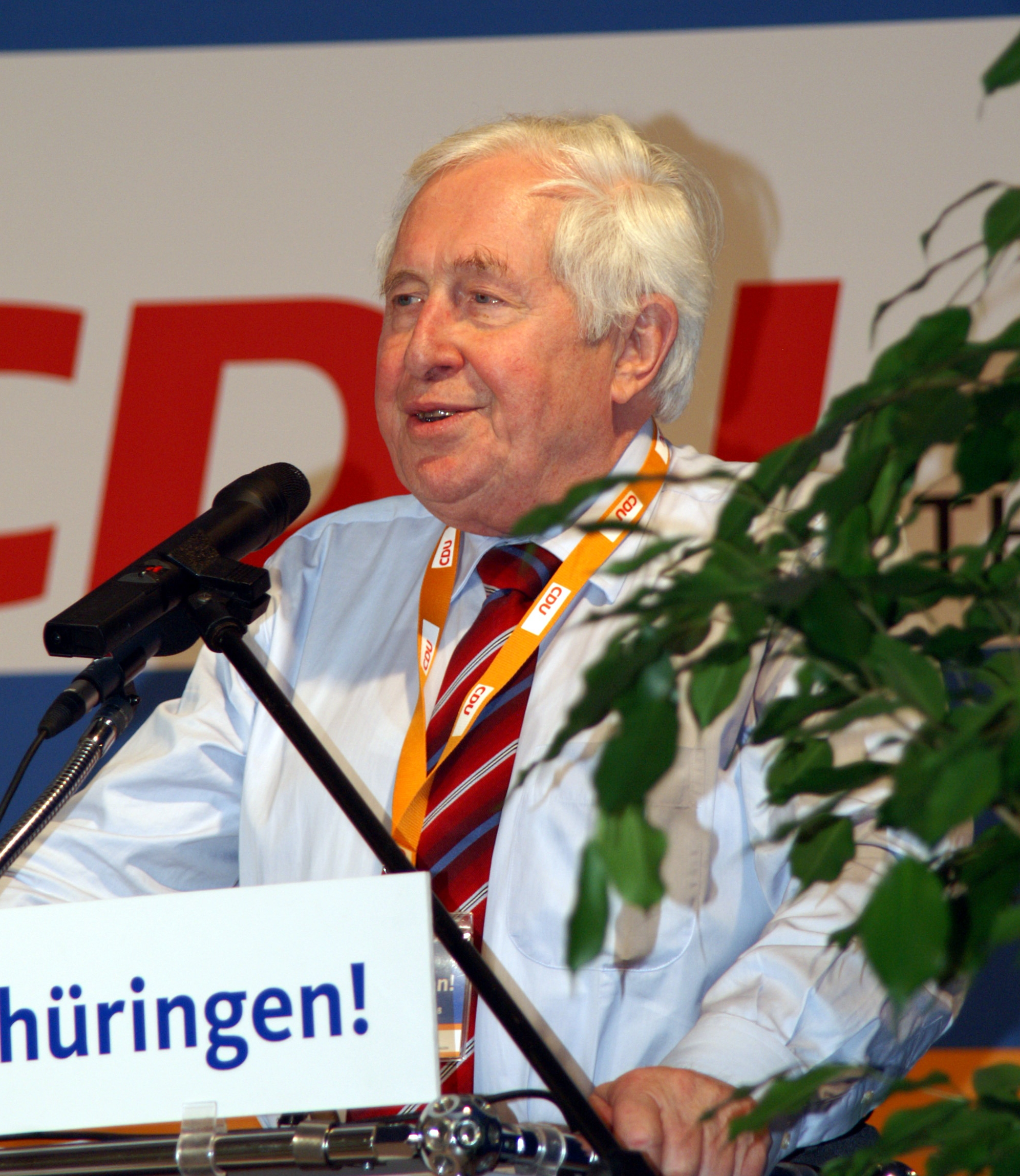
Bernhard Vogel                                                                                         (2. Dezember 1976 bis  7. Dezember 1988)
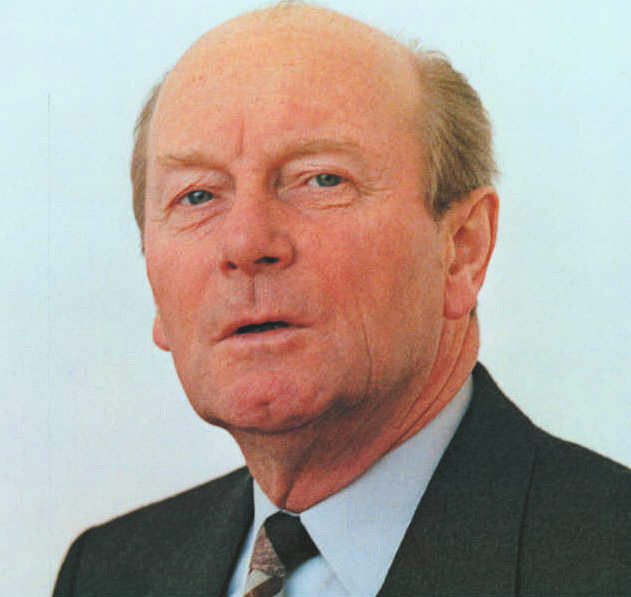
Carl-Ludwig Wagner                                                                                     (8. Dezember 1988 bis 20. Mai 1991)

#### SaarlandSaarland

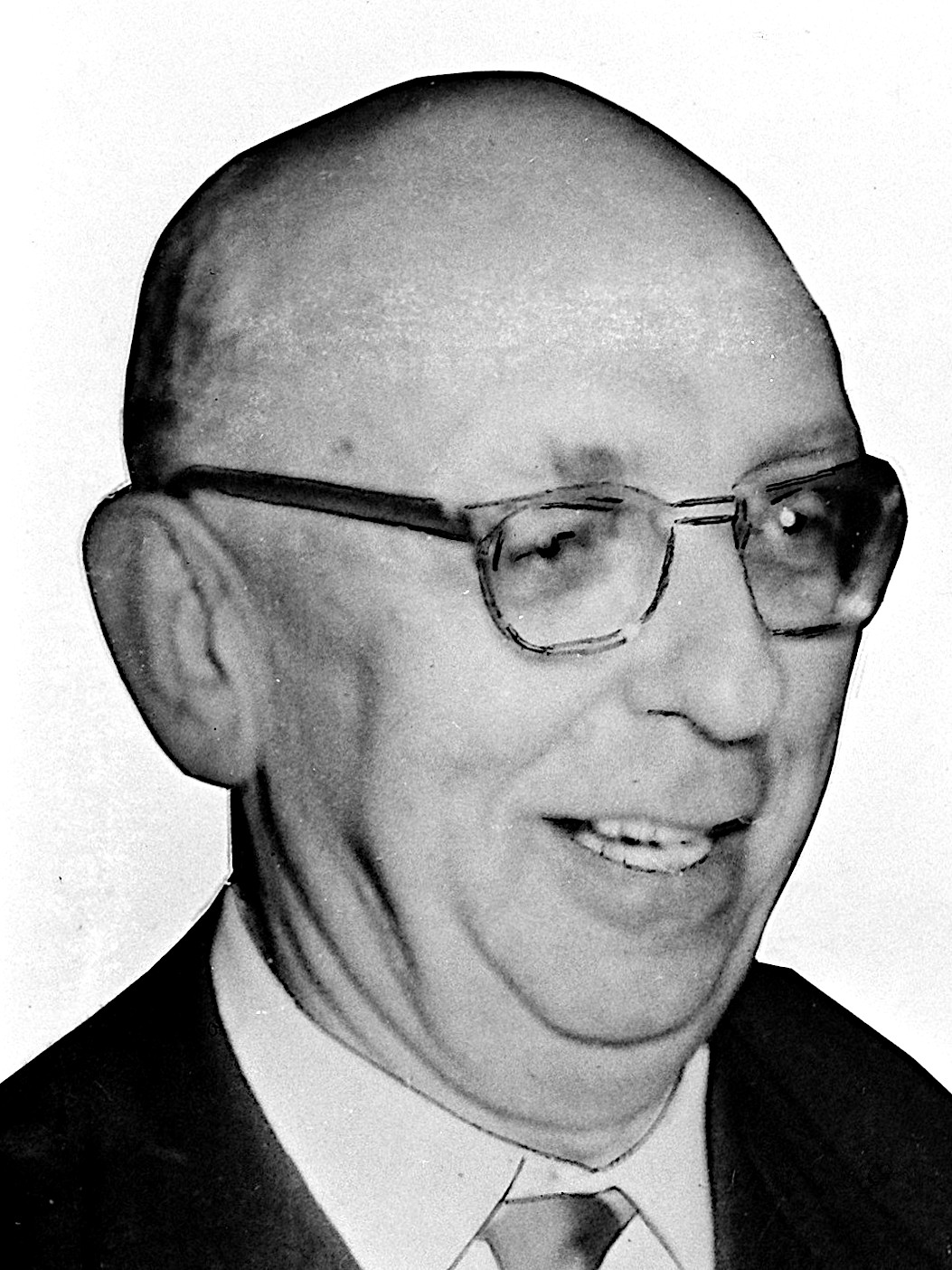
Hubert Ney                                                                                           (10. Januar 1956 bis    26. März 1957)
Egon Reinert                                                                                       (4. Juni 1957 bis          23. April 1959)
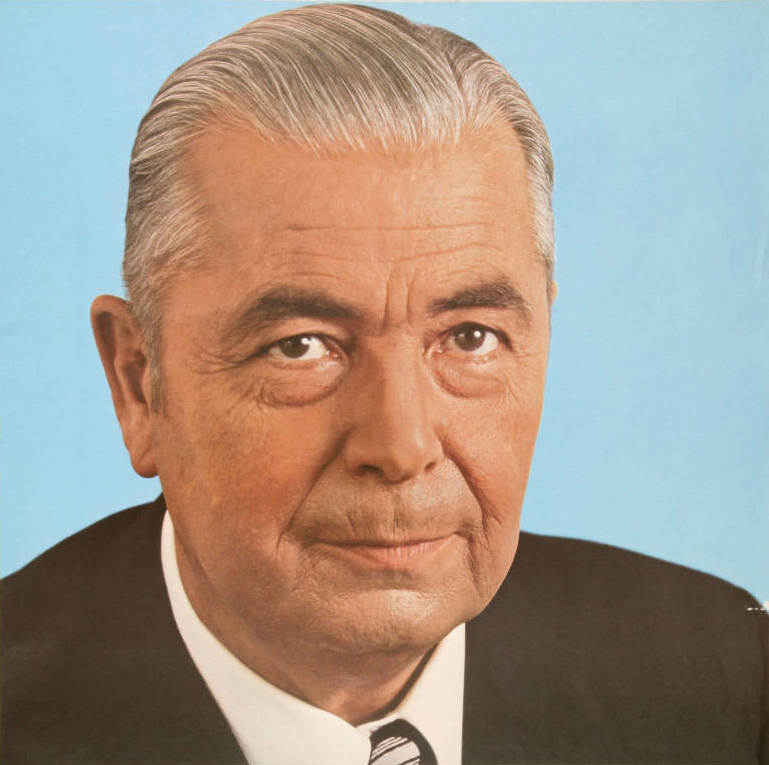
Franz Josef Röder                                                                                          (30. April 1959 bis        26. Juni 1979)
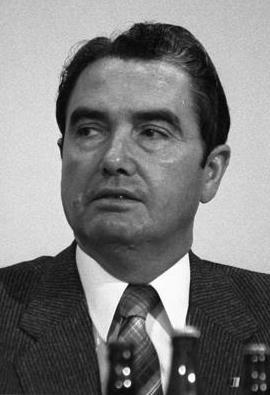
Werner Zeyer                                                                                      (5. Juli 1979 bis             9. April 1985)
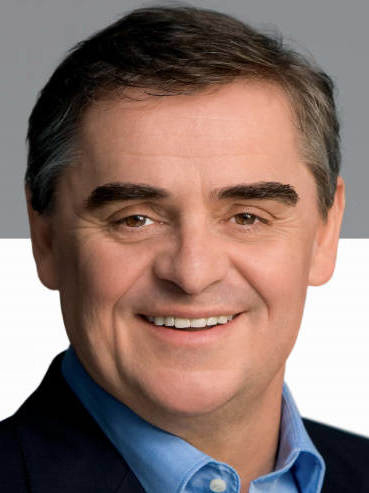
Peter Müller                                                                                           (28. September 1999 bis 9. August 2011)
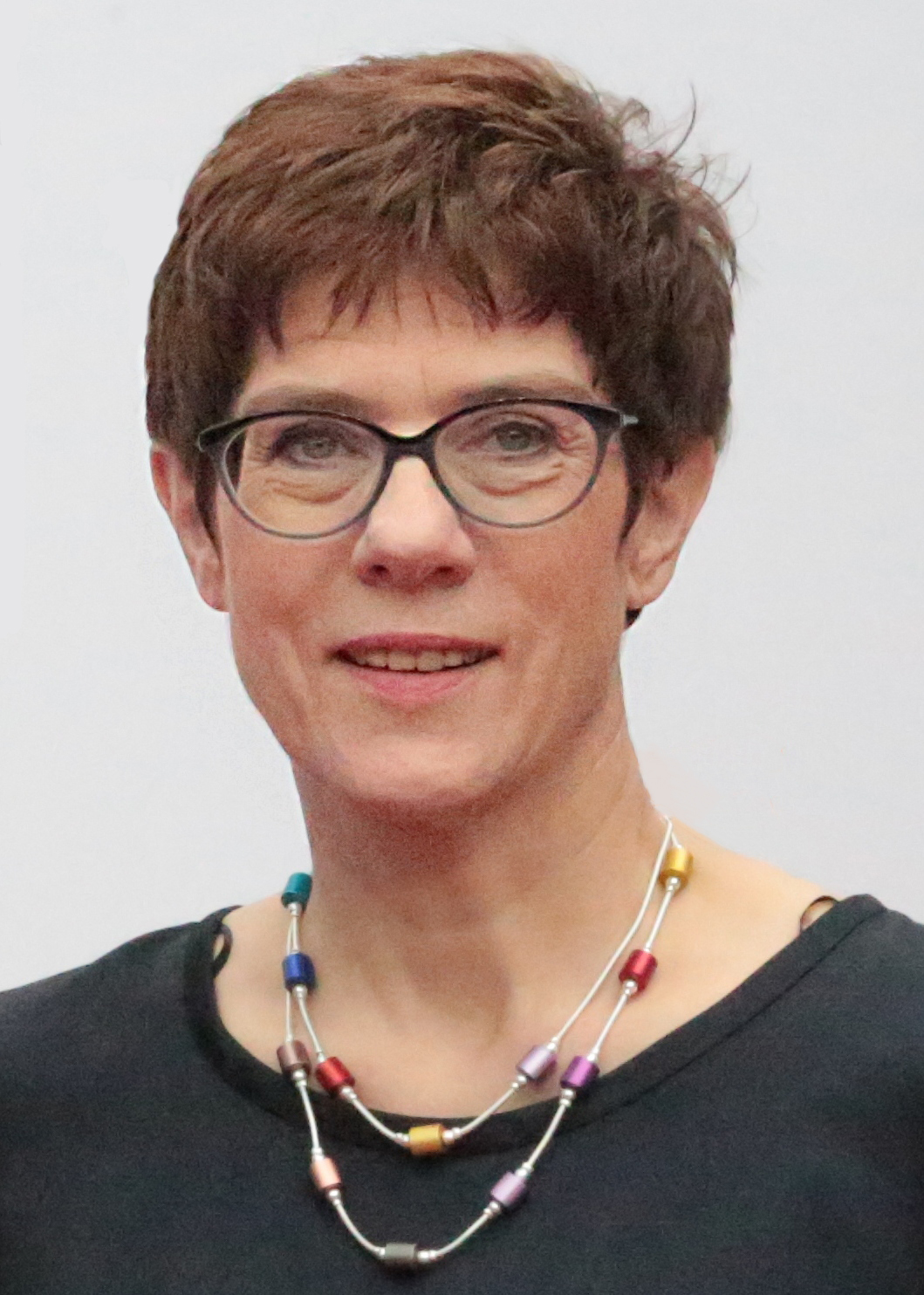
Annegret Kramp - Karrenbauer                                                                                           (10. August 2011 bis      28. Februar 2018)
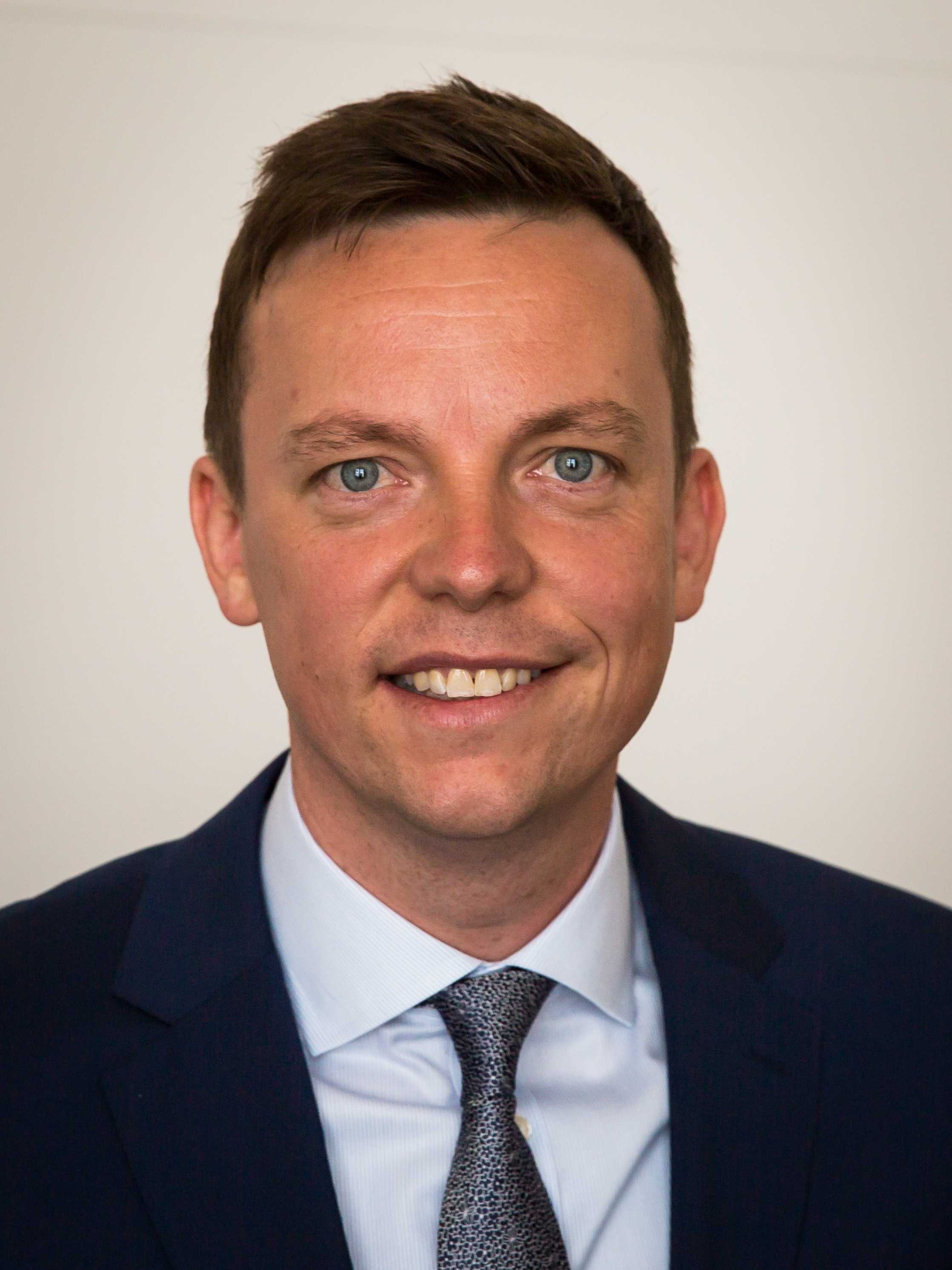
Tobias Hans                                                                                         (1. März 2018 bis         25. April 2022)

#### SachsenSachsen

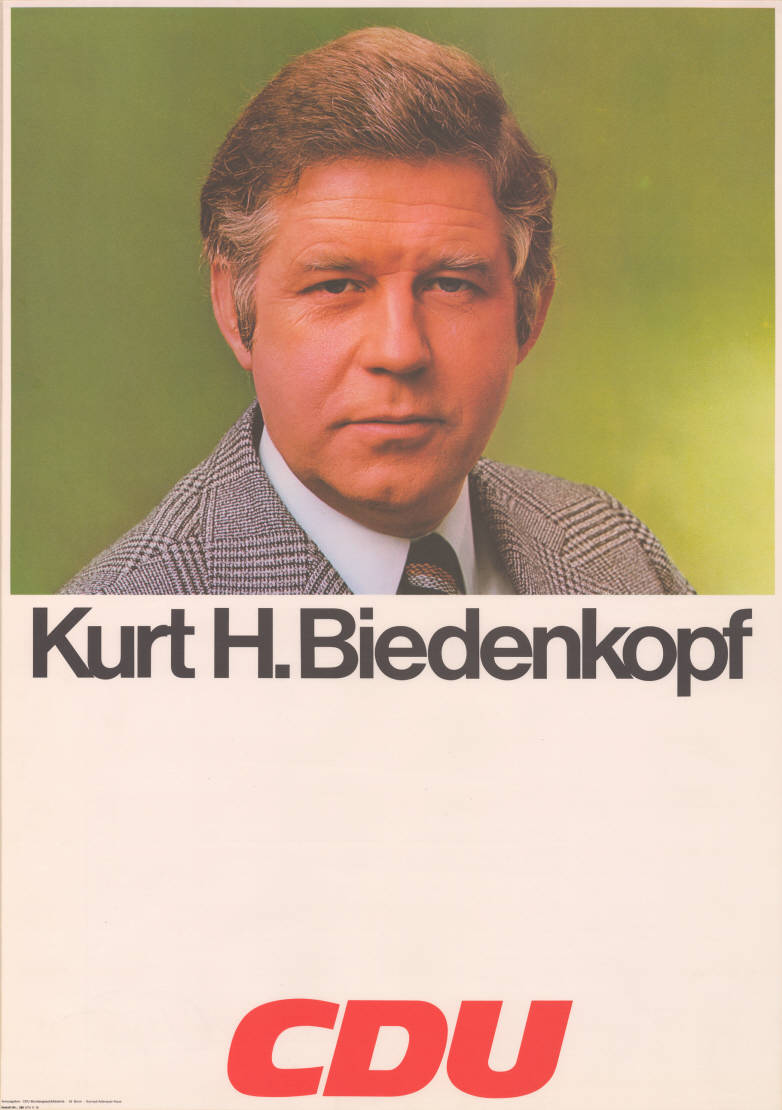
Kurt Biedenkopf                                                                                      (27. Oktober 1990 bis  17. April 2002)
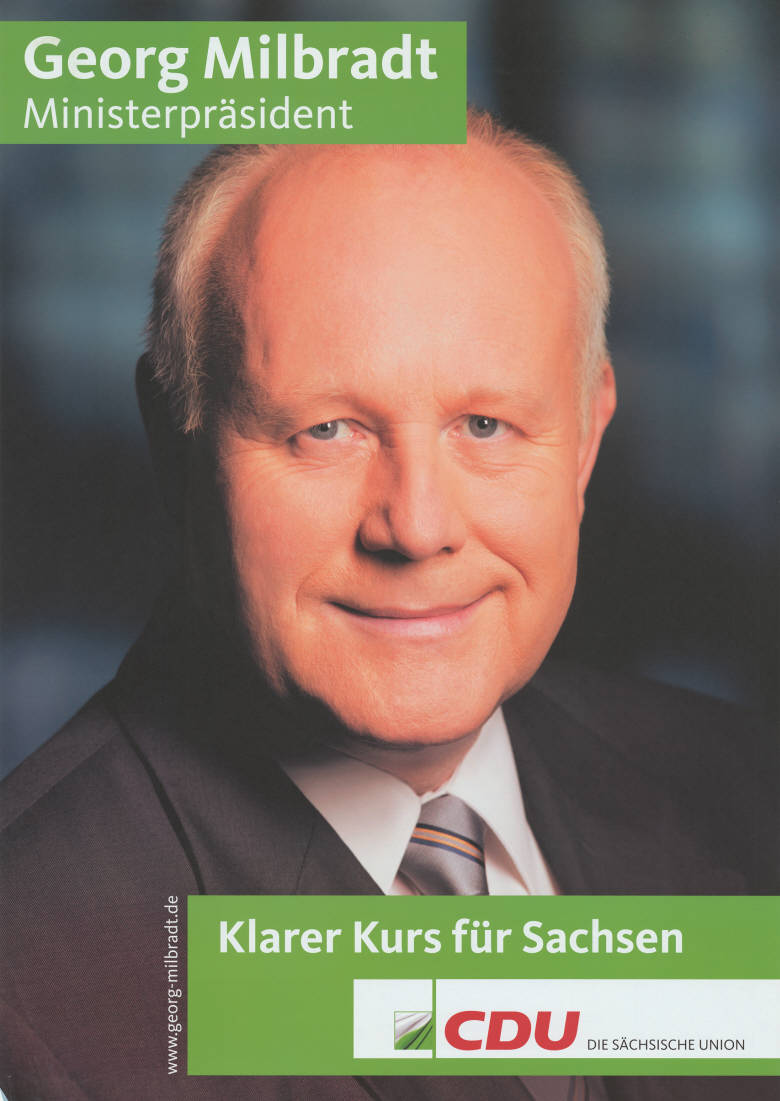
Georg Milbradt                                                                                      (18. April 2002 bis        27. Mai 2008)
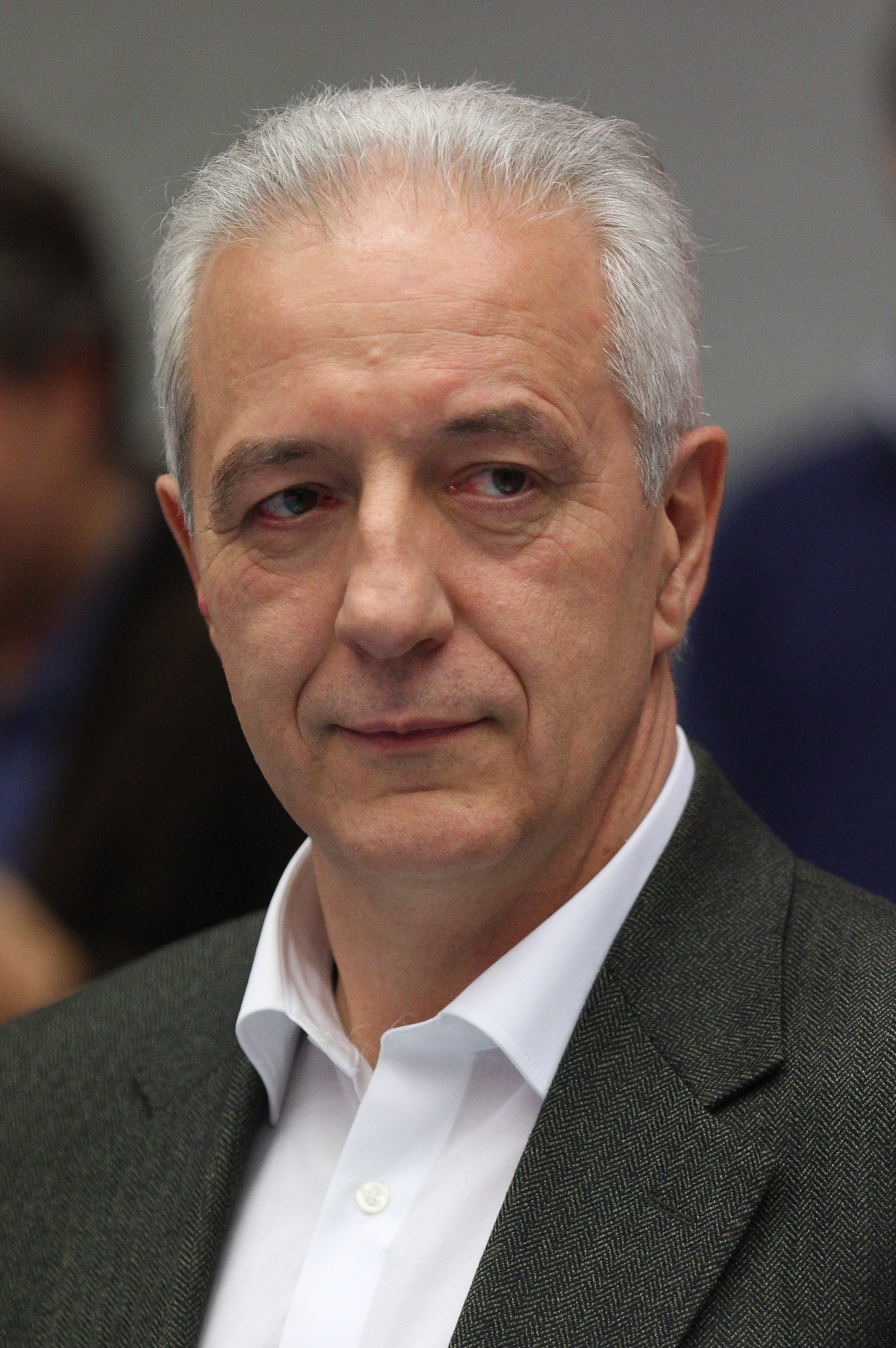
Stanislaw Tillich                                                                                          (28. Mai 2008 bis         12. Dezember 2017)
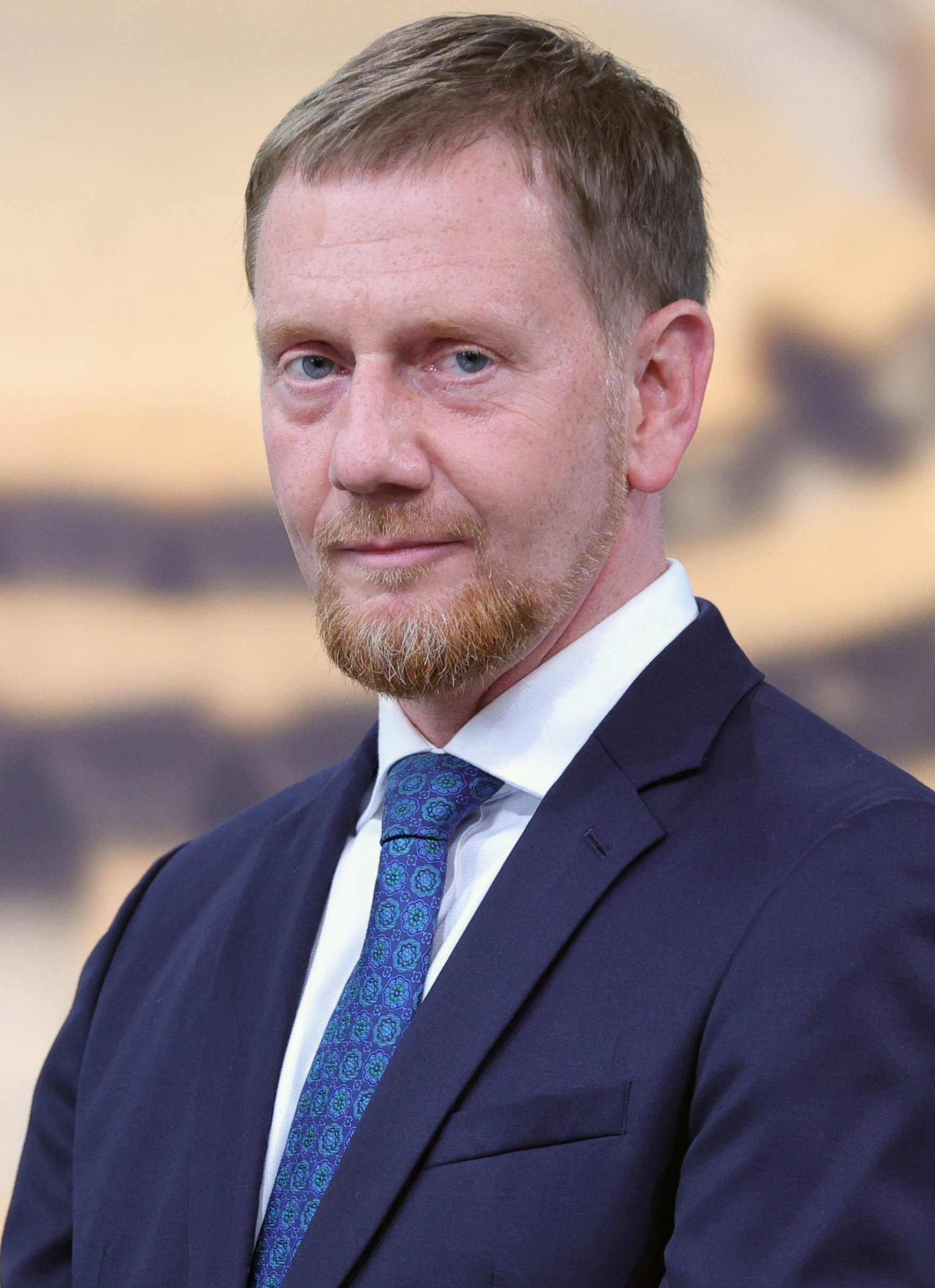
Michael Kretschmer                                                                                           (seit 13. Dezember 2017)

#### Sachsen-AnhaltSachsen-Anhalt

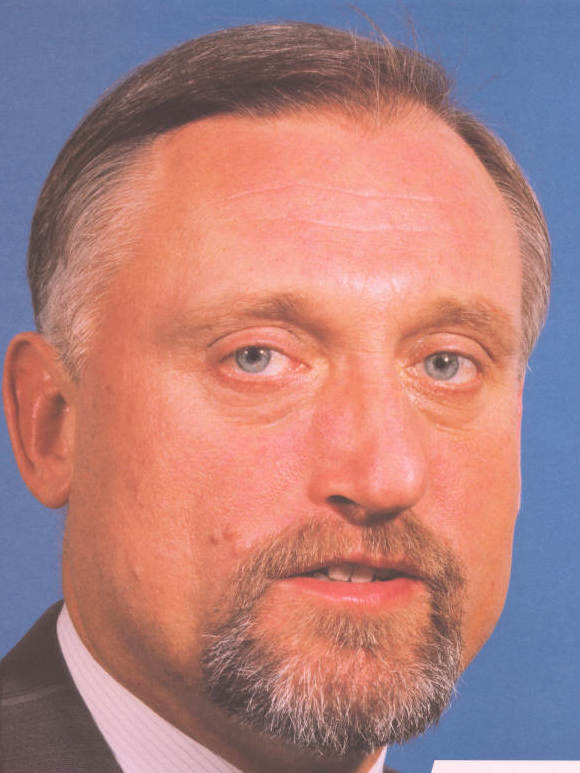
Gerd Gies                                                                                            (28. Oktober 1990 bis    4. Juli 1991)
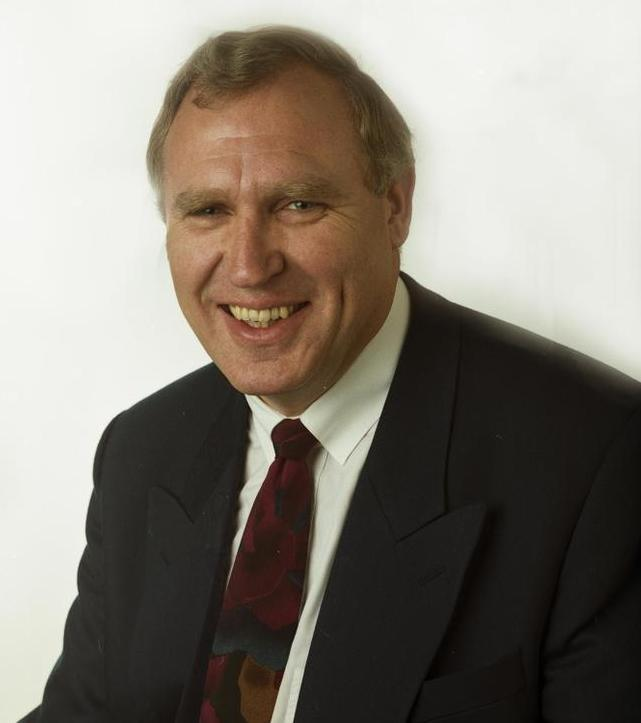
Werner Münch                                                                                          (4. Juli 1991 bis           28. November 1993)
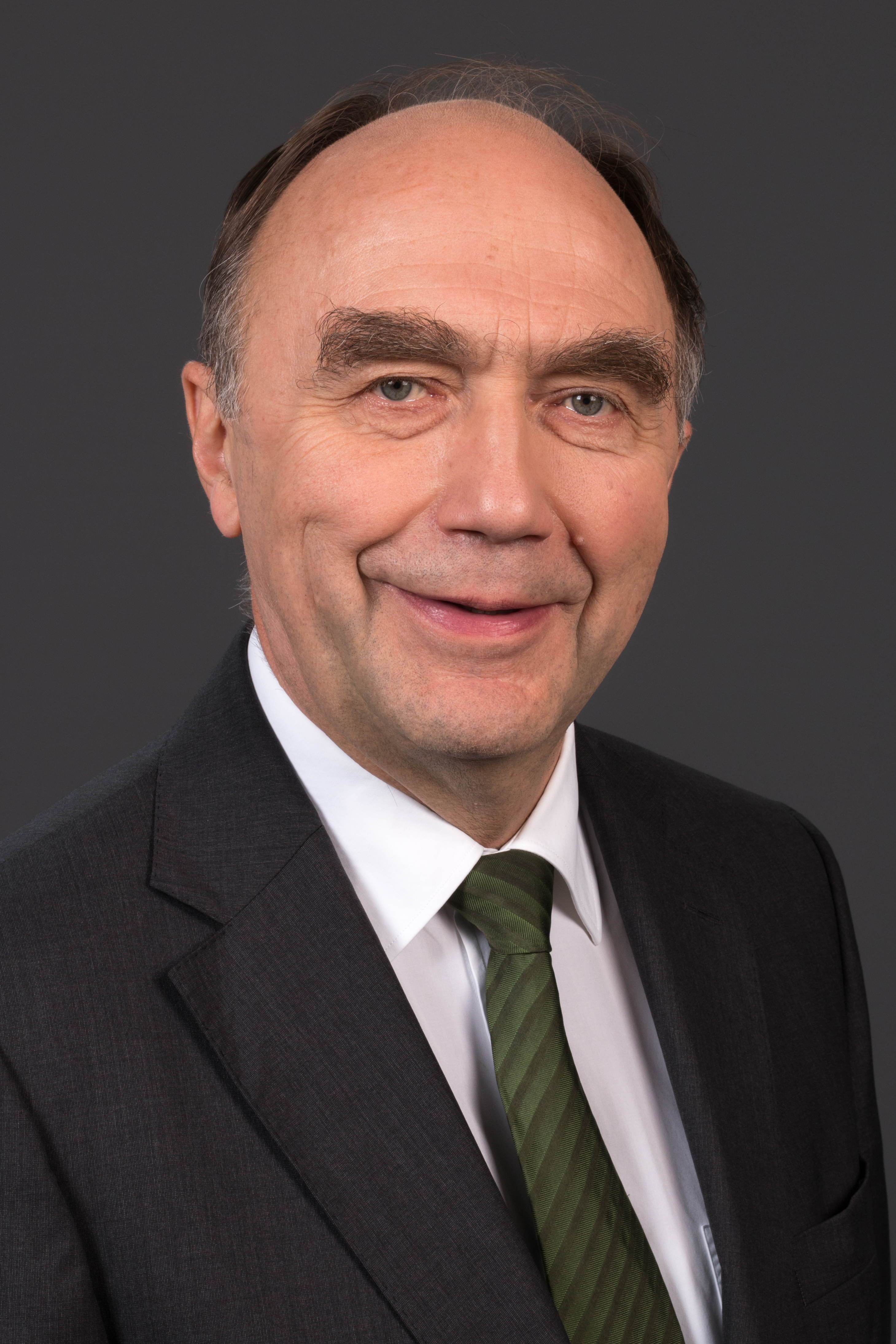
Christian Bergner                                                                                         (2. Dezember 1993 bis 21. Juli 1994)
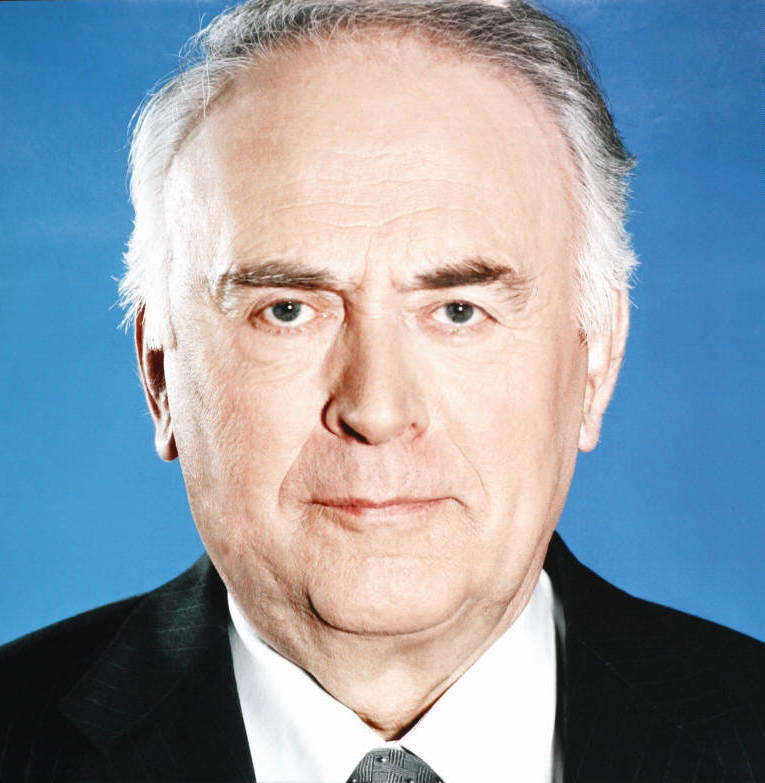
Wolfgang Böhmer                                                                                         (16. Mai 2002 bis         19. April 2011)
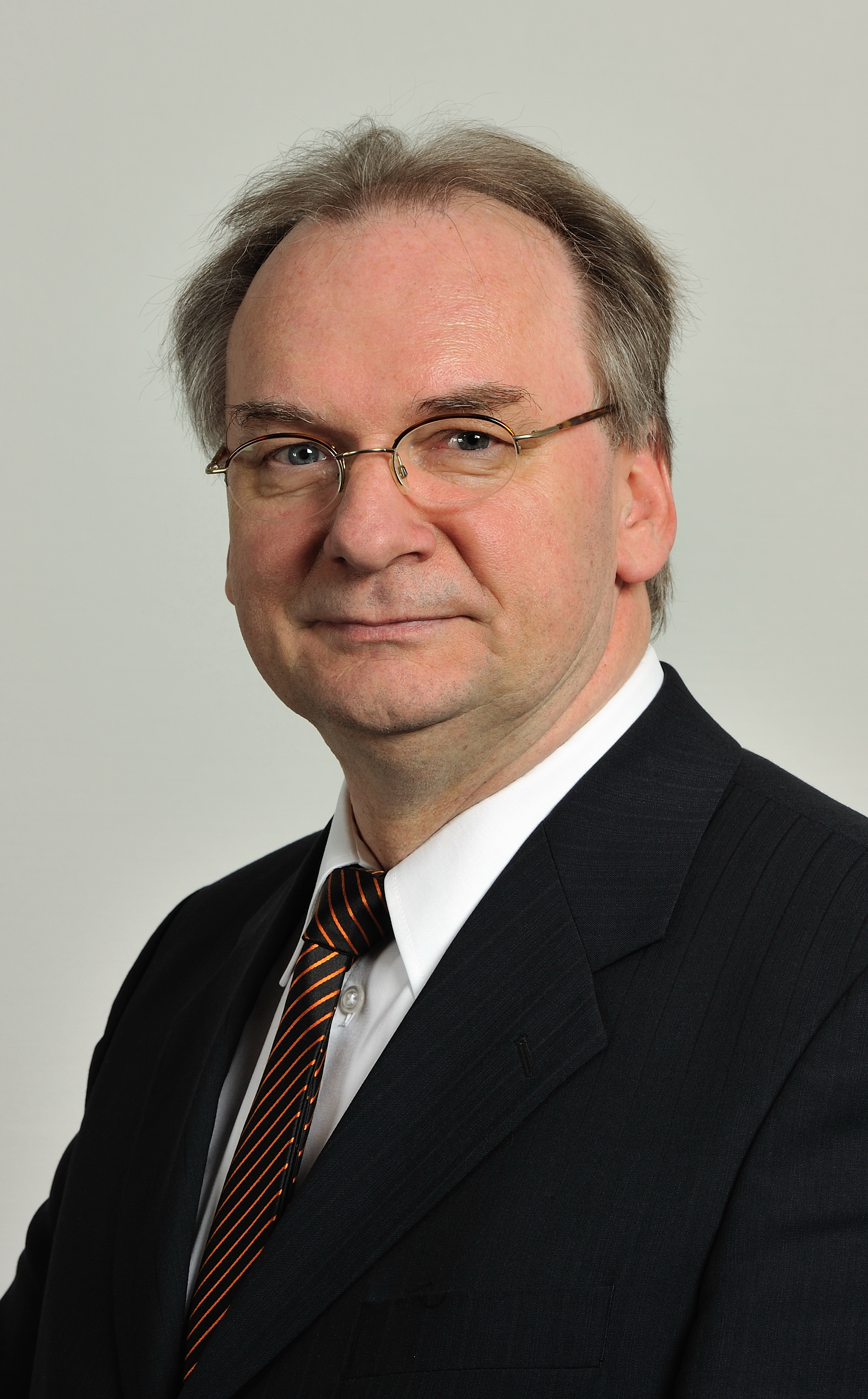
Reiner Haseloff                                                                                         (seit 19. April 2011)

#### Schleswig-HolsteinSchleswig-Holstein

Theodor Steltzer                                                                                        (15. Januar 1945 bis    19. April 1947)
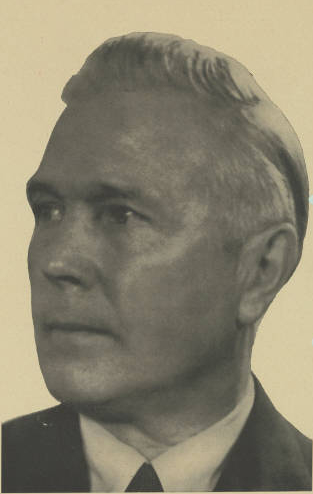
Walter Bartram                                                                                         (5. September 1950 bis 25. Juni 1951)
Friedrich Wilhelm Lübke                                                                                           (25. Juni 1951 bis 11. Oktober 1954)
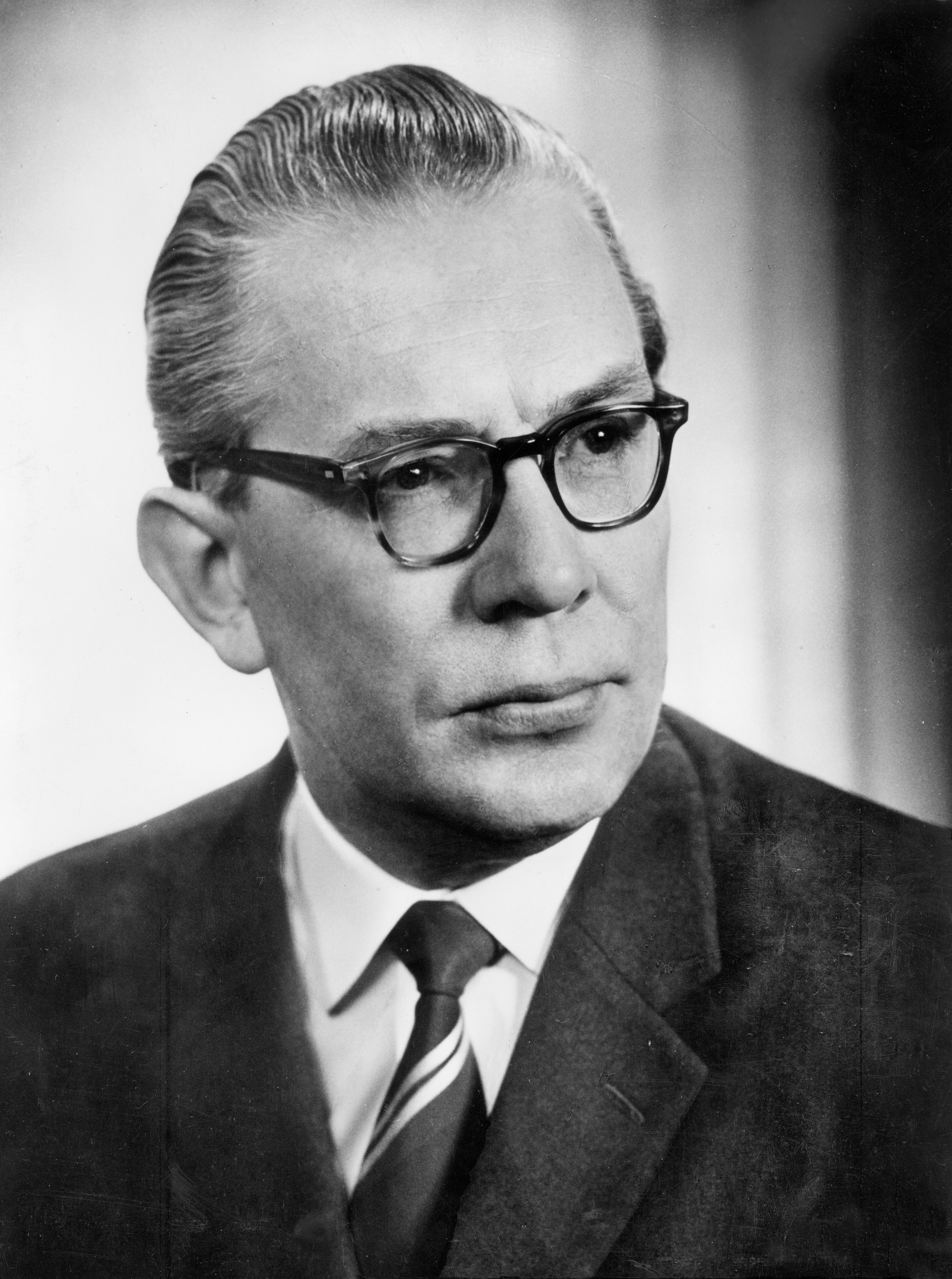
Kai Uwe von Hassel                                                                                   (11. Oktober 1954 bis    7. Januar 1963)
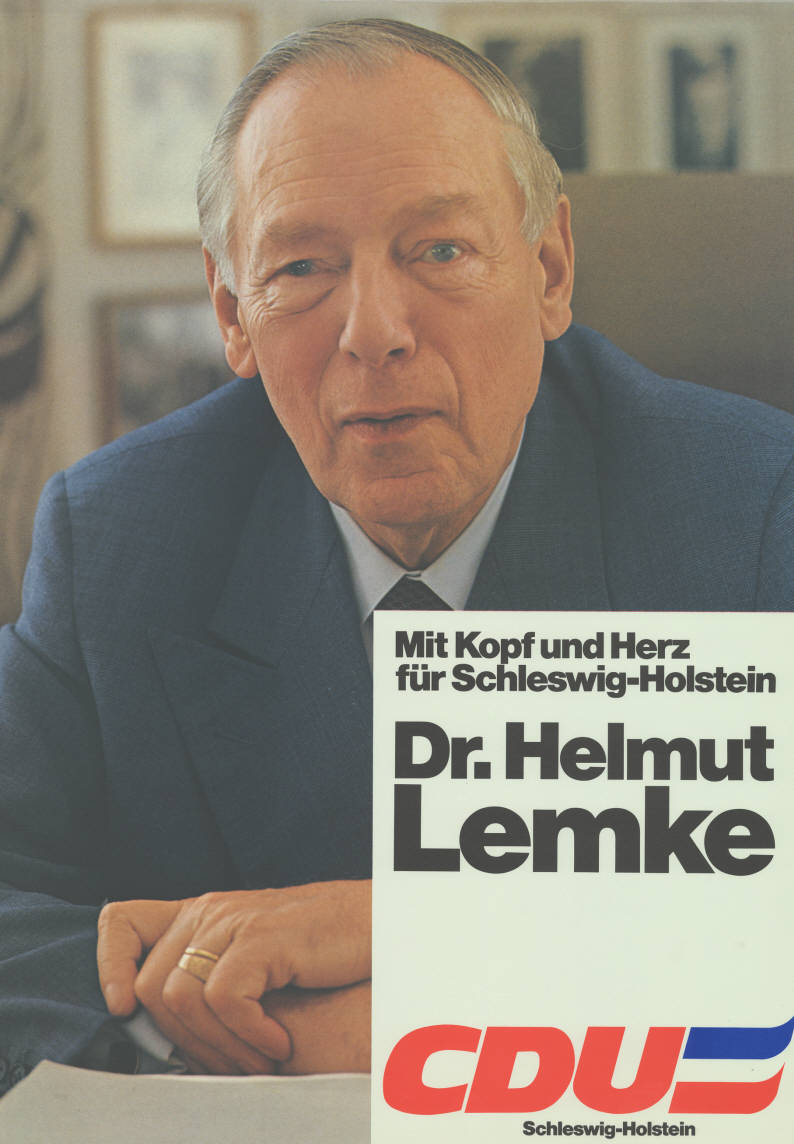
Helmut Lemke                                                                                     (7. Januar 1963 bis      24. Mai 1971)
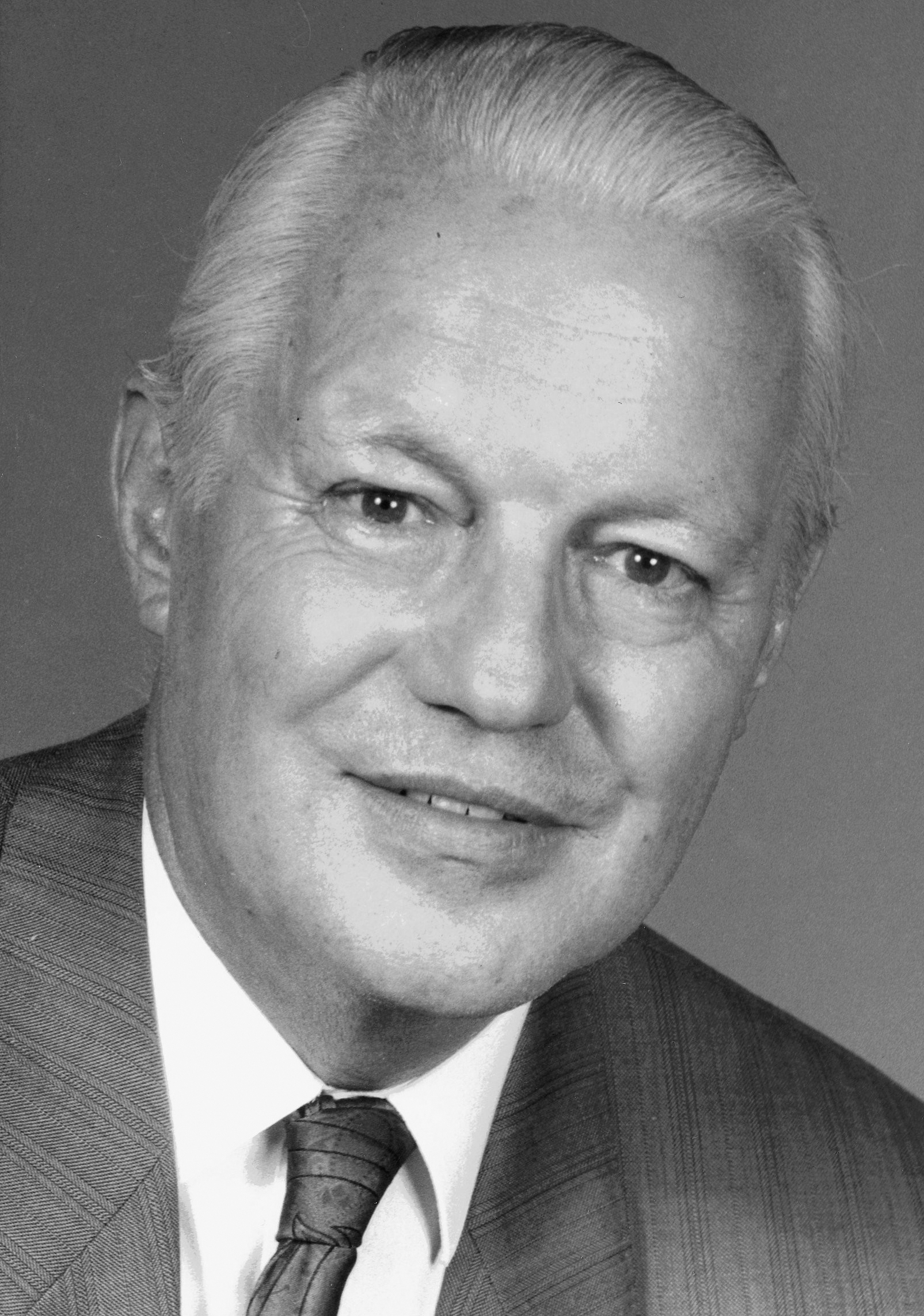
Gerhard Stoltenberg                                                                                      (24. Mai 1971 bis           4. Oktober 1982)
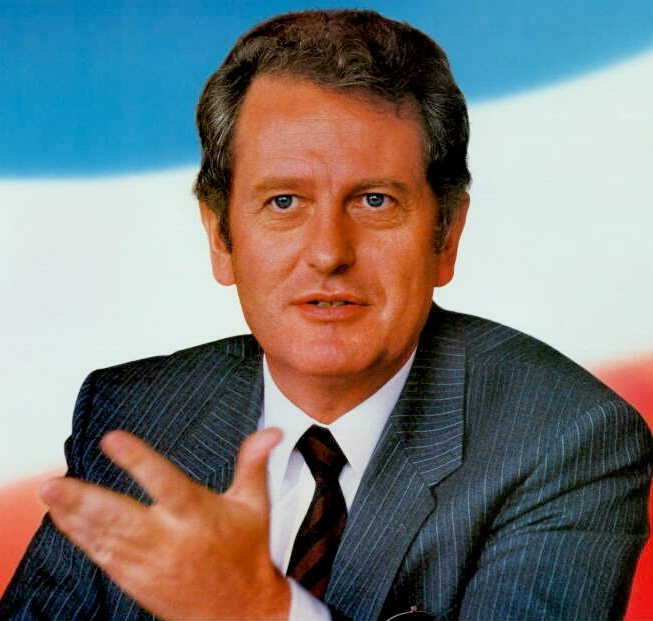
Uwe Barschel                                                                                       (14. Oktober 1982 bis     2. Oktober 1987)
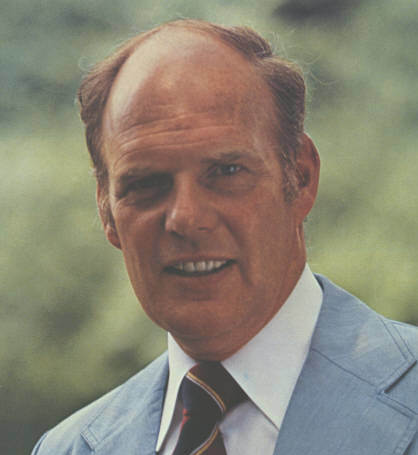
Henning Schwarz                                                                                        (2. Oktober 1987 bis    31. Mai 1988)
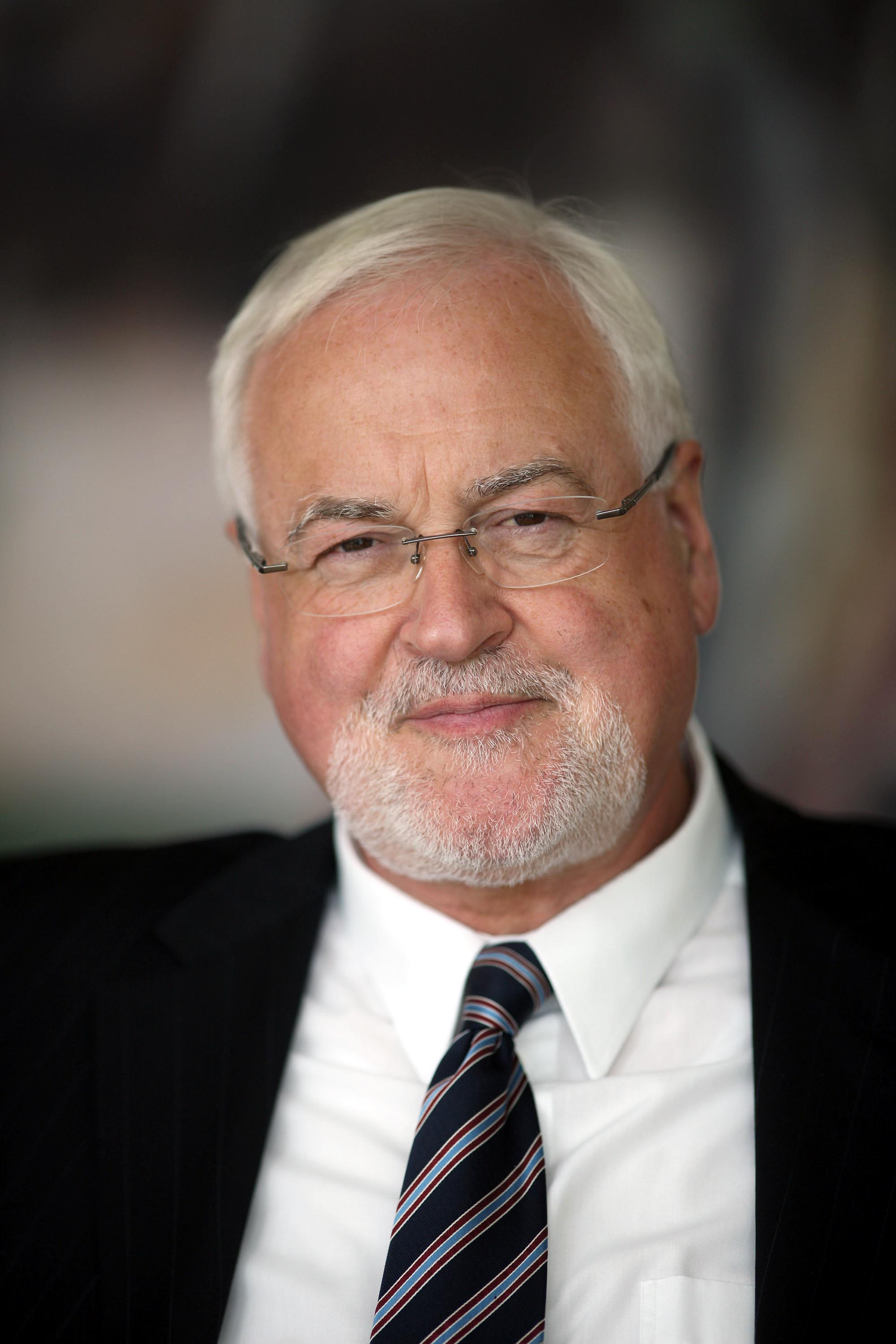
Peter Harry Carstensen                                                                                         (27. April 2005 bis         12. Juni 2012)
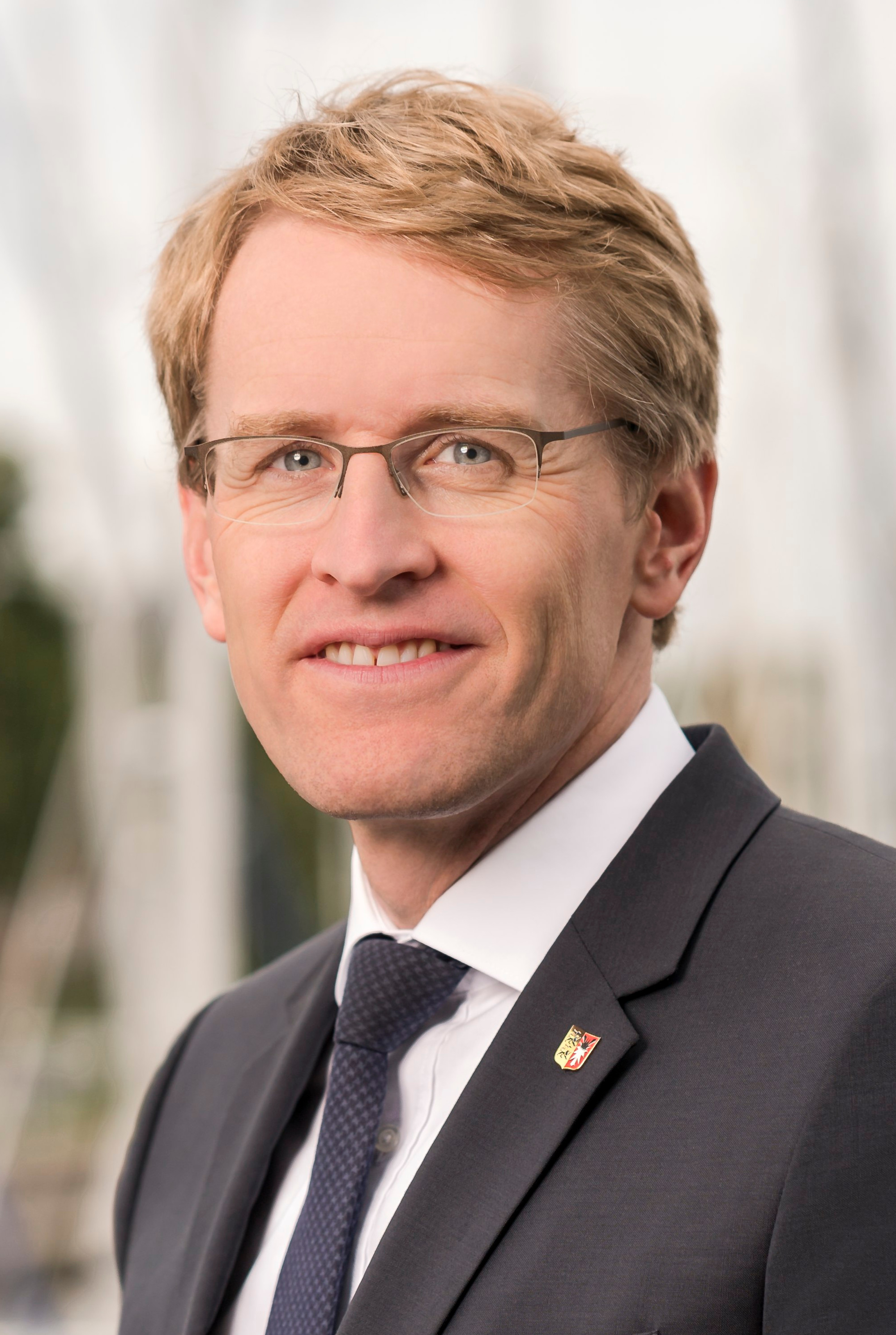
Daniel Günther                                                                                         (seit 28. Juni 2017)

#### ThüringenThüringen

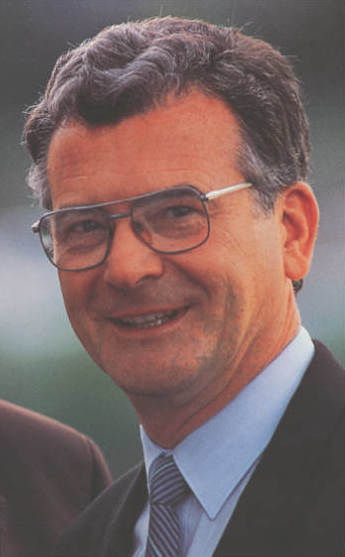
Josef Duchac                                                                                        (3. Oktober 1990 bis      5. Februar 1992)
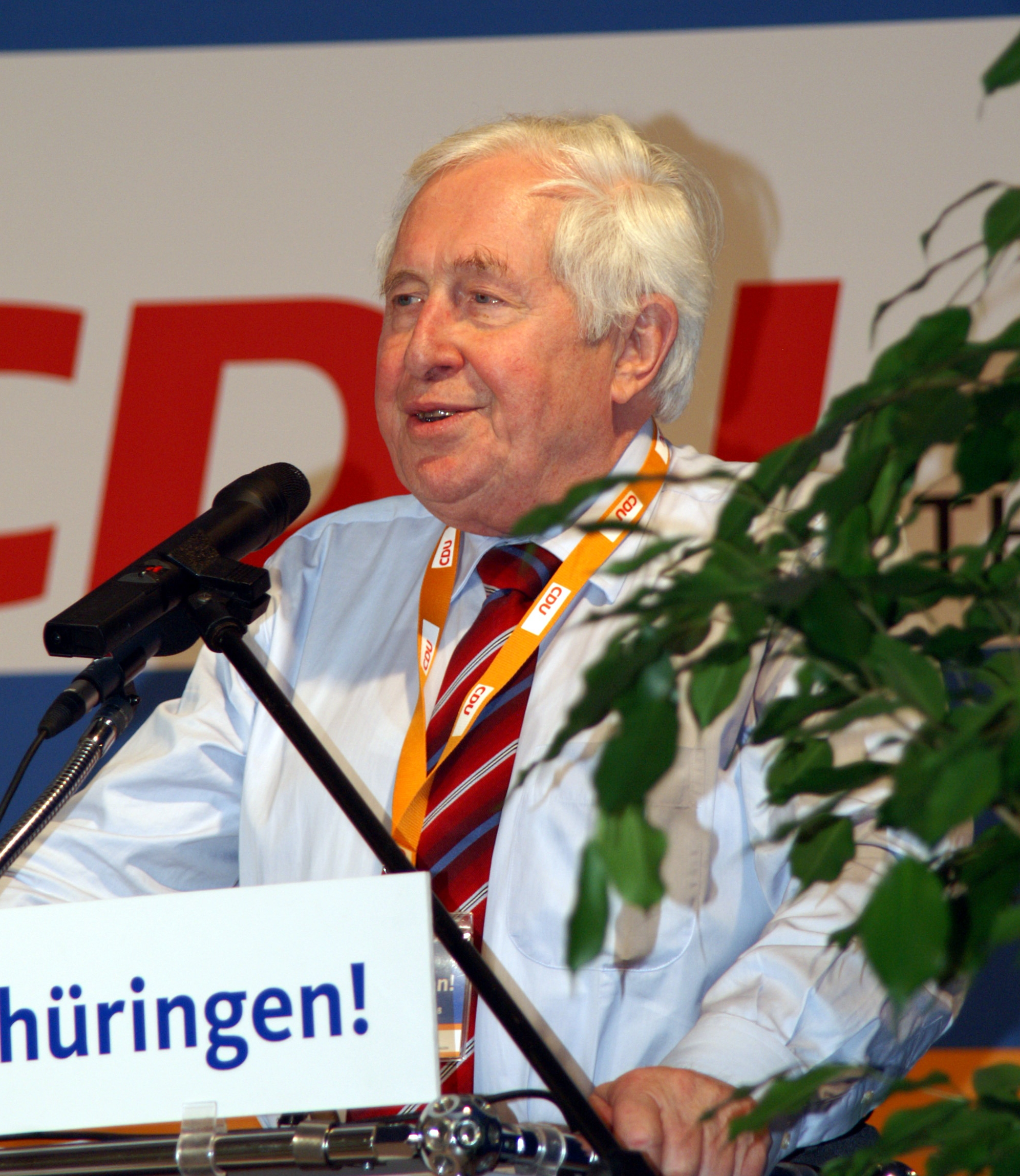
Bernhard Vogel                                                                                          (5. Februar 1992 bis       5. Juni 2003)
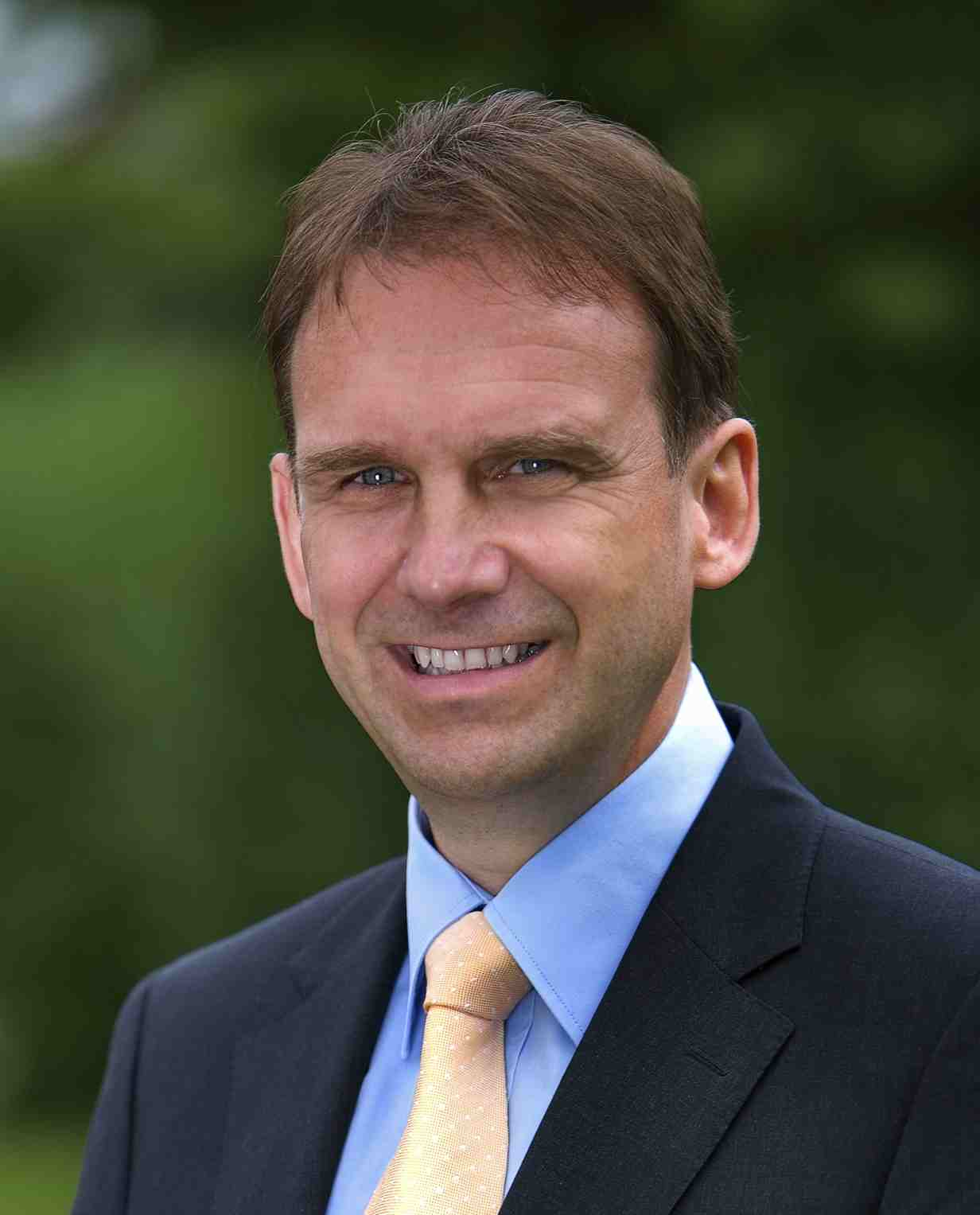
Dieter Althaus                                                                                        (5. Juni 2003 bis          30. Oktober 2009)
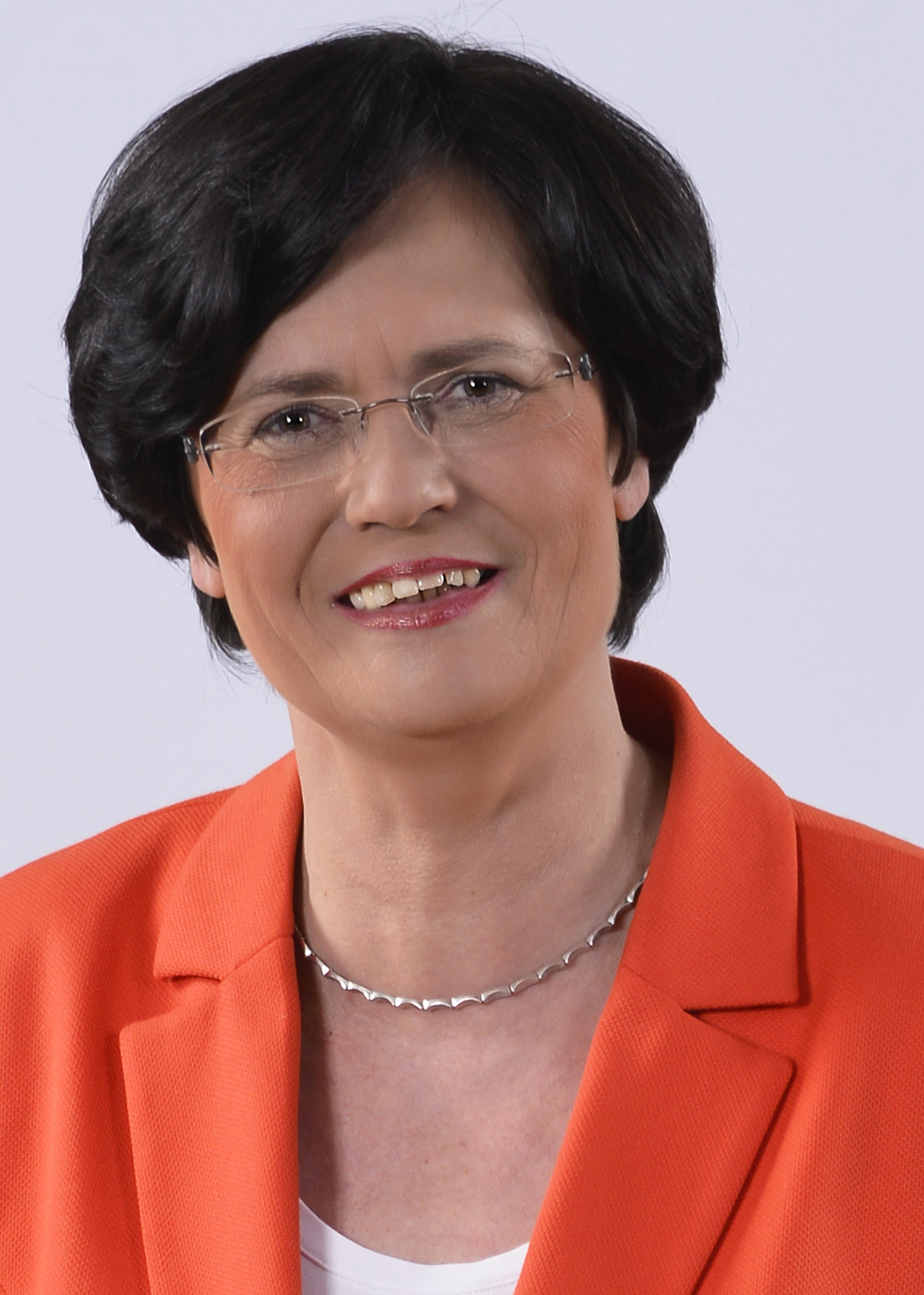
Christine Lieberknecht                                                                                     (30. Oktober 2009 bis    5. Dezember 2014)
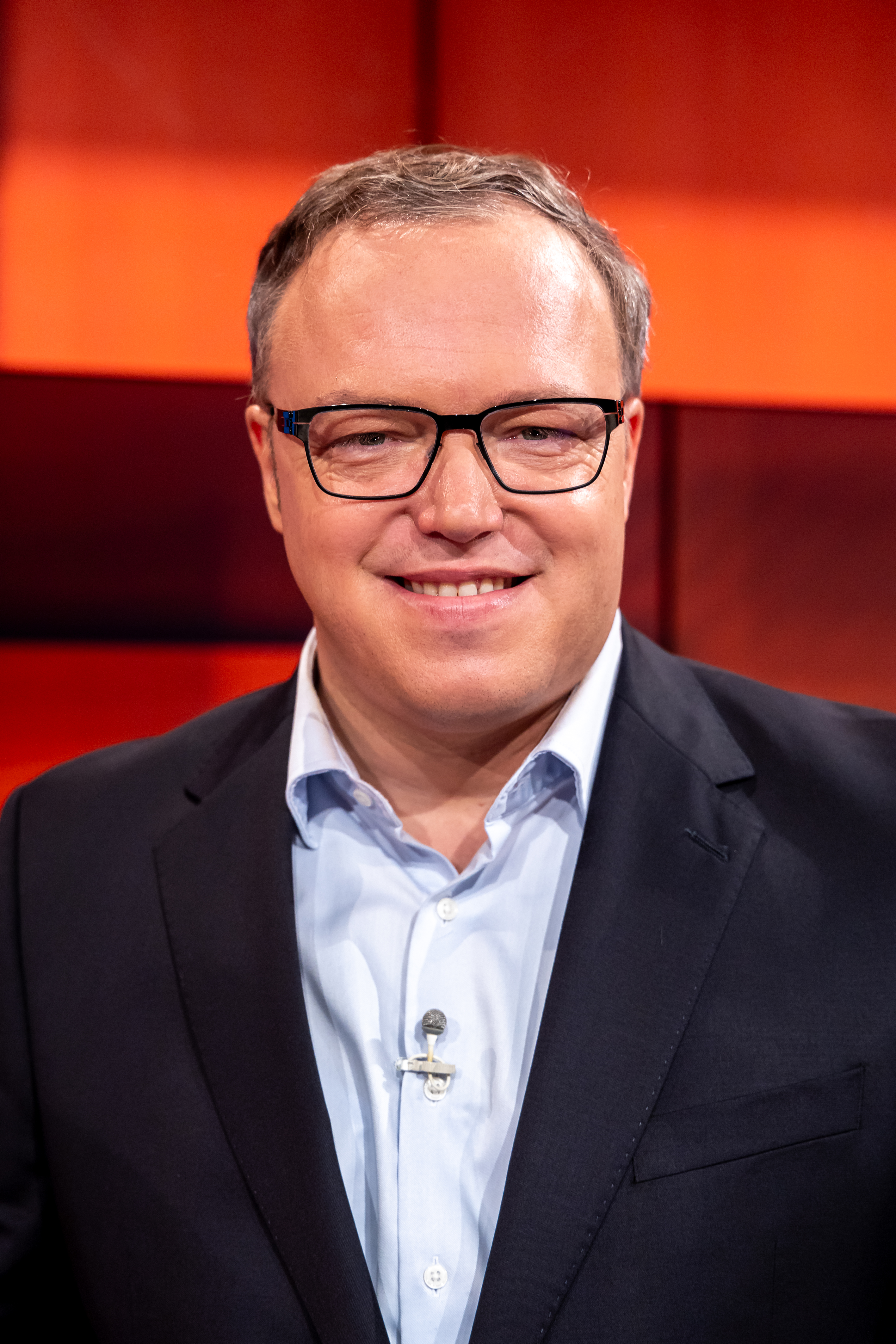
Mario Voigt                                                                                             (seit 12. Dezember 2024)

## Ergebnisse bei bundesweiten Wahlen

### Ergebnisse der Bundestagswahlen

Ergebnisse der CDU bei den Bundestagswahlen 1949–2021

| Wahljahr | Stimmenanteil | Stimmen 1  |
| -------- | ------------- | ---------- |
| 1949     | 25,2 %        | 05.978.636 |
| 1953     | 36,4 %        | 10.016.594 |
| 1957     | 39,7 %        | 11.875.339 |
| 1961     | 35,8 %        | 11.283.901 |
| 1965     | 38,0 %        | 12.387.562 |
| 1969     | 36,6 %        | 12.079.535 |
| 1972     | 35,2 %        | 13.190.837 |
| 1976     | 38,0 %        | 14.367.302 |
| 1980     | 34,2 %        | 12.989.200 |
| 1983     | 38,2 %        | 14.857.680 |
| 1987     | 34,5 %        | 13.045.745 |
| 1990     | 36,7 %        | 17.055.116 |
| 1994     | 34,2 %        | 16.089.960 |
| 1998     | 28,4 %        | 14.004.908 |
| 2002     | 29,5 %        | 14.167.561 |
| 2005     | 27,8 %        | 13.136.740 |
| 2009     | 27,3 %        | 11.828.277 |
| 2013     | 34,1 %        | 14.921.877 |
| 2017     | 26,8 %        | 12.447.656 |
| 2021     | 19,0 %        | 08.774.920 |
| 2025     | 22,6 %        | 11.196.374 |

### Ergebnisse der Europawahlen

Ergebnisse der CDU bei den Europawahlen 1979–2019

| Wahljahr | Stimmenanteil | Stimmen    |
| -------- | ------------- | ---------- |
| 1979     | 39,1 %        | 10.883.085 |
| 1984     | 37,5 %        | 09.308.411 |
| 1989     | 29,5 %        | 08.332.846 |
| 1994     | 32,0 %        | 11.346.073 |
| 1999     | 39,3 %        | 10.628.224 |
| 2004     | 36,5 %        | 09.412.997 |
| 2009     | 30,7 %        | 08.071.391 |
| 2014     | 30,0 %        | 08.812.653 |
| 2019     | 22,6 %        | 08.438.975 |
| 2024     | 23,7 %        | 09.435.636 |